# Juda et Tamar
 (novembre 2021).
 (novembre 2021).
L’histoire de Juda et Tamar (hébreu : מעשה יהודה ותמר Ma῾aśê Yehûdâ we-Tamar, grec : Ὁ Ιούδας καὶ ἡ Θάμαρ Ho Ioudas kai hè Thamar) est un épisode biblique du Livre de la Genèse.
Faisant immédiatement suite à la vente de Joseph instiguée par Juda, l’épisode relate ce qu’il advient de ce dernier : Juda épouse tout d'abord Bat Choua avec qui il a trois fils, Er, Onan, et Chêla. Le père comblé choisit pour Er, son fils aîné, une épouse du nom de Tamar, mais celui-ci meurt avant de lui avoir donné des enfants. Son décès est rapidement suivi par celui de son frère Onan, et Juda qui met ces malheurs sur le compte de Tamar, la renvoie chez son père, sans la marier à son troisième fils. Cependant, Tamar piège Juda et réussit à obtenir de lui un acte charnel, dont sont issus deux enfants jumeaux. De cette lignée est issu David, fondateur de la lignée royale d'Israël qui s’achève d’après la Bible avec le Roi-Messie.
Mis en image, en prose ou en vers, ce récit n’a pas manqué de susciter l’intérêt des lecteurs et commentateurs tout au long de l'histoire, jusqu’à l’époque contemporaine. D’aucuns ont souligné l'originalité de l’épisode et son intercalage dans l’histoire de Joseph ; d’autres cherchèrent à expliquer l’attitude du patriarche éponyme de la nation juive et de sa bru dont les rapports, relevant à la fois de l’adultère et de l’inceste, leur auraient en théorie valu d’être lapidés à mort en vertu de la loi biblique. L'épisode revêt une nature d'autant plus paradoxale qu'il est à l'origine de la lignée royale d'Israël. Peu présent dans le lectionnaire chrétien jusqu’à l'époque moderne, il apparaît en revanche tout au long de l’histoire des lettres juives, depuis la Bible jusqu’à la littérature israélienne. Le récit fait aussi débat dans la communauté académique : certains considèrent ce passage intercalaire comme un ajout tardif et postérieur au cycle de Joseph, d'autres y voient en revanche un passage nécessaire pour expliquer l’entièreté de ce cycle.

## Le récit biblique

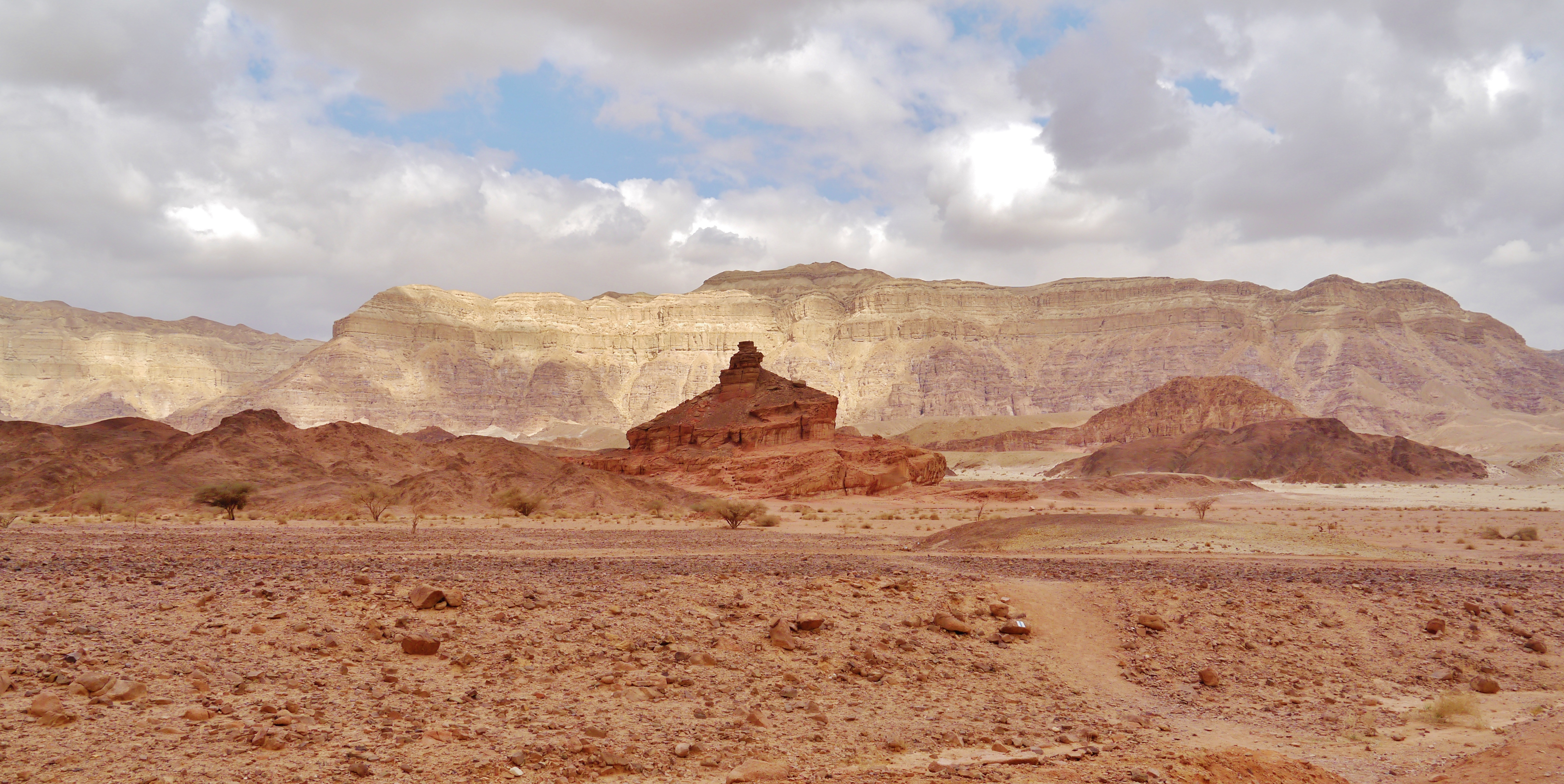
Paysage du Wadi Timna.

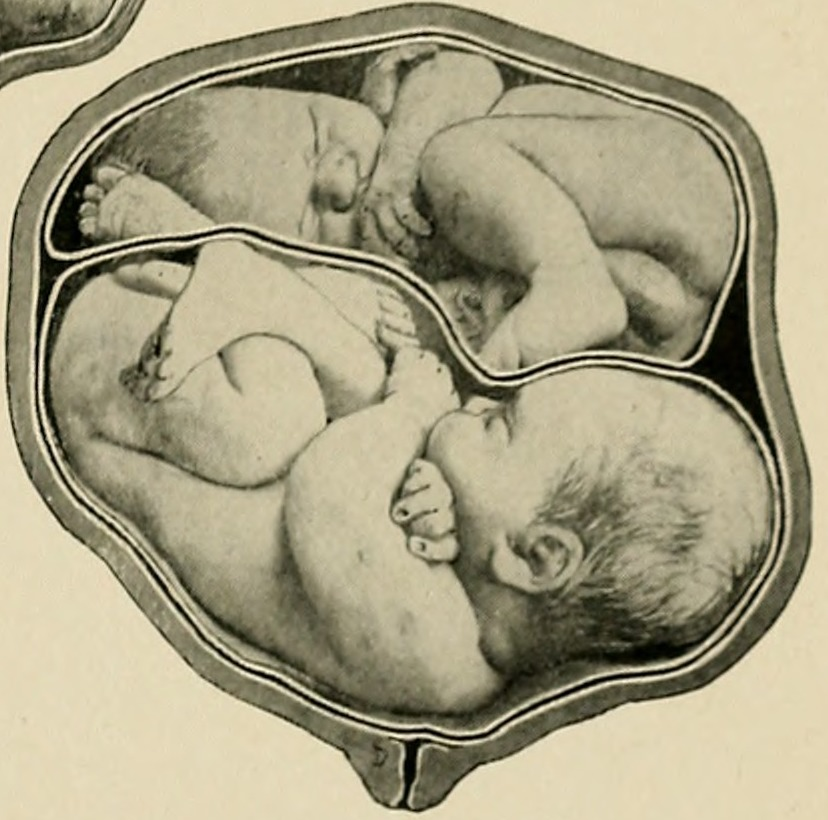
Position transverse-transverse lors d’une naissance gémellaire qui était peut-être celle des enfants de Juda et Tamar lors de l’accouchement

L’histoire de Juda et Tamar constitue l’intégralité du chapitre 38 de la Genèse (Gn 38 ci-après). Il comporte, dans le texte hébraïque qui a servi de base à la Vulgate, 30 versets: 

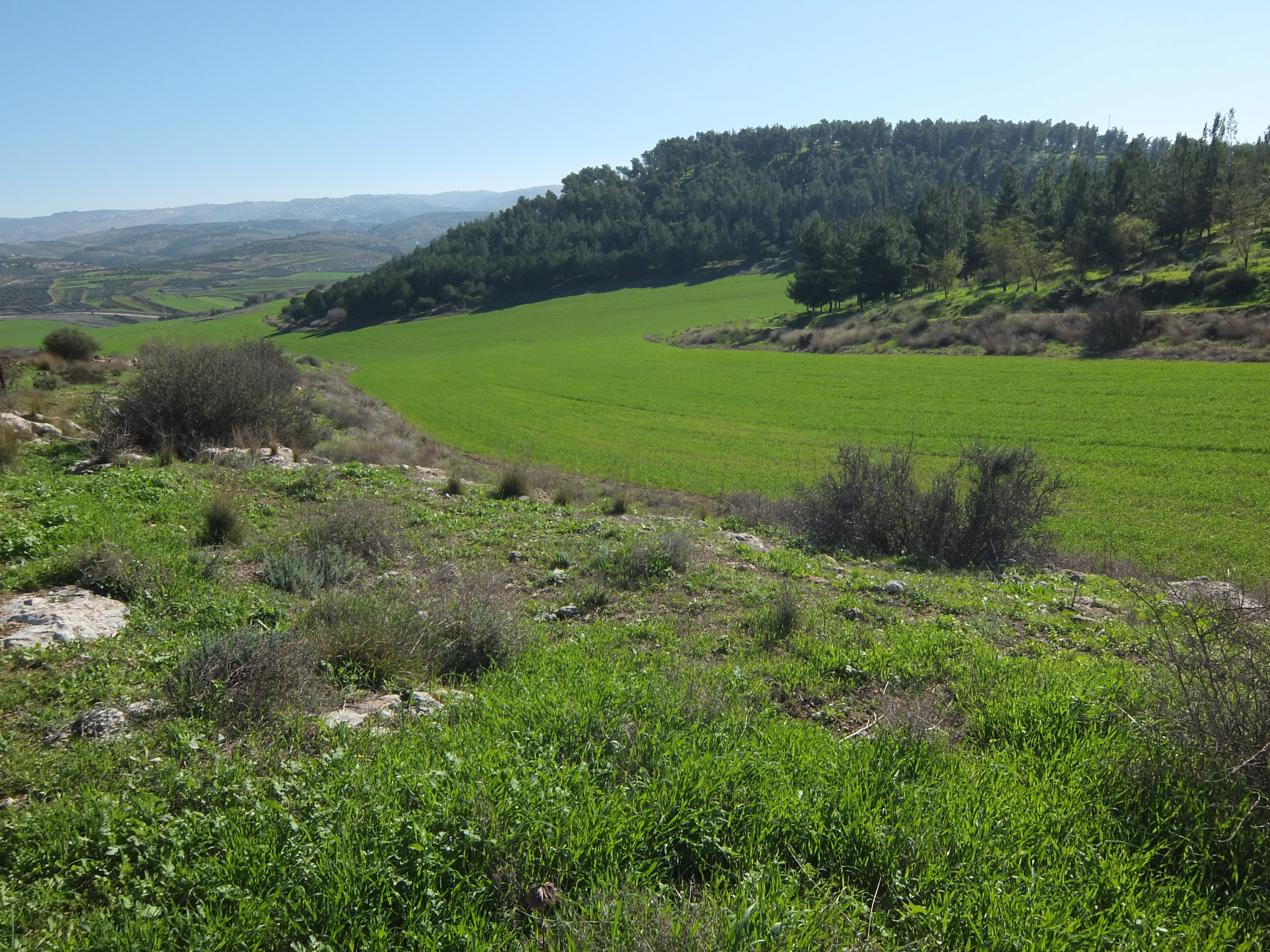
La vallée d’Adoullam, recouverte de pins.

— Bible Hébraïque / Tanakh / Ancien Testament, Genèse, chapitre 38 (Bible du Rabbinat)

### Le récit au sein du Livre de la Genèse
- 38:1-5: naissance des enfants de Juda et la fille de Choua, à Adullam
  - 38:6-11: après la mort des premiers enfants, Juda parle à Tamar avant de la renvoyer chez son père  
    - 38:12-14: Tamar met en œuvre un stratagème destiné à piéger Juda
      - 38:15-18: Tamar et Juda se rencontrent, dialoguent et se connaissent (charnellement)

    - 38:19-23: Tamar s'en retourne ; Juda est mystifié une nouvelle fois

  - 38:24-26: avant d’être mise à mort avec ses enfants, Tamar parle à Juda après avoir été sortie de chez son père
- 38:27-30: naissance des enfants de Juda et Tamar.

Structure littéraire de Gn 38[TableB 1]

Lu isolément, le récit, organisé en chiasme autour de la rencontre entre Tamar et Juda à Einayim, semble avoir privilégié le thème de la perpétuation de la lignée, comme l’ensemble du livre de la Genèse. C’est à l’aune de celle-ci que sont jugés ses acteurs : Onan qui trompe son père en feignant d’appliquer le lévirat, meurt pour avoir refusé de donner une descendance à son frère tandis que Tamar qui trompe son beau-père par deux fois, est sanctionnée favorablement, tant par la providence — qui veille au bon accomplissement de chacune de ses phases et suscite des jumeaux — que par Juda qui reconnaît la plus grande justesse de sa bru car la descendance qu’il lui a refusée et pour laquelle elle s’est évertuée, recourant à une manœuvre qui n’est pas sans rappeler celle des filles de Lot (he), lui revenait de droit.
Pris dans son environnement littéraire immédiat (Gn 37 et 39), Gn 38 est le point de bascule où Juda, figure dominante lors de la vente et descente de Joseph, descend plus bas que ce dernier: d’une part, Dieu n’intervient pas pour « faire prospérer l’œuvre de ses mains » (Gn 39:2-3) mais pour « faire mourir … Er, le fils aîné de Juda » (Gn 38:7), et d’autre part, Juda faut là où Joseph ne faute pas, se délestant impulsivement des insignes de son statut pour une relation passagère avec une femme qu’il prend pour une prostituée alors que Joseph conserve sa vertu face à une femme de haute condition et des plus insistantes. En revanche, Tamar ressort plus positivement de la comparaison avec la femme de Putiphar: elle est, certes, aussi artificieuse que l’Égyptienne innommée en faisant, comme elle, usage d’un vêtement, mais elle agit sous la contrainte des circonstances, cherchant à accomplir le lévirat comme le lui avait promis Juda, et non à « s’amuser » (Gn 39:14 & 17) ; en outre, Tamar ne compromet qu’elle-même tandis que la femme de Putiphar nuit à Joseph, et les preuves que produit Tamar rétablissent la vérité tandis celles de la femme de Putiphar accréditent ses mensonges.
Toutefois, lorsqu’il est replacé dans le contexte plus large du cycle des fils de Jacob (Gn 34-50) où Ruben se disqualifie en couchant avec Bilha (Gn 35:22), après que Siméon et Levi se sont vengés dans la violence des habitants de Sichem (Gn 34), Gn 38 est le creuset où Juda, qui avait déjà montré son ascendant sur ses frères, se corrige et acquiert la dimension morale qui lui faisait auparavant défaut pour succéder à son père à la tête des enfants d’Israël: la mort de ses premiers fils — succinctement mentionnée dans l’énumération des fils d’Israël descendant en Égypte (Gn 46:12) — rend Juda plus pareil à son père car alors qu’il réagit immédiatement à la mort d’Er tandis que Jacob refuse d’être consolé, la mort d’Onan — qui a hérité de la duplicité son père — le mène à craindre pour Chelâ comme Jacob le fera pour Benjamin ; alors qu’il fait initialement peu de cas de Tamar, qu’il condamne sciemment à vivre en marge d’une société patriarcale où elle n'est ni épouse ni mère, l’interpellation de sa bru — qu’il avait abordée sur la route de Timna dans les mêmes termes que son père — avec le “Connais donc” qu’il avait employé pour mystifier son père en utilisant les mêmes expédients, amène Juda à reconnaître la plus grande justesse de celle à laquelle il avait indument fait endosser la responsabilité de ses malheurs. Admettant publiquement ses torts sans plus user de faux-semblants ni se soucier de sa réputation, « il cessa, dès lors, de la connaître » sans plus se guider par ses instincts. 
C’est pourquoi, face à Ruben, l’aîné des fils de Léa, Juda emporte la confiance de son père lorsqu’il s’offre en garant de son frère (arev, Gn 43:9), après avoir appris de Tamar l’importance du gage (eravon, Gn 38:17-18). Face à Joseph, l’aîné des fils de Rachel qui monte un simulacre pour remettre sa vente en scène et pousser ses dix frères à s’en retourner librement à Canaan en lui abandonnant Benjamin, Juda assume son rôle et s'offre en esclave, plaidant si bien en faveur du vieux Jacob qu’il produit sur Joseph l’effet qu’a eu sur lui Tamar, et que celui-ci met fin à la comédie et au drame familial,. C’est pourquoi encore, lorsque vient l’heure pour Jacob de bénir ses fils (he), il annonce, après une longue louange qui encapsule Gn 38 (l’ânon, ʿiroh, figure Er, Onan est évoqué par [ben] atono - [le fils de] l’ânesse, Chelâ par Shilo et la mort des aînés par le « sang des vignes »), que c’est entre les mains de Juda que demeurera le sceptre, lui que ses frères « reconnaîtront » et devant lui, non Joseph, qu’ils s’inclineront (Gn 49:8). 
L’épilogue de Gn 38, seul exemple d’accouchement gémellaire dans la Bible avec la naissance des jumeaux d’Isaac et Rebecca, étend la portée de ce motif réparateur aux récits patriarcaux: il reprend les termes et déroulement de Gn 25:21-26 presqu’à l’identique mais la main de Zerah — doublement lié à Edom, par la rougeur du fil écarlate et par l’homonymie avec l’un des petits-fils d’Esaü (Gn 36:13 & 17) — retourne dans l’utérus (Gn 38:28) : la supériorité de Perets sur son frère aîné est ainsi reconnue, sans plus nécessiter l'entregent de Rebecca qui, en voulant assurer l’ascendant de Jacob, a initié un cycle multi-générationnel de conflit et de rouerie auquel Tamar vient de mettre fin.

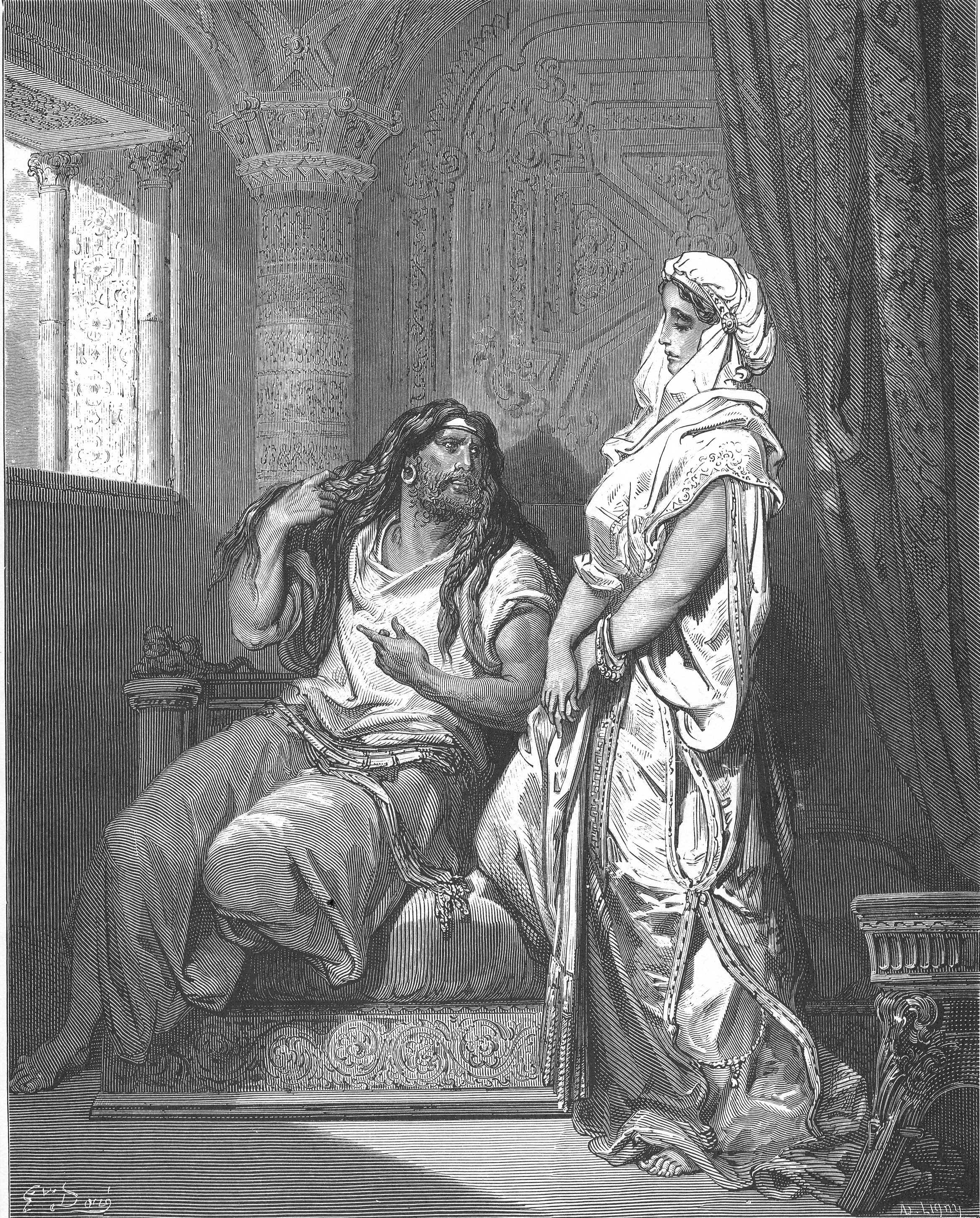
Samson et Dalila, gravure de Gustave Doré (1882-1883)
Juda comme Samson sont des héros imparfaits, dont la grandeur ou les hauts faits n’empêchent pas les errements, en particulier avec les femmes. Celles-ci sont volontiers décrites comme des êtres rusés et vindicatifs qui mènent l’homme trop sûr de lui à sa perte ; cependant, cet homme, acculé, se révèle dans toute la grandeur de son caractère ou de sa force

### Le récit et ses échos bibliques

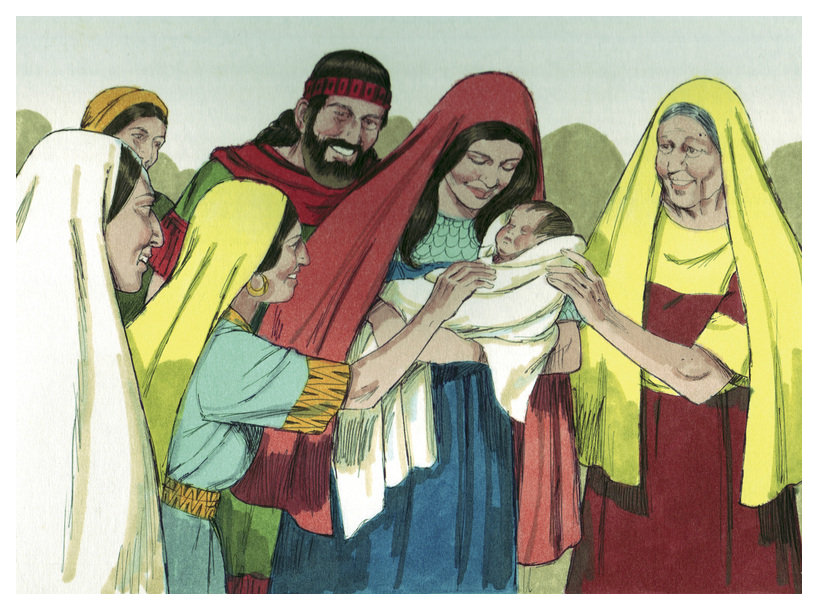
« Que ta maison soit comme la maison de Perets, que Tamar a enfanté à Juda, par la postérité que YHWH te donnera de cette jeune femme » - Ruth 4:12Outre les références directes faites à Tamar, Juda et Perets à la fin du Livre de Ruth (4:12 & 4:18), le livre s’ouvre sur le même incipit que Gn 38, un même départ pour une terre étrangère, la mort de deux fils qui laisse la protagoniste du récit sans descendance et l’invitation à retourner à la maison familiale.
Stérile alors qu’elle n’est pas infertile, la protagoniste s’allonge aux pieds un homme plus âgé pour le séduire et donne naissance à un ancêtre de la maison de David, après quoi elle disparaît nommément de la fin du récit, ne jouant même plus de rôle actif lors de son accouchement, contrairement à la mère des premiers enfants de Juda.

Gn 38 est directement évoqué dans le décompte des fils d’Israël sortis d’Égypte (Nb 26:19) ou dans la liste des descendants de Juda (2 Chr 2:3-4), et, moins directement, dans la législation deutéronomique du yibboum (lévirat) où l’accent n’est plus mis sur la perpétuation de la lignée mais sur le bien-être de la femme, laquelle a la possibilité d'en référer aux juges locaux ou de pratiquer la cérémonie du déchaussement si son beau-frère refuse de s’unir à elle (Dt 25:5-10).

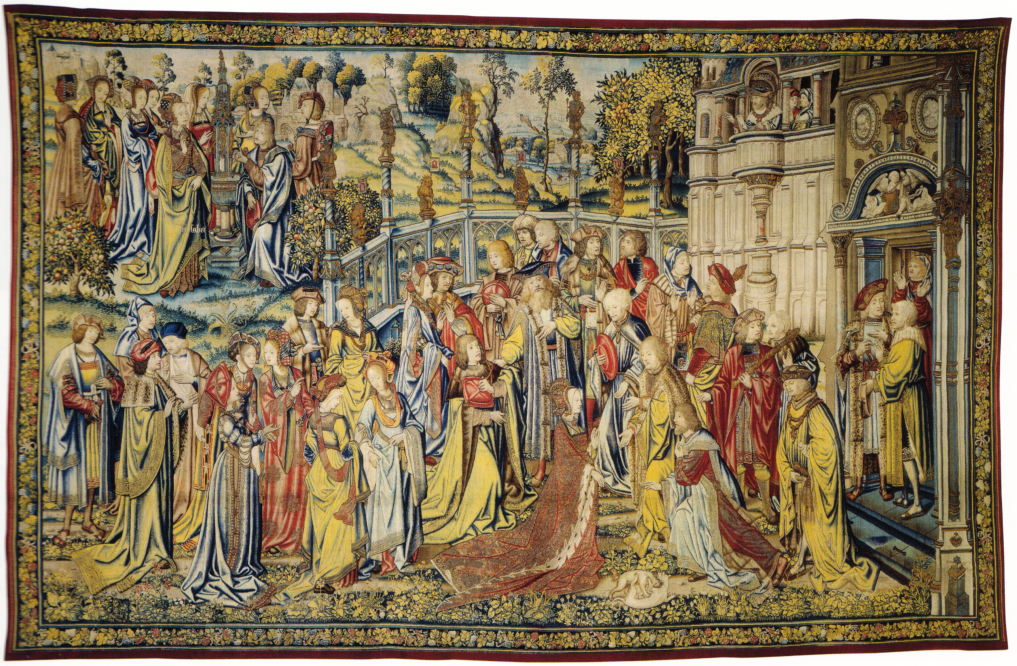
David et Betshsabée. Juda/David qui s’est rendu/réfugié à Adullam pour se distancier de ses frères/fuir Saül, s’associe avec Hira/Hiram et prend pour femme Bat Choua/Bat Cheva (Bethsabée, appelée Bat Choua en 1 Chr 3:5). Il floue Tamar/Urie le Hittite et s’unit contre la loi avec sa bru/une femme mariée mais il ne s’en rend pas compte avant que Tamar/Nathan ne l’y amène par une voie détournée ; sa réaction immédiate et sans dérobade, est exemplaire dans sa lapidarité : « Elle est plus juste que moi »/« J’ai péché envers YHWH ».

La plupart des références bibliques à l’histoire de Juda et Tamar — qui constitue son plus ancien niveau d'interprétation — se font cependant par le biais de parallèles littéraires, directs ou inversés, de jeux de mots ou de sonorités : le motif de l’union à une étrangère se retrouve chez Samson dont les yeux se posent sur une Philistine de Timna, et ses parents désapprouvent — comme, sans doute, le narrateur — ce projet d’union mais ils ne savent pas que, contrairement à Juda, l’attrait du Danite pour la Philistine « venait de Dieu [qui] cherchait une occasion de nuire aux Philistins » (Jg 14:4). La condamnation des mariages mixtes se retrouve aussi chez Mic 1:14-15 qui évoque les toponymes d’Adullam et Akhziv, jouant de surcroît sur Akhziv et l’adjectif akhzav, « déception [pour les rois d'Israël] » ; Mal 2:11-12 harangue quant à lui les Judéens qui ont ramené de leur exil à Babylone des conjointes non-juives, unissant dans une même imprécation la nation de Juda qui « a trahi …, profané ce qui est sacré devant YHWH », et son patriarche éponyme qui « a épousé la fille d’un dieu étranger », souhaitant que Dieu retranche des tentes de Jacob l’« être veillant et parlant (ʿer vèʿonè) » qui fait allusion à Er et Onan. 
De fait, si la Bible évoque plusieurs fois Er et Onan, mentionnant ou non leur mort mais sans jamais y mêler Dieu et, partant, sans expliquer pourquoi ils furent mis à mort, le Livre de Samuel appuie sur l’inconduite de Hophni et Phinéas, les deux fils dévoyés du prêtre Eli qui maltraitent les femmes et mourront dans leur jeunesse de la main de Dieu ; par ailleurs, le Deutéronome condamne le « gaspillage de semence » auquel se livre Onan afin de ne pas féconder Tamar, et le Livre de Ruth prête au parent anonyme d’Élimelekh le même souci qu’Onan de conserver son héritage, pour se dégager de ses obligations de rachat selon une coutume qui ressemble au lévirat. Lorsqu’Eli, prêtre de Silo, voit une femme qui s’agite sans bruit, il « (litt.) la considèr[e] ivre » tout aussi indûment que Juda qui, apercevant la femme à Peta’h Einayim, « (litt.) la considéra prostituée ». Mis au fait de son erreur, Eli s’amende comme Juda et aidera la femme à atteindre son but. La tactique de Tamar ne consiste cependant pas à se répandre en prières ; ce n’est pas sans raison qu'on la prend pour une zona ou une qdesha, et la Bible interdira de telles pratiques parmi les filles d’Israël (Dt 23:18). 
Le Livre de Ruth, Moabite et par conséquent descendante des filles de Lot (Gn 19:30-38), mais aussi ancêtre, comme Tamar, de la lignée davidique, entend d’ailleurs montrer que celle-ci a mal commencé mais s’est ensuite « rectifiée » : étrangère à la nation israélite, Ruth se montre aussi résolue que Tamar à perpétuer la lignée familiale mais elle le fait pour Noémi et non pour elle-même ; voulant séduire l’homme convoité, elle change de vêtements pour se rendre à la fois plus séduisante et moins identifiable mais elle le fait sur l’injonction de sa belle-mère et non de sa propre initiative ; elle dort auprès de l'homme qui a bu mais attend son réveil ; elle donne finalement un enfant à Boaz mais seulement après leur mariage,. Des jumeaux de Tamar, Zerah n’est d’ailleurs mentionné que dans le Livre de Josué, lors de l’inconduite de son descendant Akhan alors que Perets ou les mots construits sur la racine p-r-ṣ apparaissent de façon prépondérante dans les aléas de la famille royale, pour décrire le jaillissant roi David ou son effronterie (1 Sam 25:10), évoquer l’irruption d’Absalom devant son père (2 Sam 13:25 & 27) ou faire allusion au Messie dont les prophéties d’Amos 9:11 et Mic 2:12-13 assurent qu’il proviendra de la maison de David.
Le récit de David et Bethsabée, qui poursuit l’histoire de cette lignée jusqu’au roi Salomon, reprend d’ailleurs l’histoire de Juda et Tamar jusqu’au nom des acteurs secondaires et à sa structure littéraire. En revanche, le récit d’Amnon et Tamar (2 Sam 13) qui est l’une des conséquences prophétisées par Nathan après les actions de David, présente davantage de ressemblances avec Gn 37 malgré l’homonymie des protagonistes féminins, bien que certains motifs de Gn 38 s’y retrouvent, comme la présence d’un associé (re’a) impliqué dans les deux trames, les motifs du subterfuge, de l’incompatibilité des rapports avec la législation lévitique, du vêtement symbolisant le changement d’état, et de l’importance de la fête de la tonte pour le plan de Tamar comme pour celui d’Absalom.
Gn 38 a enfin inspiré le récit d’Ananias, Azarias et Misaël (Daniel 3) : remarqué par le pouvoir pour ses dons d’oniromancie comme Joseph autrefois, Daniel est absent de ce récit (qui préfigure sa propre épreuve) lorsque ses trois compagnons, sommés de se prosterner devant une statue d’or, refusent ; comme Juda lorsqu’il apprend le dévergondage supposé de sa bru, Nabuchodonosor ordonne de les jeter au feu mais comme Tamar, les trois compagnons réagissent à la sentence en proclamant leur droiture, y ajoutant une proclamation de foi en leur dieu. Saisis comme Tamar, les compagnons sont garrotés et jetés dans un brasier qu’on a fait chauffer sept fois plus qu’il n’est nécessaire. Cependant, la situation se renverse pour eux comme pour elle, et ils sortent indemnes de la fournaise tandis que Juda/Nabuchodonosor admet ses torts. Si Tamar se voit récompensée par la naissance de jumeaux, les trois vertueux sont, eux, assurés des faveurs royales.

## Lectures de l’ère antique
L’ère du Second Temple qui fait suite à la période de la Bible, donne lieu à un foisonnement d’idées et une riche littérature dont seuls quelques livres seront consacrés dans le canon biblique. Les autres sont le produit de sectes qui interprètent, réécrivent ou parfois oblitèrent Genèse 38 de la Bible selon leurs idées propres (ce fut notamment le cas des sectaires à l’origine des manuscrits de la mer Morte).
La dispersion de nombreuses communautés juives dans le bassin méditerranéen et la désuétude dans laquelle tombe l’hébreu, suscitent un besoin de traductions — les Targoumim pour les Juifs araméophones, la LXX ainsi que, plus tard, les traductions d’Aquila de Sinope, Symmaque ou Théodotion pour les hellénophones. Comme la plupart des textes bibliques, le récit de Juda et Tamar comprend des termes et tournures de phrase difficiles à reproduire, et les variantes entre divers manuscrits et traductions, témoignent d’un processus à mi-chemin entre transmission et interprétation. Le contexte culturel, typiquement sémite, pose parfois problème, notamment en Gn 38:6 où un père « prend femme » pour son fils, en Gn 38:8 où il est question du « yibboum », et en Gn 38:17-18 où les partenaires s’échangent un « eravon », usages aussi inconnus que les termes dans le monde gréco-romain (les Grecs connaissent certes l’arrabôn, introduit vers le quatrième siècle avant l’ère chrétienne par des marchands phéniciens mais il a le sens d’arrhes et non de gage ou garantie). Un problème similaire survient avec les lieux-dits comme Kezib, la ville évoquée lors du troisième enfantement de la femme de Juda, et le lieu de la rencontre entre Juda et Tamar, Peta'h einayim car les pères et les maîtres transmettent à leurs fils et leurs disciples que ces noms convoient plus qu’une information géographique,. Les plus grands enjeux de l’interprétation et la traduction demeurent cependant les questions soulevées par le texte même : sachant que les rois de la nation juive sont nés de rapports discutables au vu des normes juives et — plus encore — grecques, d'aucuns accusent les protagonistes d'immoralité et d'autres les défendent de toute critique, abordant aussi la question des rapports entre Israélites et non-Israélites, et le rôle joué dans cette histoire par Dieu.

### Genèse 38 dans la Bible samaritaine
Les Samaritains se constituent lors du retour à Sion après que les Judéens, revenus de Babylone pour reconstruire leur temple, refusent de reconnaître l’identité israélite de ces peuplades habitant l’ancien royaume d’Israël. Ils possèdent leur version propre du Pentateuque qui compose, avec le livre de Josué, la Bible samaritaine.
Les versions samaritaine et hébraïque du Pentateuque divergent principalement sur la question du sanctuaire, situé selon les Samaritains au mont Gerizim avant même que les Israélites ne soient retournés à la terre promise alors que selon les Juifs, ce lieu sera désigné par les rois David et Salomon comme Jérusalem. Or la qissa (« passage » ou « histoire ») correspondant à Gn 38 n’a pas trait à cette controverse et les différences entre les deux textes, qu’elles portent sur le texte même ou sa prononciation, concernent principalement des points de grammaire. Toutefois, dans la Bible samaritaine, ce sont les femmes seules qui nomment les enfants.
La tradition samaritaine est très attachée à la lettre, et les traductions araméennes de sa Bible — il en existe plusieurs versions — glosent peu sur le texte qu’elles traduisent. Elles permettent surtout de lever l’équivoque sur des termes qui admettent en théorie plusieurs lectures, comme r-ʿ-h-w (Gn 38:12): il pourrait être vocalisé rēʿou (« son ami ») ou rouʿou (« son berger ») mais les Samaritains l’ont traduit par ʿavera ou rouʿama — « son ami ».

### Lectures juives

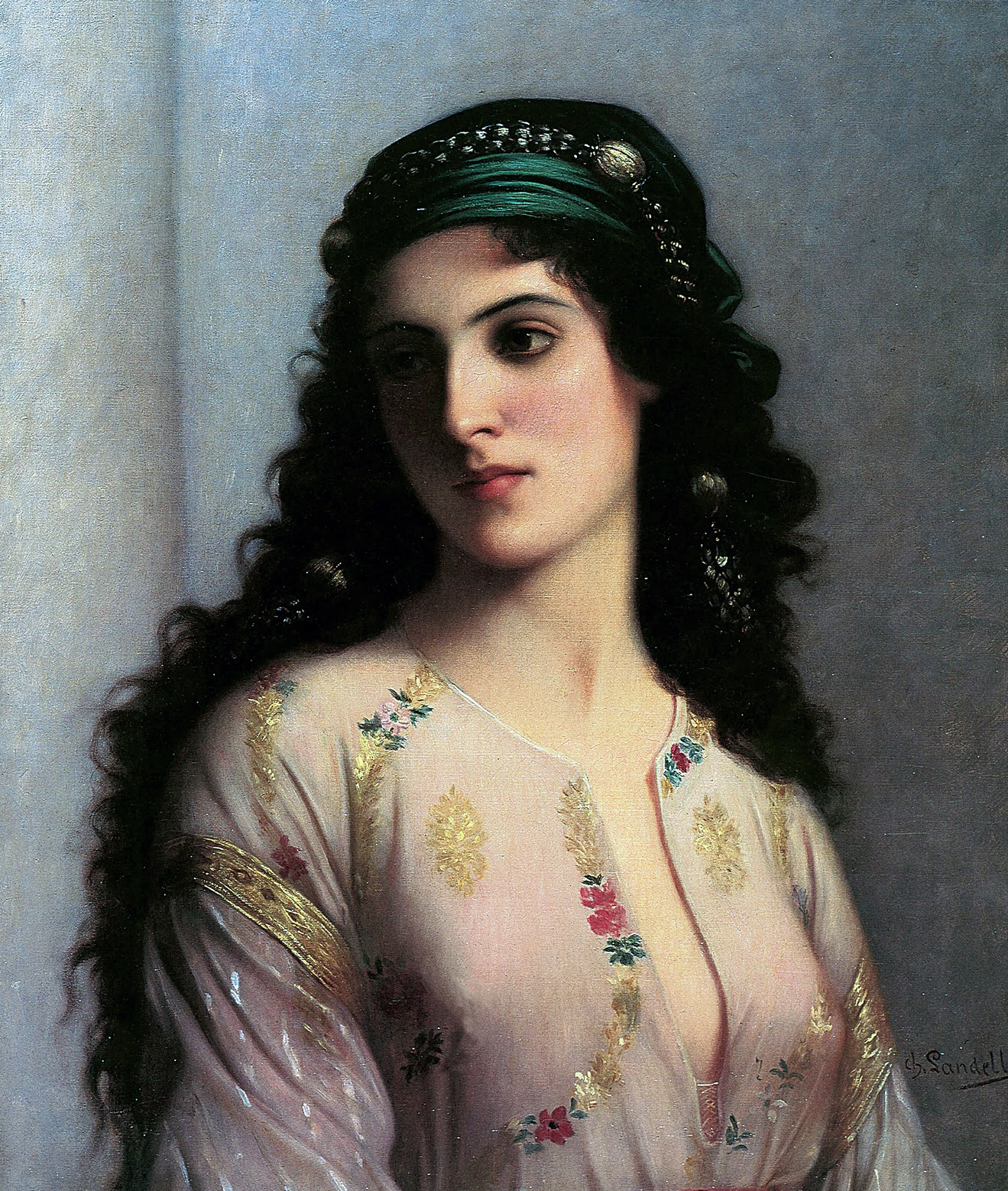
C.Landelle, Juive de Tanger Dans le monde antique, un code vestimentaire qui fait du voile l’apanage des femmes « respectables », pourrait avoir influencé la traduction grecque de Gn 38:15 où le voile est devenu une parure ainsi que d’autres traditions juives.

#### Genèse 38 dans la Septante
Le 38e chapitre du Livre de la Genèse dans la version des Septante, traduction de la Bible en grec complétée vers le deuxième siècle avant l’ère chrétienne et destinée aux communautés juives d’Alexandrie, présente des divergences parfois considérables avec le texte hébraïque : Hiras est un berger, Sué est le nom de la femme de Judas et leurs enfants ont nom Eir, Aunan et Selom ; la syntaxe de certains versets est modifiée, et la Septante ajoute que lorsque Judas rencontra Thamar voilée, il ne la reconnut pas ; les gages qu’elle lui demande sont une bague, un collier et un bâton, et l’exclamation de la sage-femme lors de la naissance de Pharès devient une question.
Certaines s’expliquent par les différences entre les textes-sources ou les traditions de prononciation (le waw en particulier, peut avoir valeur de voyelle en hébreu tandis qu’il est invariablement dans la Septante une consonne). La plupart des écarts entre les textes grec et hébraïque résulte cependant de choix exégétiques des traducteurs qui, tout en tentant de demeurer fidèles au texte biblique, tendent à relever le caractère de Judas : Gn 38 s’ouvre, dans la Septante, sur un egeneto assez vague et ne faisant pas forcément suite à Gn 37:36, le compagnon (reëhou) de Judas devient un pâtre (roëhou), ce qui a pour effet de minimiser l’implication du fils de Jacob dans la société cananéenne car un berger est un employé plutôt qu’un égal, et c’est la femme de Judas, gratifiée par la Septante d’un nom propre et par là-même d’une présence plus importante, qui se trouve à Chasbi lors de son enfantement, tandis que le texte massorétique dénonce l’absence du père de famille lorsque sa femme accouche. La nomination des trois enfants par cette femme tend à la même fin car si la nomination de l’aîné, du troisième et ainsi de suite, incombe au père, alors le texte massorétique suggère le détachement émotionnel de Juda vis-à-vis de sa famille mais si les enfants sont tous nommés, comme le veut la Septante, par leur mère, il n’en est rien. L’ajout à Gn 38:15 (« car elle avait voilé sa figure et il ne la reconnut pas »), absent des textes samaritains tandis qu’on en retrouve des échos dans la plupart des sources juives, rabbiniques ou non, pourrait refléter une tradition judaïque qui veut dissocier le voile porté par Thamar de la prostitution, desservant d’autant plus les traducteurs que les sociétés hellénistiques ont ce commerce en horreur.

#### Genèse 38 dans les écrits de Qumrân

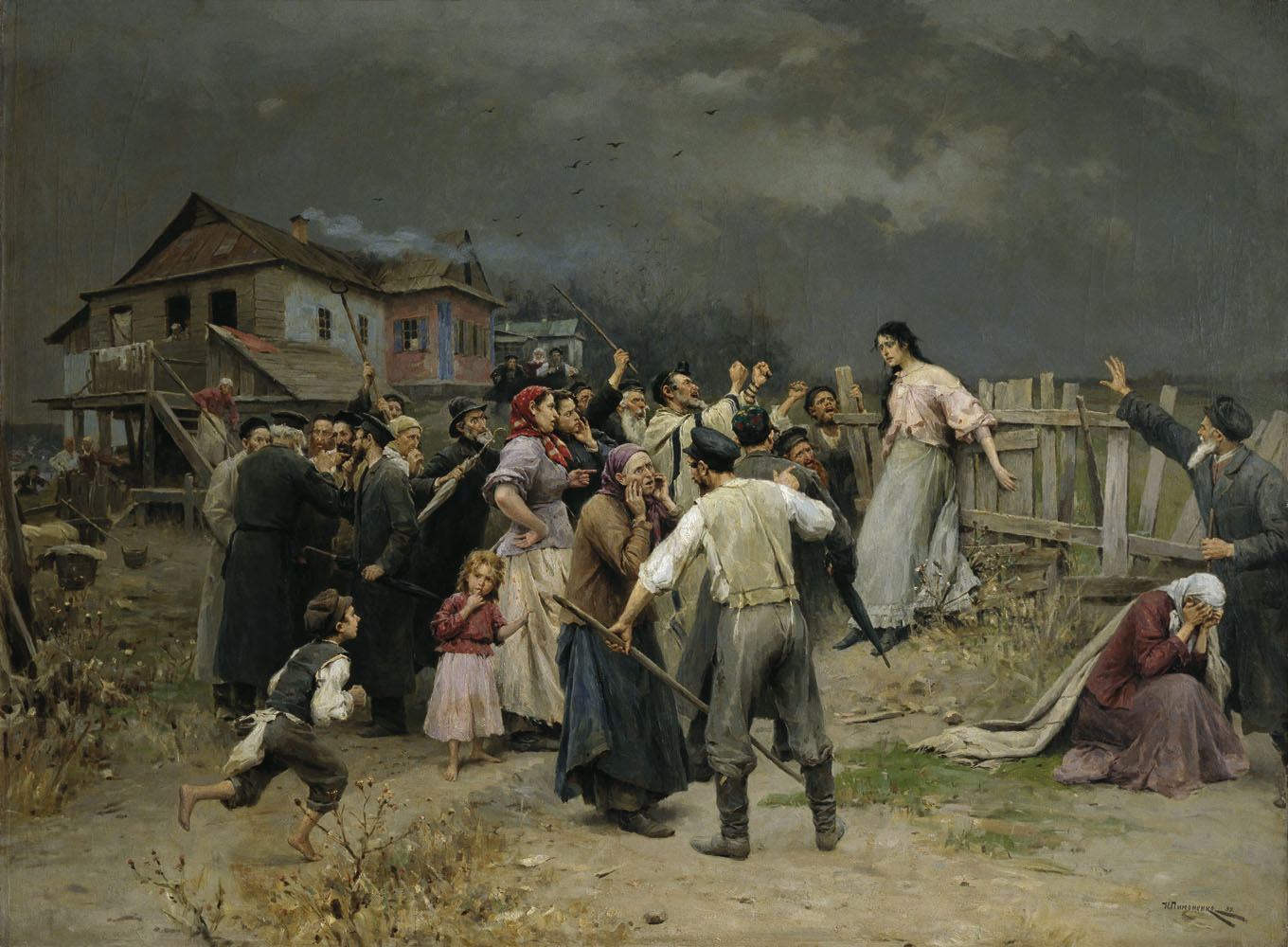
M. Pimonenko, Victime du fanatisme (haro sur une jeune Juive par sa communauté pour avoir eu des rapports trop serrés avec un Gentil)Reprenant les récriminations des prophètes Michée et Malachie ainsi que les lois d’Ezra et Néhémie, le livre des Jubilés dessine Juda comme un homme de bien qui n’aura fait qu’une erreur, mais cardinale, de prendre une Cananéenne en mariage. Cette femme ataviquement perverse détourne les enfants de la voie de leur père, et met l’histoire en branle en refusant de laisser ses enfants connaître Tamar.

Le 38e chapitre du Livre de la Genèse est retranscrit dans le 41e chapitre du Livre des Jubilés, l’un des écrits de la secte de Qumrân parmi les plus importants voire canoniques car il aurait été révélé à Moïse par un ange de la Présence. Originellement composé en hébreu et à peu près contemporain de la Septante, il partage son désir de rehausser la figure de Juda mais n’hésite pas à réinventer le récit biblique en fonction de ses fondements idéologiques.
Dans sa division du temps en jubilés, soit sept « semaines » de sept années solaires de 364 jours, le récit de Juda et Tamar se tient dix-sept ou dix-huit ans  (qui correspondent à l’« en ce temps-là » de Gn 38:1) après l’histoire de Joseph. Après avoir épousé Bat Choua la Cananéenne, Juda dont les Jubilés ne précisent pas qu'il est descendu de ses frères, tente de corriger son erreur gravissime en prenant une fille d’Aram pour son fils Er — le lecteur averti comprendra qu’elle est plus ou moins apparentée aux patriarches et de ce fait membre de l’« engeance sainte » — mais celui-ci, qui aurait voulu « prendre femme dans la parenté de sa mère », la hait et refuse de coucher avec elle ; comme « ce fils aîné […] était mauvais », absolument mauvais selon les Jubilés et non pas seulement « aux yeux de YHWH » comme en Gn 38:7, Dieu le tua. Juda dit alors à Onan d'accomplir le lévirat mais lorsque celui-ci se rend dans la maison de la femme de son frère, il déverse sa semence sur le sol pour les motifs invoqués dans la Bible et meurt de ce fait. Juda souhaite alors donner son troisième fils Chêla à Tamar, en toute bonne foi, mais « Bat Choua, femme de Juda, ne laissa pas son fils épouser Tamar », et « Bat Choua, femme de Juda, mourut la cinquième année de la semaine ». Un an plus tard, Juda monte assister à la tonte de ses brebis ; l’apprenant, Tamar se vêt d’un voile, se pare et s’assoit aux yeux de tous à la porte de Timna. Juda la voit, la prend pour une prostituée et vient à elle mais c’est lui qui, demeurant maître et non esclave de ses désirs, décide du salaire et des objets qu’il lui laisse en gage ; après ces faits, il remonte à son troupeau tandis qu’elle revient vers son père. Juda lui envoie un berger anonyme d’Adullam qui, contrairement à Hira, n’est pas présent à la fête de la tonte mais il ne la trouve pas, et Juda ne poursuit pas les recherches par crainte du scandale. Trois mois plus tard, Juda apprend la grossesse de sa bru et, plutôt que d’agir impulsivement, se rend à la maison familiale de Tamar pour demander au père et frères de celle-ci de la faire brûler en conformité avec le « jugement qu’Abraham a ordonné à ses fils » pour les prostituées (cette loi attribuée à Abraham et énoncée en Jubilés XX:4, est propre au livre) car elle a commis l’impureté en Israël. Cependant, elle produit les preuves ; Juda ressort d’autant plus noble qu’il reconnaît la « plus grande justesse » d’une femme qui s’est mise elle-même dans cette situation par son impatience mais comme il n’a pas menti à Tamar et lui aurait donné son fils sans l’intervention de Bat Choua, la seconde partie de Gn 38:26, i.e la confession « car je ne l’ai pas donnée à Chêla », doit devenir « c’est pourquoi elle ne fut pas donnée à Chêla ». 
Le livre épilogue sur les regrets qui assaillent Juda, fruits de l’interprétation du dernier membre de Gn 38:26, i.e. l’abandon de la conduite fautive: Juda sait avoir fauté en découvrant la nudité de son fils et s’abime en prières avant d’être instruit en rêve par les anges de la Présence que le pardon lui a été accordé en raison de son repentir — « car il avait grandement transgressé devant notre Dieu; que celui qui agit ainsi et celui qui couche avec sa belle-mère, qu’on le brûle au feu pour qu’il soit brûlé, car il y a impureté et pollution sur eux ; qu’on les brûle au feu » —, et Peretz ni Zerah qui sont nés un an plus tard, ne seront retranchés du peuple. Ce passage, apparemment contradictoire, s’explique par le traitement simultané de la question de la légitimité des fruits d’une union à première vue incestueuse d’une part et, d’autre part, des rapports entre un beau-père et la femme qu’il a donnée à ses fils : la première est effectivement résolue par la virginité de Tamar car le mariage n’a pas été consommé — les Jubilés ne laissent, contrairement à la Bible, aucun doute sur ce point or seuls les rapports sexuels entérinent le statut légal du mariage — mais l’enfreinte au jugement d’Abraham n’est absolument pas excusable par la virginité de Tamar ; elle est cependant atténuée par l’ignorance de Juda quant à l’identité de sa partenaire puis annulée par son repentir.
Les différentes interprétations du Livre des Jubilés pour justifier Juda, ont pour effet de rendre les actes de Tamar, certes membre de l’engeance sainte, inexplicables et d’autres documents retrouvés à Qumrân témoignent indirectement mais plus franchement de la même ambivalence: dans 1Q20 (en) 19:14-16, Saraï apparaît dans le rêve d’Abram sous les traits d’un tamara tandis que lui est figuré par un cédrat, et lorsqu’elle enroule ses racines autour des siennes pour le protéger, il comprend qu’il devra prétendre qu’elle est sa sœur pour qu’on n’attente pas à sa vie ; la famille patriarcale pourra donc persister mais au prix d’une transgression dans les relations familiales. C’est cet aspect subversif que retient l’auteur de 4Q184, un poème sapiential essentiellement fondé sur l’allégorisation de l’hérésie par la prostituée en Proverbes 7, et il affirme que la Tentatrice « par laquelle commencent toutes les voies de la perversion, »  échafaude ses plans à la croisée des chemins. Complexe dans une société qui cherche la simplicité, tricheuse dans une communauté qui honnit le mensonge, sexuée dans une fraternité qui révère l’abstinence, Tamar ne sera, avant longtemps, plus que la personnification des écueils à l’idéal ascétique des sectaires, et nombre de leurs livres de Torah auront excisé Gn 38 du récit.

#### Genèse 38 selon Philon
Le 38e chapitre du Livre de la Genèse est interprété dans sept écrits de Philon d’Alexandrie, un commentateur et philosophe juif hellénisé contemporain des débuts de l’ère chrétienne. Prenant généralement pour base le récit tel qu’il figure dans la Septante, Philon livre, plutôt qu’un commentaire complet ou suivi, des élaborations distinctes et souvent sans lien entre elles, où il utilise, sans souci de cohérence, divers passages du chapitre afin d’illustrer ses sermons. L’allégorisation extrême à laquelle il soumet le plus souvent Gn 38, a pu naître de sa perplexité devant le placement de ce chapitre mais l’interprète l’a façonnée pour répondre aux accusations d’une société qui, après avoir brièvement loué les doctrines du judaïsme, critique ouvertement ses mœurs.

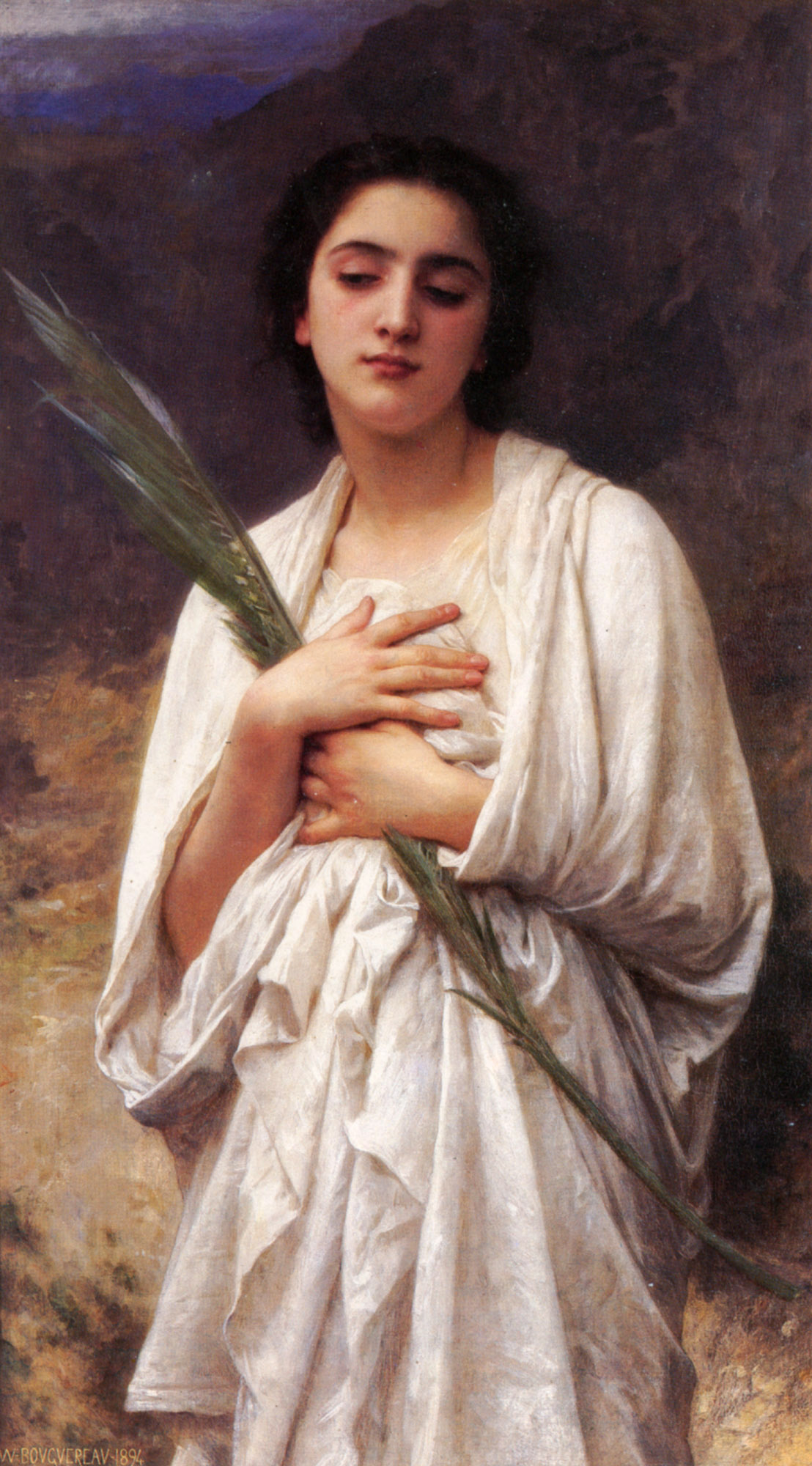
W.-A. Bouguereau, La branche de palme.Le nom de Thamar est associé dans la Bible à des femmes de grande beauté mais il est, pour Philon, le phoïnix, palme décernée au vainqueur — toute l’histoire de Thamar est donc celle de la victoire de la vertu sur les obstacles matériels et surtout spirituels qu’elle doit affronter avec l’aide de Judas, au détriment de la cohérence du récit, de sa conclusion royale ou de sa dimension messianique

Devisant le devenir des personnages bibliques d’après leur nom, Philon associe Thamar non à la droiture du palmier comme en Ps 92:13 ni à sa stature comme en Cant 7:8 mais à la victoire symbolisée par le phoïnix remis aux vainqueurs des jeux et compétitions gréco-romaines : née, selon Philon, dans un milieu idolâtre en Syrie-Palestine, elle surmonte, comme Abraham, l’ignorance ambiante pour découvrir la Cause première ; femme de deux frères « méchants, épouse légitime du premier, donnée au second » en vertu des statuts du lévirat, elle se garde toute sa vie de leur souillure (Les vertus, § 220-225). Dans le cas d’Eir, Philon dérive son nom de son paronyme hébraïque, ʿor (« la peau ») or la peau, c’est le corps, que le dualisme platonicien juge mauvais de nature et que Philon assimile au cadavre ; comme Thamar figure la victoire de l’âme sur le corps par l’ascèse, Eir est, dès leur rencontre, « aussitôt trouvé méchant » par Theos, « le nom de la bonté de la Cause », et il le fait mourir sans grief apparent (Commentaire allégorique des lois III, § 69-75). Aunan, sur lequel Philon n’allégorise pas, meurt pour avoir dépassé « les bornes de l’amour de soi et de l’amour du plaisir » qui l’amènent à mépriser les fondements éthiques et moraux de la cité grecque voire « la piété envers Theos, en paroles et en action » (La postérité de Caïn, § 180-181 & Sur l’inchangeabilité de Dieu, § 16-18). Thamar entre alors en veuvage comme la veuve de Sarepta qui a fait son deuil « non pas comme nous l’entendons, [de] son mari mais […] des passions qui corrompent et souillent la pensée » et obéissant à « l’ordre de s’établir dans la maison de son unique Père et Sauveur », elle reçoit alors la semence divine et, « pleine de germes de vertu, accouche et enfante de bonnes actions » (Sur l’inchangeabilité…, § 136-137).
Ailleurs, Philon tire parti de l’expression eissèlein pros (« aller vers »), commune à Gn 16:4, 30:16 et 38:18, pour proposer une autre lecture de la rencontre entre Thamar et Judas : Agar est la science vers laquelle marche l’étudiant et Léa la vertu qui part à sa rencontre mais Thamar représente une forme plus sophistiquée de sagesse qui s’asseoit à la croisée des chemins — l’image est tirée de Proverbes 8:1-3, dont Philon connaît apparemment les analogies textuelles avec Gn 38 dans leur version hébraïque — pour mettre l’étudiant à l’épreuve en adoptant tous les atours de la prostituée, attendant que le véritable amant de la connaissance, Judas — qui est, conformément à Gn 29:35, « celui qui connaît » ou « reconnaît » Dieu et la sagesse c’est-à-dire le philosophe dont le jugement n’est jamais pris en défaut — vienne poliment retirer son voile pour découvrir et contempler sa « beauté […] véritablement virginale. » ; la conception qui s’ensuit, illustre le double échange qui sied à la science et l’amant car Philon joue sur l’ambiguïté du synelabe de Gn 38:18, lequel n’indique pas qui des partenaires a pris l’autre (Du commerce de l’âme, § 124-126). L’interprète s’arrange également avec la suite du récit où Judas, désireux d’« obtenir […] la piété », a donné à « la vertu invincible [… dont] le nom est Thamar », « un cachet, un cordon, un bâton, à savoir la stabilité et la foi, le lien et l’accord de la parole avec la vie et de la vie avec la parole, l’éducation droite et ferme sur laquelle il est utile de s’appuyer ». Il dépêche son berger adullamite avec un chevreau qui figure un appât matériel pour s’assurer qu’elle se montrera digne de ces trésors spirituels en refusant le troc mais comme le messager anonyme cherche « dans toute la région du bien une âme livrée à la prostitution, il apprendra expressément qu’il n’y en a pas et qu’il n’y en avait pas auparavant ». L’apprenant, Judas se réjouit, et il ne renouvelle pas ses efforts car il craint de s’attirer les moqueries en paraissant avoir fait des cadeaux indignes (De la fuite, § 149-153). Dans Les songes II, § 44-45, Philon contraste les babioles qu’a reçues Joseph du roi d’Égypte, avec les cadeaux qu’a reçus Thamar de Judas, le « roi d’Israël » (qui n’apparaît, au demeurant, pas dans le traité De Joseph) : un cordonnet, « suite régulière des phases de l’existence[,] enchaînement naturel d’activités » et un anneau, « sceau pour l’âme [par lequel Judas enseigne que Dieu] a mis sur l’ensemble de l’univers le sceau de l’image et de l’idée, Son propre Logos ». Ces objets sont même élevés au rang de gages divins où le voile qui cachait le visage de Thamar et lui avait permis de n’être pas reconnue, devient par un renversement homilétique un écran entre elle et celui qui la féconde, non plus Judas mais Dieu lui-même, et elle ne le voit pas, « tel Moïse, quand il se détourna prudemment pour ne pas voir Theos » mais elle le reconnaîtra aux gages qu’il lui a laissés, parce qu’un mortel n’en donne pas de semblables et Judas, « la disposition d’âme qui reconnaît Theos, charmé par ce qu’elle détient, ce qu’il y a en elle de divinement inspiré » énoncera simplement qu’« “Elle est justifiée pour la raison que je ne l’ai donnée à aucun mortel” car il estime impie de souiller le divin par le profane » (Les changements de nom, § 134-136). 

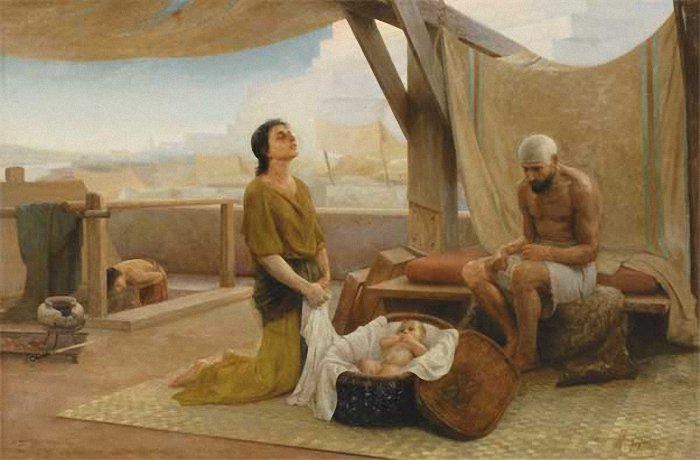
Isaac Asknaziy, L’enfant Moïse.La tradition rabbinique figure Myriam invectivant Amram pour avoir répudié Yokébed à la suite des décrets pharaoniques (Exode Rabba 1:17) ; le Livre des Antiquités bibliques attribue quant à lui cette décision aux anciens d’Israël et c’est Amram qui, inspiré par l’exemple de Tamar, décide d’y faire front de son propre chef.

La conclusion du récit est le seul passage sur lequel Philon ne s’étend pas: dans Les vertus § 222, où il n’allégorise pas, il indique que Thamar a conservé sa vertu, qu’elle a transmise à sa descendance, délivrant un message d’autant plus favorable aux enfants nés d’unions mixtes, que c’est la mère “allophylle” qui l’a fait; dans les autres passages, cette engeance est éliminée de la dimension tangible car Thamar, la figuration de la vertu qui retrouve sa virginité, met au monde les bonnes actions, fruit des germes divins,.

#### Genèse 38 selon le Pseudo-Philon
Le 38e chapitre du Livre de la Genèse est évoqué dans le Liber Antiquitatum Biblicarum du Pseudo-Philon, un auteur juif proche des milieux rabbiniques dont l’œuvre, traduite en latin avec divers traités de Philon, semble avoir été rédigée peu avant la destruction du second Temple de Jérusalem.
Aux débuts de l’esclavage en Égypte, les Égyptiens ont ajouté aux décrets pharaoniques sur les nouveau-nés mâles des mesures d’esclavage pour les femmes. Les anciens d’Israël décrètent conjointement un jeûne et la proscription des rapports conjugaux. Lorsqu’il prend mesure de ces décrets, Amram refuse de s’y conformer et enjoint aux Hébreux de se souvenir de « Tamar notre mère », qui put cacher sa grossesse pendant trois mois. 
Il rappelle alors que Tamar fit ce qu’elle fit non par envie de forniquer mais afin de demeurer auprès des enfants d’Israël car elle préférait mourir pour avoir péché en couchant avec son beau-père qu’être donnée à des Gentils. Sa grossesse devenue apparente, elle fut condamnée à mort mais elle affirma ses intentions en déclara être enceinte de celui auquel appartenaient « le bâton, l’anneau et la pelisse de chèvre » et, les faisant connaître, elle fut miraculeusement sauvée du péril. 
Amram conclut qu’en agissant comme elle, les Israélites conduiront peut-être Dieu à se manifester pour son peuple. Convaincus, ils retournent à leurs femmes, et lui se voit agréé par Dieu qui décide que l’enfant à naître d’Amram le servira pour toujours et qu’il sera l’intermédiaire par lequel Dieu réalisera des miracles pour la maison de Jacob (LAB IX:1-8).
La relecture de Gn 38 par le Pseudo-Philon se fonde sur le rapprochement entre les trois mois de la grossesse de Tamar et les « trois lunes » pendant lesquelles Yokébed parvient à cacher Moïse (Exode 2:2). Gn 38 est dissocié non seulement de l’histoire de Joseph mais de l’ensemble du contexte patriarcal, et Juda est absent du Liber IX, ainsi que Pharès et Zara (le Pseudo-Philon les évoque ailleurs dans son livre mais il ne mentionne cette fois pas Tamar). 
L’élision de tout ce qui concerne Juda — sa promesse non tenue, sa rencontre incongrue et son humiliation publique — élimine ce qui pourrait ternir son image mais une allusion pourrait avoir subsisté avec le décret des anciens, qui condamnent comme Juda les femmes israélites à la stérilité de facto. Quant à Tamar, que le Pseudo-Philon a élevée à la dignité de matriarche, elle est vraisemblablement Israélite: bien que condamnables, ses actes sont excusés, loués et à imiter car ils ont permis de maintenir non seulement la continuité du peuple juif mais aussi son endogamie ; le commentateur rappelle en outre que son plan avait reçu l’approbation divine puisqu’un miracle a été suscité pour la sauver.

#### Genèse 38 dans les targoumim

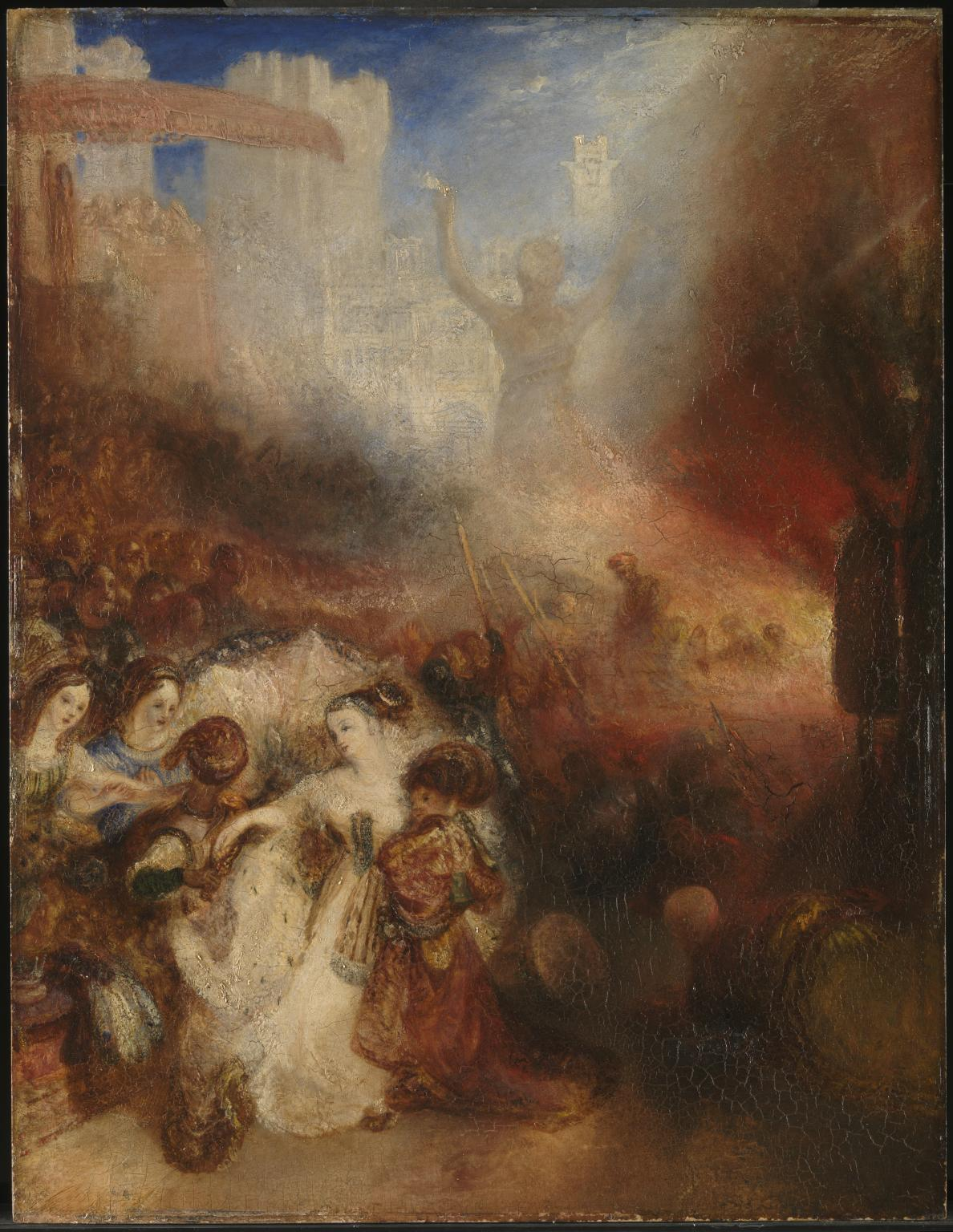
William Turner, Shadrach, Meshach and Abednego, 1832Injectant coups du sort et prières, anges et même Dieu dans leur restitution de la Bible, les targoumim produits en Syrie-Palestine aux premiers siècles de l’ère chrétienne, appuient sur l’équivalence sotériologique entre Genèse 38 et Daniel 3, insistant en particulier sur la volonté des protagonistes de se jeter au feu pour sanctifier le nom divin. Cette dimension sera estompée dans les targoumim avalisés par les rabbins et la tradition juive ultérieure.

Le 38e chapitre du Livre de la Genèse a donné lieu à divers targoumim (litt. « traductions »), dont la lecture accompagne celle de la Torah dans les synagogues où se côtoient des Juifs de divers horizons doctrinaux sur base de leur ancestralité commune. Offrant aux orants araméophones une traduction de la langue liturgique qu’ils ne pratiquent plus, ils sont aussi « explications », et amplifient nettement plus le texte que la Septante, insérant dans la narration ou leurs paraphrases des interprétations qui reflètent les attentes et préoccupations de leurs auteurs — celles du Targoum Onkelos, assez fidèle au texte biblique, et du Targoum attribué à Jonathan ben Ouzziel,  qui retourne chaque pierre du texte pour y rattacher diverses traditions orales, ont leurs sources dans les collèges pharisiens puis rabbiniques mais le Targoum dit des Néophytes ainsi que divers manuscrits conservés dans les bibliothèques nationales ou fragments exhumés de la Gueniza du Caire, reflètent des opinions différentes. S’y ajoutent des targoumim dits supplémentaires (tossefta) qui constituent autant de notes marginales aux targoumim courants.
Ces deux targoumim font par conséquent du Cananéen dont Juda prend la fille, un marchand car le fils d’Israël n’a pu descendre si bas, et le Targoum Pseudo-Jonathan veille à le dégager de toute responsabilité dans la mort de ses fils tandis que le Targoum des Néophytes cherche plutôt à gommer le rôle qu’y a joué Dieu car il est peu compatible avec celui qu’il veut mettre en lumière. Tous s’accordent à présenter la rencontre de Juda et Tamar comme des plus convenables — non seulement Tamar, fille selon certains du grand-prêtre Sem, n’est pas une prostituée mais son voile est une marque de pudeur ou de retenue, et les gages qu’elle a, selon certains, demandés dans un accès d’extra-lucidité proche de la prophétie (en), sont pour les uns des insignes royaux, et pour les autres des « témoins » qui transportent la confrontation de Juda et Tamar dans le cadre du tribunal et en font une « épiphanie éthique » mais ils ne comportent certainement pas les franges rituelles qui distinguent, à l’ère du Targoum, les membres du Sanhédrin car il n’est pas envisageable que Juda ait pu s’en délester : c’est que Juda et Tamar sont les ancêtres, donc les modèles, du roi-messie ou des héros de Daniel 3, prototypes bibliques de la situation où l’on préfère mourir pour Dieu par le feu que vivre dans le péché. 
L’adresse pour le moins oblique de Tamar à Juda alors qu’on la mène au bûcher, permet de la présenter comme une figure pieuse qui ne peut, selon un targoum alternatif, qu’être une fille d’Israël ; elle refuse de diffamer autrui, fût-ce pour se sauver, prie en temps de troubles, exprime son vœu au présent pour un avenir lointain appelé à se réaliser comme cela se voit chez les prophètes, et est exaucée à l’instant même, comme il sied aux justes parfaits, méritant, comme à Dura, qu’un ange associé dans le Livre de Daniel au salut d’Israël, lui soit dépêché afin de la sauver. La réponse de Juda à cette adresse n’est jamais lue « elle a été plus juste que moi » mais « elle a été juste, c’est de moi » — il n’apparaît donc jamais inférieur à Tamar, et la lecture du second membre permet toutes les interprétations possibles : dans le Targoum Onkelos, son admission d’iniquité est transfigurée en reconnaissance de paternité tandis le Targoum Neofiti veut y lire « c’est de Moi » plutôt que « c’est de moi, » et impose ainsi la présence de Dieu dans l’histoire. Quant au premier membre de la phrase, « elle a été juste/elle s’est trouvée être dans son droit, » il devient une confession publique détaillée (ou un repentir intérieur circonstancié dans le Targoum Pseudo-Jonathan) où ne manquent ni l’étalage des fautes de Juda, qui ont moins à voir avec Gn 38 que Gn 37, ni la louange de la justice divine et sa proportionnalité poétique. Il en résulte, dans le Targoum Neofiti, un repentir d’une telle poignance qu’un écho de voix divin résonne pour sauver les deux figures pieuses qui viennent de témoigner de la grandeur de Dieu et se montrent prêtes à pousser le martyre au sacrifice ultime tandis que dans les targoumim alternatifs, ce repentir acquiert une telle puissance qu’il initie la venue du messie rédempteur.
Tous les targoumim ont donc fait de Gn 38 une histoire de salut, individuelle dans le Targoum des Néophytes, nationale dans les autres où la promesse du messie conquérant apparaît dans l’exclamation de l’accoucheuse à la naissance de Peretz.

#### Genèse 38 dans la littérature tannaïtique

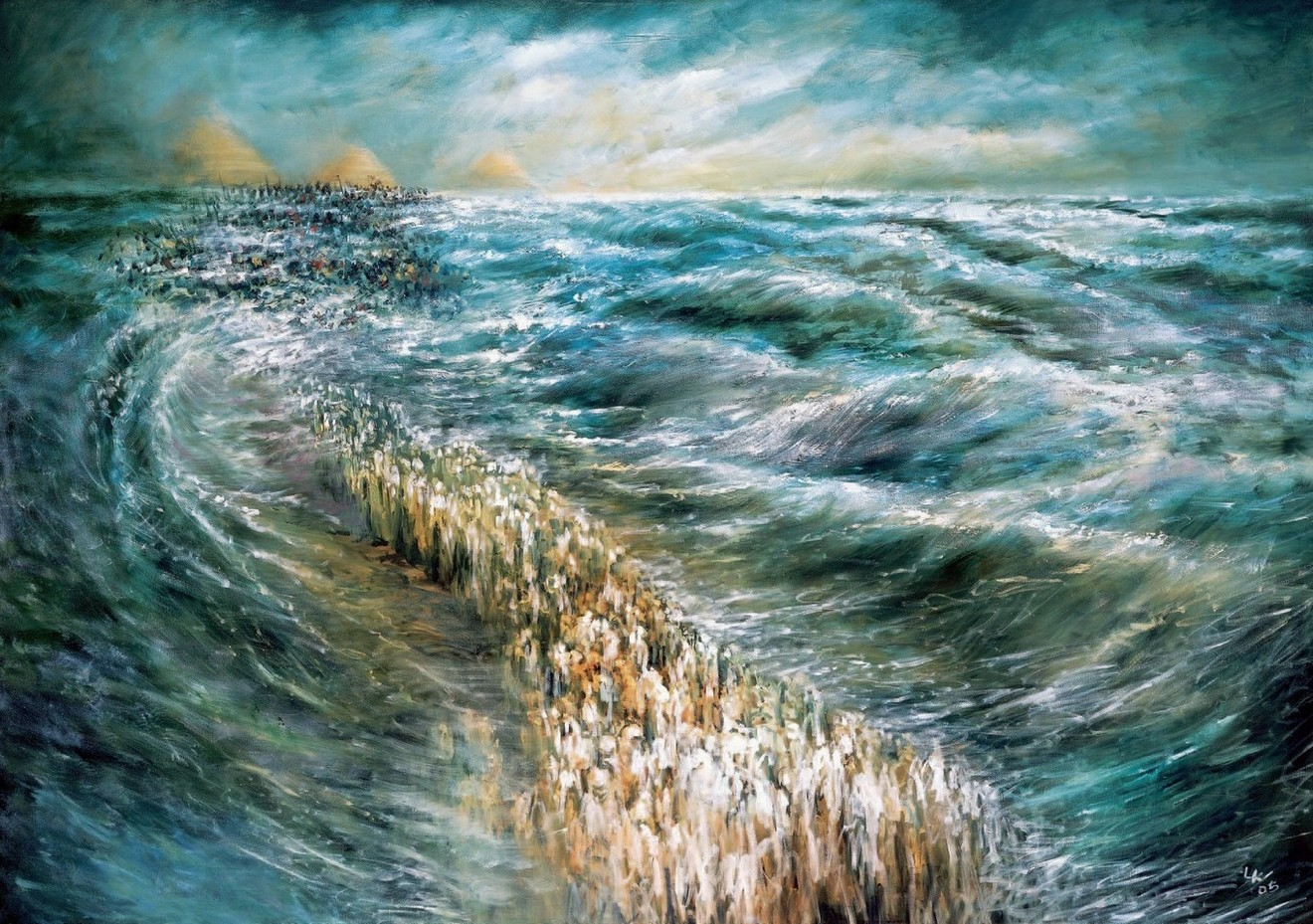
Lydia Kozenitsky, Passage de la Mer des Joncs[…] Que notre maître nous enseigne par quel mérite Juda a-t-il obtenu la royauté ?
Ils dirent : pour avoir dit « Quel profit y a-t-il si nous tuons notre frère, etc. » […] ? Rabbi Tarphon : C’est bien assez que ce sauvetage expie la vente car [c’est lui] qui a conseillé qu’on vende Joseph et qu’on ne le rende pas à son père!
Ils dirent : pour avoir dit « Elle a raison, c’est de moi »? R. Tarphon : C’est bien assez que l’aveu expie le rapport [sexuel]!
[…]R. Tarphon : Quand les tribus étaient devant la mer […], Nahshon le fils d’Aminadav et sa tribu après lui sautèrent dans les vagues de la mer - c'est pourquoi il mérita la royauté, comme il est écrit (Ps 114 : 1-2) « Quand Israël sortit d’Égypte, la maison de Jacob du peuple d’une langue étrangère, Juda devint son sanctuaire, Israël, le domaine de son empire »
— Mekhilta deRabbi Ishmaël Beshallah 5, s.v Ex 14:22, § 2 (édition Sefaria)

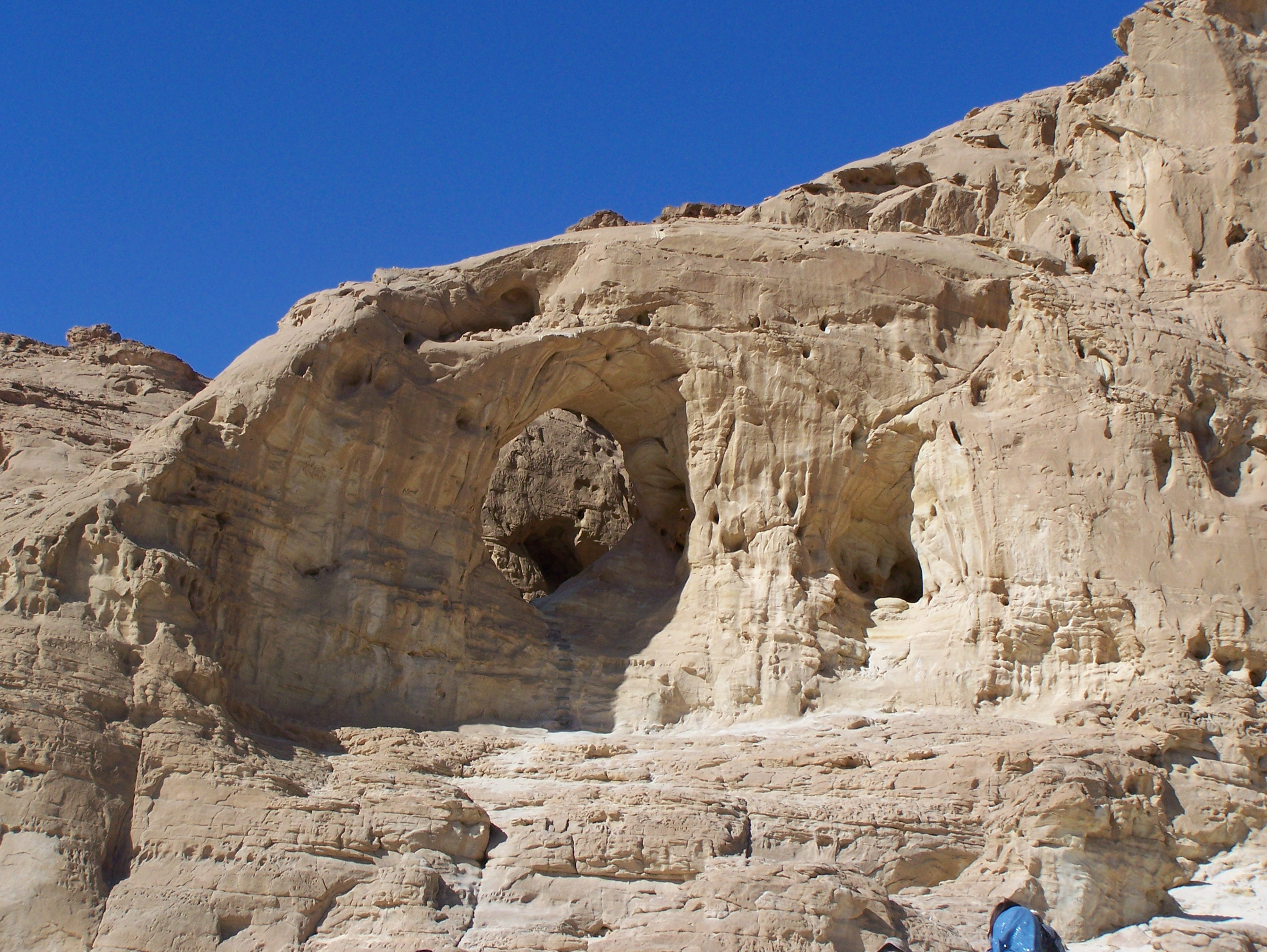
Paysage du territoire alloué à Juda[…] Quatre anciens étaient assis à la porte de Rabbi Yehoshoua, [c’étaient] Eléazar Ben Matya, Hanina ben Hakinaï, Shimon ben Azzaï et Shimon le Timnite, et ils s’affairaient à ce que Rabbi Tarphon leur avait enseigné. Pourquoi Juda a-t-il mérité la royauté ? Parce qu’il a admis pour Tamar! Et ils ajoutèrent d’eux-mêmes « de ce qu’ont dit les sages, sans rien dissimuler, [à] leur père, à eux seuls fut donnée la terre et nul étranger n’est passé parmi eux » (Job 15:18-19) […]
— Tossefta Berakhot 4:16 (édition Sefaria)

Le 38e chapitre du Livre de la Genèse est l’un des seuls à avoir bénéficié, outre ses apparitions épisodiques dans les ouvrages connus de la littérature tannaïtique, d’un commentaire midrashique suivi (demeuré pendant longtemps manuscrit et par conséquent inédit), alors que le Livre de la Genèse a, de façon générale, été laissé pour compte par les tannaïm (« répétiteurs » des enseignements antérieurs) : dans ce commentaire, Rabbi Meïr part des ressemblances entre les histoires de Ruth et Tamar, pour en conclure qu’elles sont « deux femmes [étrangères] appariées au peuple saint qu’on a voulu ramener à leur tente lorsqu’elles sont devenues veuves, et qui n’ont pas voulu se séparer de la Présence divine, c’est pourquoi la royauté et la prêtrise sont sorties d’elles » : comme « elle voyait que Chéla avait grandi et qu’elle ne lui avait pas été donnée pour épouse, » Tamar, morfondue qu’on veuille la renvoyer « de la maison de ce juste » « pleur[e] jour et nuit » (Jrm 8:23) jusqu’à ce que Dieu, « grand dans le dessein, souverain dans l'exécution » (Jrm 32:19), entende sa pensée et lui souffle le plan qu’elle mettra en œuvre. Lorsqu’elle veut produire ses « témoins » mais ne peut les trouver parce que le Satan les a cachés, elle s’adresse une nouvelle fois à Dieu avec une courte prière : « Maître du monde, rappelle-toi en ma faveur l’unification de ton Nom (he) car j’ai unifié ton Nom dans la maison de mon père, et sauve-moi de cette mise à mort. » Dieu dépêche alors Michaël qui prend les « signes » de la main du satan et les amène à l’endroit dont « on l’emmenait ». Glosant sur « Elle est plus juste que moi, » le midrash figure Dieu disant à Juda : « Comme tu as reconnu trois témoins, je te pardonne trois choses que tu as faites à Joseph car sans ton conseil, tes frères n’auraient jamais porté la main sur lui, puisqu’ils te révéraient. » Ayant mérité par son admission d’engendrer des jumeaux et d’obtenir la royauté ainsi que l’absolution dans le jugement de Joseph, Juda se met à psalmodier des louanges à Dieu.
Ce commentaire se situe dans le cadre d’un débat qui se tient à cette époque autour de « l’histoire de Tamar » : Rabbi Yosse le Galiléen, qui a par ailleurs établi qu’elle se tient dans un intervalle de vingt-deux ans sur base de Gn 37:2, 41:46-49 et 45:6-7, s'en sert pour montrer à son interlocutrice — qui doute de la vertu de l’adolescent Joseph face à la femme de Potiphar — que rien dans la Bible n’est tu ou enjolivé. Elle est de ces textes dont on discute la pertinence de faire connaître au grand public (c’est peut-être dans ce contexte que le Juif romanisé Flavius Josèphe choisit de l’omettre de ses Antiquités judaïques, bien qu’il puisse aussi s’agir d’un choix personnel de ne pas offenser son public gréco-romain ou, comme Philon, de ne pas susciter ses critiques), et divise les deux grandes écoles d’interprétation rabbiniques : tous s’accordent sur le mérite de Juda lorsqu’il reconnaît la justesse de Tamar mais Rabbi Tarphon, qui représente ici l’école de Rabbi Ishmaël, enseigne à l’ombre d’un bosquet de Yavné que les hauts-faits de Juda compensent à grand-peine ses méfaits tandis que celle de Rabbi Akiva rapporte que quatre sages, méditant sur les leçons du même Rabbi Tarphon, en concluent que Juda a mené Ruben à confesser l’acte de Bilha et qu’il a reçu en récompense la royauté (voir encadrés).
L’école de Rabbi Akiva étant à l’origine de la Mishna et de son complément, la Tossefta, c’est son opinion qui y prévaut, et la mishna Meguila 4:10 qui discute de la pertinence de faire accompagner la lecture de l’histoire de Tamar par son targoum lors de la lecture synagogale — sans préciser si l’« histoire » couvre l’entièreté de Gn 38 ou seulement Gn 38:18 —, se prononce contre la censure. C’est pourquoi l’histoire de Tamar continue d’être discutée, et l’on en tire des enseignements éthiques, moraux ou historiques comme le commentaire de Rabbi Meïr, et même des lois : les sages déduisent de Gn 38:21 que l’interdiction deutéronomique de pratiquer ou consommer la prostitution (Dt 23:18), s’applique également aux personnes libres de tout engagement conjugal puisque Juda n’est pas marié lorsqu’il rencontre sa bru déguisée, et Symmaque rapporte au nom de Rabbi Meïr qu’une femme enceinte n’est interdite à son mari que lorsqu’on reconnaît la grossesse, soit « environ au bout de trois mois » comme l’atteste Gn 38:24.

### Exégèse judéo-chrétienne

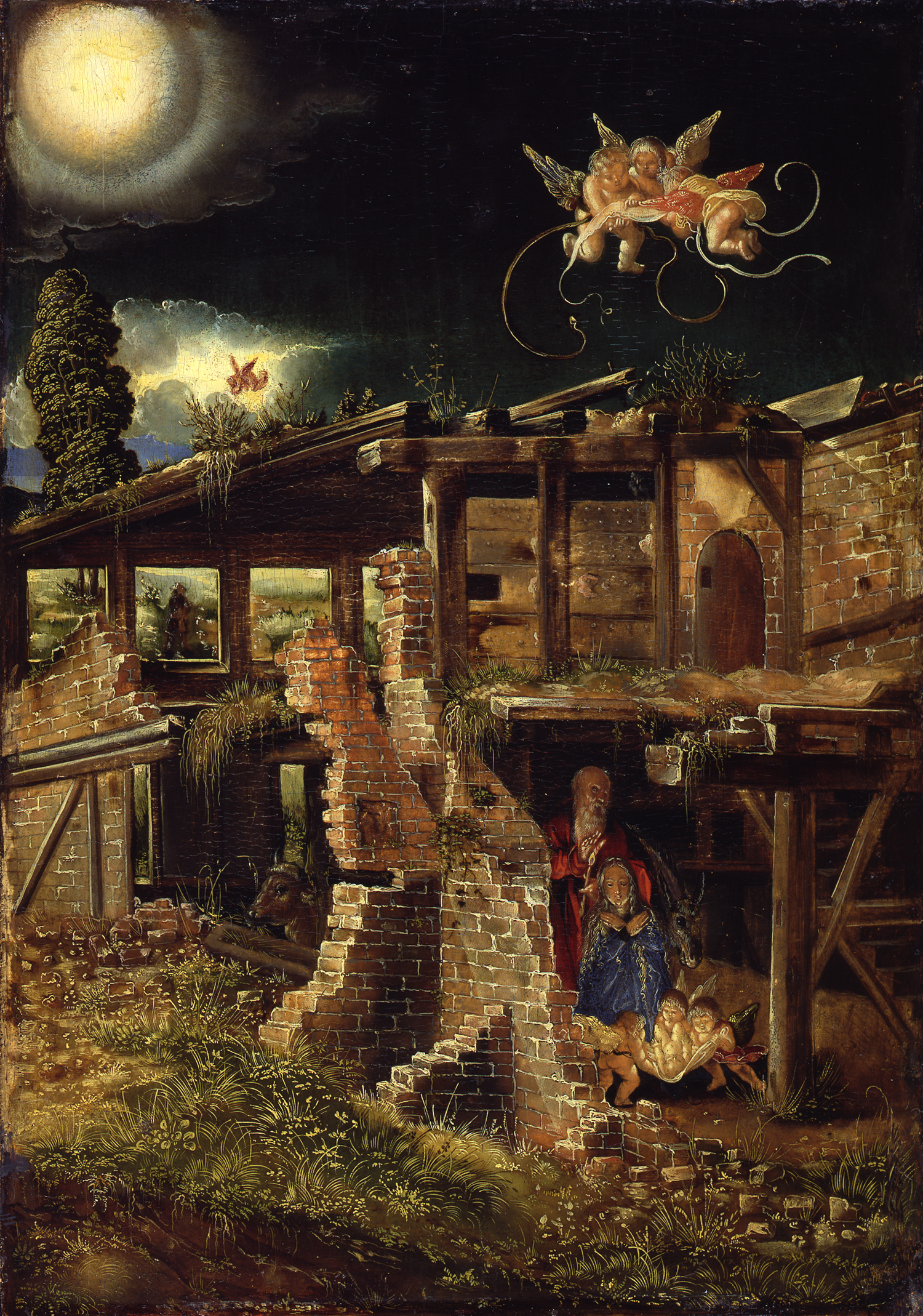
A. Altdorfer, La Naissance de JésusL’évangile selon Matthieu tient à rappeler que la lignée qui aboutira au messie commence avec Juda et Thamar. Cette dernière figure cependant auprès d’autres femmes au profil atypique, et l’auteur n’indique en rien s’il considérait Thamar comme qdosha ou qdesha, sainte ou catin.

#### Genèse 38 dans les Évangiles
Le 38e chapitre du Livre de la Genèse est rarement évoqué dans la somme des écrits rassemblée par les Pères apostoliques en Nouveau Testament, apparaissant surtout dans les généalogies de Jésus qui figurent au troisième chapitre de l’Évangile selon Luc et au premier chapitre de l’Évangile selon Matthieu. La version matthéenne choisit contrairement à Luc d’inclure des femmes et ne commence pas par les matriarches Sarah, Rebecca, Rachel ou Léa mais par Thamar: 

« Juda, de Thamar, engendra Pharès et Zara; Phares engendra Esrom; Esrom engendra Aram (Matthieu 1:3). »

L’auteur de ce passage a pu s’inspirer des généalogies davidiques du livre des Chroniques (en particulier I Chroniques 2:4 — « Tamar, sa bru, lui enfanta Péreç et Zérah. Total des fils de Juda: cinq » — dont il n’aurait toutefois retenu que les enfants de Thamar et non ceux de Juda). Il destine son texte à un public juif, familier comme lui des traditions interprétatives autour des textes qu’il évoque. Cependant, s’il connaît à l’évidence les traditions juives de son temps, et en particulier les targoumim sur Gn 38 puisqu’on retrouve en Matt 7:1-2 l’axiome mesure pour mesure, placé par la tradition dans la bouche de Juda lors de sa confession publique, il ne semble pas que la Thamar de l’évangile soit en continuité directe avec la Tamar des rabbins ou du Targoum.
Le généalogiste, s’inspirant de Ruth 4:12-16, fait suivre Thamar par Rahab, Ruth, la « femme d’Urie » et Marie, ce qui semble plutôt introduire une faille dans une généalogie régulière, car ces femmes — dont Thamar semble être le prototype — ont la biographie alternativement sulfureuse et vertueuse : Rahab, prostituée par profession et non par circonstance, s’est mise en danger en offrant refuge aux espions israélites dépêchés par Josué avant la prise de Jéricho, et a mérité d’être la mère de Booz ; dans le cas de Ruth, amante de Booz et mère d’Obed (Matthieu 1:5), ses similitudes avec Thamar sont suggérées par le texte biblique lui-même ; la mère de Salomon (Matthieu 1:6) est appelée « femme d’Urie » à chaque fois que la Bible veut rappeler son adultère ou son châtiment (II Samuel 12:15), et ne redevient « Bethsabée » qu’après la mort de son fils et le repentir de David, pétitionnant alors le roi pour faire accéder Salomon au trône ; enfin Marie, mère de Jésus, est enceinte d’un enfant qu’elle n’a apparemment pas conçu de l’homme auquel elle est, de surcroît, fiancée mais non encore mariée et avec lequel elle ne vit même pas en concubinage (Matthieu 1:18).
L’évangéliste semble donc avoir initié avec Thamar une lignée de « mères du messie » qui ont acquis une réputation douteuse ou se sont retrouvées en position scabreuse alors même qu’elles contribuaient à la lignée messianique sans affirmer clairement si Marie se situe dans la continuité ou en rupture avec cette lignée. À l’appui de la seconde lecture, la mère de Jésus apparaît en effet comme passive dans l’engendrement de son fils alors que les quatre femmes ont activement perpétué la dynastie de Juda à Salomon, et un ange annonce en songe à Joseph que l’enfant a été conçu non pas ek porneias, « de la prostitution » comme en Gn 38:24, mais ek pneumatos, « par l’action du Saint-Esprit » (Matt 1:20). Cependant, l’évangéliste qui insiste à maintes reprises sur l’importance de la droiture morale, veut peut-être faire entendre que chez Marie comme chez Thamar, l’adultère n’était que supposé mais la justesse avérée ; et l’ange lui permet d’anticiper les procès en légitimité du prétendant à la messianité car c’est l’entièreté de la lignée davidique qui a été conçue dans l’irrégularité, par l’action du Saint-Esprit.

#### Genèse 38 dans la Peshitta
La Peshitta (ou Peshitto, selon la prononciation occidentale), traduction de la Bible en syriaque, est utilisée par les communautés chrétiennes araméophones d’Orient. Sa partie dite vétérotestamentaire a vraisemblablement été rédigée à partir de manuscrits hébraïques proto-massorétiques par des Juifs ou des chrétiens d’origine juive qui s’étaient installés à Édesse vers le milieu du deuxième siècle de l’ère chrétienne. Elle présente quelques différences avec le texte massorétique établi, relevant de contraintes propres au syriaque, de variantes textuelles ou de rares interprétations dans lesquelles se décèle occasionnellement l’influence de targoumim contemporains.
La Peshitta sur le trente-huitième chapitre du Livre de l’Alliance — ainsi qu’elle nomme le premier livre du Pentateuque — se veut néanmoins « simple », c’est-à-dire dénuée au possible de ces interprétations paratextuelles, et elle traduit sans gloser sur la descente de Juda, l’ethnicité de sa femme ou les noms de leurs fils ; ils sont toutefois nommés tous trois par leur père, contrairement au texte massorétique, et la Peshitta indique ensuite qu’« elle cessa d’enfanter ». La traduction syriaque s’écarte encore légèrement mais significativement de l’original hébreu lorsqu’elle rend « demeure veuve » par « demeure dans le veuvage ». Elle adopte dans son approche de Gn 38:14 la ligne de la Septante, traduisant vatit’alaf par waʾiṣṭabtat (« elle se para ») et peta’h einayim par palshat ʾourḥata (« la croisée des chemins ») ; elle ne fait pas non plus la part entre zona et qdesha, confondus dans un même zanaytaʾ. Elle semble par ailleurs guidée par un besoin de cohérence interne, et lorsque son ami revient avec le chevreau promis en salaire sans avoir trouvé la zanaytaʾ, Juda dit renoncer aux gages qu’il lui a laissés « afin que je ne devienne pas [objet de] risée » car il n’y a, pour la Peshitta, aucune raison de penser que Hirah puisse pâtir des ragots redoutés. Or, « au bout de trois mois », l’on dit à Juda que Tamar sa bru « a conçu de la prostitution » ; Juda ordonne qu’on la sorte pour être brûlée et « ils la sortent » — ici, c’est une carence du syriaque qui ne comprend pas non plus le [haker] na de Tamar. Le texte suit son cours jusqu’à l’accouchement des jumeaux qui sont tous deux nommés, comme c’est le cas dans plusieurs témoins textuels, par une femme, leur mère ou la sage-femme.

#### Genèse 38 et le Testament de Juda

P.-P. Rubens, L’ivresse d’HerculeModelé sur le livre des Jubilés ou puisant aux mêmes sources, le Testament de Juda présente Juda comme un héros herculéen, vainqueur des bêtes comme des hommes mais sans défense face à ses appétits et aux femmes, dont un ange de Dieu lui a révélé qu’elles domineront de tous temps les hommes de toute condition (T. Juda XV:1-6)

Le 38e chapitre du Livre de la Genèse joue un rôle central dans le Testament de Juda, l’un des Testaments des douze patriarches. Adaptant librement diverses traditions juives sans se soucier des incohérences suscitées par leur collation, les Testaments contiennent aussi de nombreux passages et messages chrétiens qui rendent leur attribution malaisée: certains penchent pour une rédaction originellement juive à l’époque des Hasmonéens, avec de nombreuses interpolations ultérieures dont celles d’un éditeur judéo-chrétien, tandis que pour d’autres, l’œuvre est contemporaine des pères de l’Église apostoliques et, dès le départ, chrétienne.
Du fait de la réorganisation des événements opérée par l’auteur, Juda n’est plus l’instigateur de la vente de Joseph dont il escomptait tirer profit mais un modèle d’amour filial, destiné pour cette raison à régenter les fils d’Israël dès son jeune âge. Il rappelle autant David au lecteur juif qu’Héraclès au lecteur grec: la course avec les gazelles et la lutte avec les lions ou les sangliers évoquent à ce dernier les douze travaux du fils de Zeus tandis que le premier reconnaît le fils de Jessé et, dans une moindre mesure, Samson dans la scène du lion et de l’ours. L’ancêtre de David occupe le premier plan au cours des guerres menées par son père Jacob contre les rois indigènes, vraisemblablement extrapolées de Gn 48:22 mais peut-être inspirées des exploits de Juda Maccabée au cours des campagnes maccabéennes. 
Divers motifs de Gn 38 y sont subtilement exploités: Juda vient à bout de trois places fortifiées par la ruse, connaît sa seule humiliation militaire dans la ville de Thamna et succombe à l’ivresse dans les eaux de Kozeba (la mention de Kozeba, équivalent araméen de Kezib, aux côtés de l’ivrognerie de Juda alors que la racine k-z-b peut traduire l’égarement, indique probablement un jeu de mots qui s’est perdu dans la traduction grecque). 
Cependant, tel Héraclès, Juda est devenu dans le Testament un héros tragique ainsi que l’a défini Aristote — et c’est de fait ainsi qu’il apparaît lorsque Gn 38 est lu isolément. Comme David, il est assailli par l’esprit de porneia après s’être vanté de sa vertu, et il la perd en même temps que sa grandeur face aux femmes : le Testament invente l’intervention de Bar Choua, ses richesses et son vin pour expliquer son union à la Cananéenne mais plus que sa faiblesse devant ces tentations, la vraie faute de Juda est d’avoir manqué — pour la première fois — aux commandements de son père, établis dans les Testaments comme tautologiques de la loi divine avant le don de la Torah. Le Testament se montre encore plus sévère vis-à-vis de la femme de Juda car la mort de leurs fils n’est pas tant imputée aux penchants de leur père qu’à la malice de leur mère, ce qui avait déjà été, bien que moins franchement, établi dans le livre des Jubilés. Il innove totalement dans son traitement de Thamar qui y devient une tentatrice décrite dans les mêmes termes que la première femme de Juda. En omettant Gn 38:11-14 de sa trame, le Testament laisse entendre qu’elle a agi par pure malignité, utilisant son voile afin de tromper Juda à l’instar de Laban qui a voilé Léa pour berner Jacob. Juda se dévoile une nouvelle fois dans toute sa faiblesse lorsqu’il se laisse prendre à deux fois par une même conjonction de griserie avinée, d’artifices féminins et de parures ornementées — le kosmeia du testament marque davantage l’artificialité que l’ekallopissato de la Septante — et il descend si bas que non content d’avoir abandonné les symboles politiques de sa royauté à la catin, il lui dévoile les mystères que lui avait légués son père. Le jugement est sans appel, et si l’auteur du Testament connaît la paraphrase de Gn 38:26 — où le « c’est de moi » est devenu « c’est de Moi » —, il en retient seulement que la condamnation de Juda a été voulue par Dieu, en châtiment de son orgueil et pour avoir humilié son frère.
La relecture de Gn 38 par le Testament de Juda démontre des préoccupations propres aux Juifs hellénisés: elle se fonde sur une thématique misogyne, partagée avec Philon et la Grèce antique, où la femme est perçue comme un danger pour la société patriarcale en raison des « instincts interdits (epithymia) » qu’elle est susceptible de susciter ; l’exaltation des vertus l’emporte dans le Testament sur la révérence due au patriarche car il n’a, contrairement au Juda de Philon, aucune maîtrise sur ces pulsions. L’auteur parvient à illustrer ces idées en présentant la royauté de Juda comme assurée par son ardent amour filial, et non pour la reconnaissance de sa responsabilité vis-à-vis de Thamar ou en récompense de ses exploits guerriers ; leurs rapports ne pourraient pas donner le moindre germe positif, et c’est pourquoi Pharès et Zara sont oblitérés d’un récit dont ils auraient représenté la plus totale antithèse.

## Interprétations de l’Antiquité tardive
Deux siècles après la destruction du Second Temple, le 38e chapitre du Livre de la Genèse fait l’objet d’interprétations fondamentalement différentes voire opposées parmi les deux grandes tendances qui se sont dégagées parmi ceux des Juifs dont la ferveur messianique n’avait pas été entamée par les conséquences des révoltes des Juifs contre Rome : pour les Sages d’Israël qui continuent de perpétuer le judaïsme, désormais rabbinique, dans une Judée dépossédée de son passé après que l’empereur Hadrien l’a renommée Syrie-Palestine, enseignent que l’histoire de Juda et Tamar, avec lequel le projet messianique commence, fournit les meilleures garanties de sa réalisation. Pour les premiers Pères de l’Église, adeptes d’un christianisme dont la formation doctrinale ne s’est pas achevée mais dégagé de son berceau juif, le messie est venu, s’appelle Jésus et a apporté sur tous le salut; il est possible d’évoquer quelque point de l’histoire en adoptant et adaptant les interprétations juives, pour souligner la supériorité du Nouveau Testament sur l’Ancien mais dans un empire romain où la civilisation hellénistique domine, le récit passe pour immoral et Origène le rejette radicalement, enseignant que le messie n’est pas né par le mérite de ses ancêtres mais qu’il a miséricordieusement choisi cette lignée pour s’incarner. Eusèbe de Césarée, rappelant la place de Thamar en Matthieu 1:3, modère ce ton sévère, et préfère conclure sur ce point au récit d’une païenne exemplaire, résolue à pénétrer le mystère.
À l’Est, où Juifs et chrétiens sont des minorités religieuses aux droits égaux sous la domination sassanide, les rapports sont moins tendus entre l’école théologique de Nisibe et les académies talmudiques de Babylonie, et pendant que les rabbins développent une interprétation de l’histoire de Juda et Tamar qui se soucie moins de la rédemption que du respect des prescriptions, Ephrem de Nisibe utilise les traditions juives sur Tamar qui imbuent les milieux chrétiens de son temps, pour en parer les femmes de Matthieu et mieux présenter la bru, femme et veuve de Juda telle que la conçoit son Église.
C’est du reste en filigrane des pages du Talmud de Babylone qu’apparaissent les premières réponses juives aux enseignements chrétiens, et l’histoire de Tamar donne matière à dénigrer leurs idéaux en matière de sexualité, après que Jean Chrysostome et Ambroise de Milan s’en sont servis pour démontrer l’universalité du message chrétien, et que Zénon de Vérone y a vu le triomphe de l’Église sur les Juifs. C’est toutefois l’opinion d’Origène qui prévaut dans l’Occident chrétien, par l’intermédiaire de Jérôme de Stridon et d’Augustin d’Hippone qui a établi le distinguo entre lectures allégoriques de Gn 38, où il est permis d’interpréter le récit favorablement, et littérale où le modèle origénien doit prévaloir sous peine de bouleverser les bases éthiques de la société.

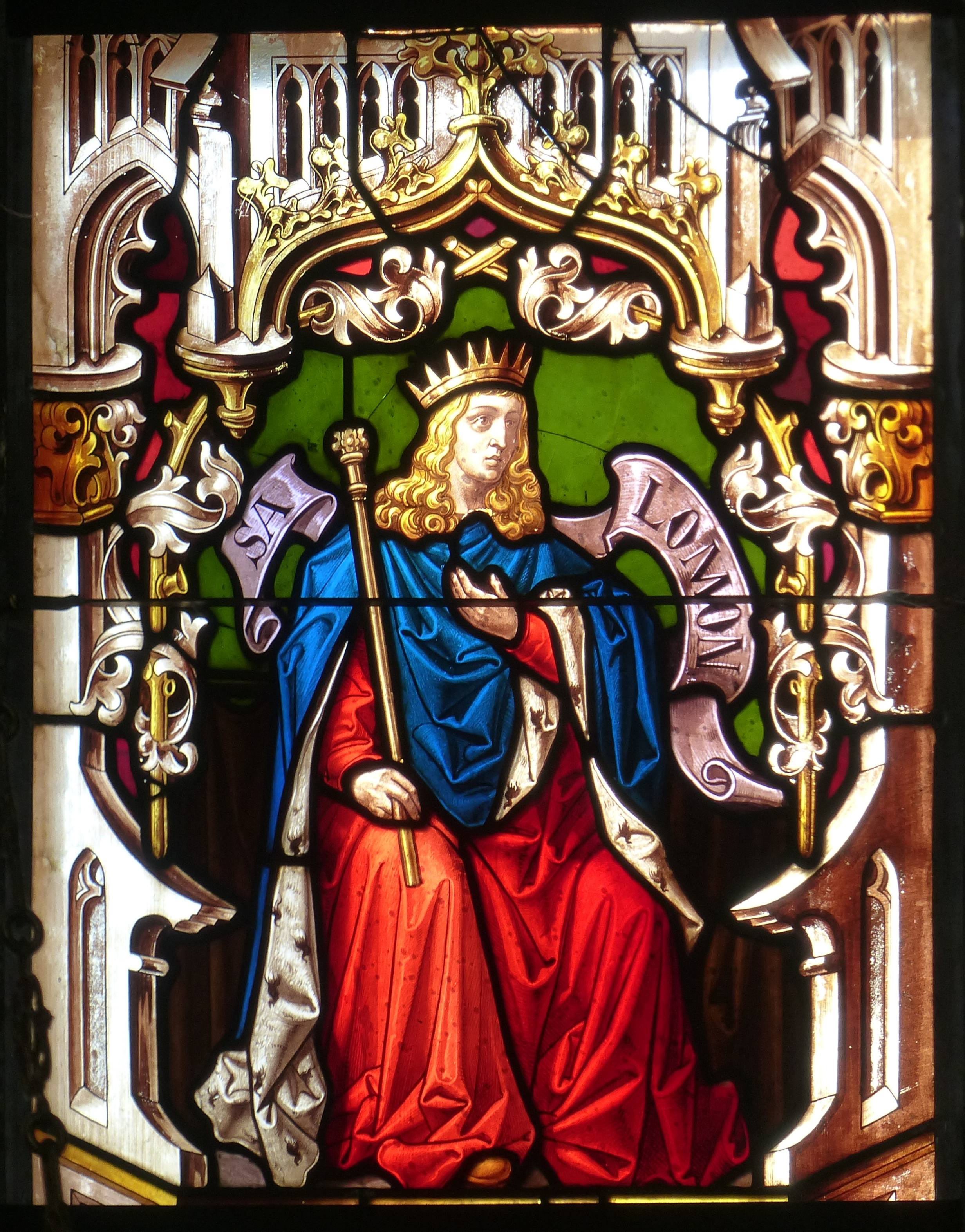
Gustave Doré, Salomon en son vieil âge

### Genèse 38 dans les Memre Marka
Le deuxième siècle de l’ère chrétienne commence une période d’essor pour la communauté samaritaine, libérée de la férule juive et laissée tranquille par le nouveau pouvoir régnant qui, occupé à établir ses structures, a d’autres soucis. Elle prend fin deux siècles plus tard, lorsque les Samaritains tentent, conjointement aux Juifs ou avec leur appui, de secouer à leur tour le joug romain, avec des résultats similaires. C’est au cours de cet intermède que la liturgie samaritaine se met en place et que sont formulées la plupart de leurs interprétations, compilées dans leurs traductions ou dans les poèmes de Marka ben Amram.
Le 38e chapitre du Livre de la Genèse y apparaît dans le cadre de la guerre en légitimité que se livrent Juifs et Samaritains, et l’histoire de Juda et Tamar s’y lit comme une critique du patriarche : « Tu as délaissé Rebecca et sa demande pour Tamar », est-il dit à Juda dans les Memre Marka car l’ancêtre des Judéens a, nonobstant l'injonction de son aïeule, fondé sa maison avec Tamar que tous les indices textuels désignent comme Cananéenne ; en brandissant la cananéité de l’ancêtre des rois judéens, Marka ben Amram entend discréditer les rivaux du royaume d’Israël, dont les Samaritains se disent issus. Une autre pique est décochée dans l’une des traductions samaritaines qui rend afKazzība par « dans son mensonge » — Juda n’a donc pas seulement menti à sa bru mais aussi à son épouse. L’esprit du temps semble avoir par ailleurs inspiré une variante textuelle de Gn 38:18 où yaat figure au lieu de wyåṭ — comme Yaat désigne pour les Samaritains un ange, Juda ne dévie plus de sa route pour approcher la femme qu’il a prise pour une prostituée, c’est un ange qui l’y pousse.

### Interprétations juives

#### Genèse 38 dans le Talmud de Jérusalem
Le 38e chapitre du Livre de la Genèse apparaît, outre la mishna Meguila 4:10 qui l’évoque explicitement, à l’occasion de débats sur quelque point d’autres mishnayot et, plus fréquemment, en marges ou en illustration de ceux-ci.

La mishna Ketoubot 7:5 ayant énoncé qu’un mariage est nul si le mari a donné pour condition « qu’elle remplisse quelque chose et le déverse (meʿera) aux ordures, » des rabbins jouent sur le nom d’Er et le mot meʿera pour enseigner que lui et — selon toute vraisemblance — son frère, exemplifient ce type de mari. 
De même, comme la mishna Sota 1:8 évoque, parmi ses exemples de rétribution mesure pour mesure, « Samson [qui] suivit ses yeux [et] c’est pourquoi les Philistins crevèrent ses yeux, » la guemara correspondante fait remarquer qu’« un verset dit “Samson descendit à Timna” (Jg 14:1), et un autre verset dit “Voici que ton beau-père monte à Timna” » ; certains tentent des explications géographiques mais Rabbi Simon (he) explique que l’arrivée de Juda, effectuée « au nom des cieux », est qualifiée de montée tandis que celle de Samson « n’était pas au nom des cieux ». 
C’est au cours d’une discussion sur les bonnes relations avec les femmes que sont abordés trois versets que Rabbi préfère interpréter favorablement, dont « elle s’assit au Peta’h Einayim » (Gn 38:14) : le sens qui apparaît assez évidemment en première lecture ne peut, selon lui, être correct car « même la prostituée parmi les prostituées n’agi[rai]t pas ainsi, » et c’est donc qu’elle a regardé « la porte vers laquelle tous les yeux se tournent », en priant le Maître du monde de ne pas sortir « vide de cette maison » ou bien qu’« elle ouvrit les yeux » au pharisien avant l’heure qu’est Juda, en l’assurant être « libre » de tout lien conjugal et « pure » de toute impureté menstruelle. 
D’anciennes traditions légales sont resservies, dont l’utilisation par Rabbi Meïr de Gn 38:24 pour interdire le remariage lévirat avant trois mois à dater de la mort du mari ou l’interprétation rabbinique de Job 15:18 pour justifier la lecture de Gn 38 aux femmes soupçonnées d’adultère par leurs maris afin de les amener à confesser leur acte avant de leur faire boire l’eau amère. Enfin, Rabbi Ba enseigne au nom de Rav Hasda que l’accoucheuse est de ces trois personnes « qui sont crues sur le moment même [puisque] “l’accoucheuse prit et noua à sa main de l’écarlate, disant celui-ci est sorti en premier” (Gn 38:28) ».

#### Genèse 38 dans le Midrash classique: Genèse Rabba 85
Élaborant sur le Talmud de Jérusalem et poursuivant les tendances exégétiques qui l’avaient précédé, le Midrash Genèse Rabba est compilé vers le ve siècle  (bien que sa dénomination et son inclusion au sein du Midrash Rabba, n'aient lieu qu'un millénaire plus tard) ; il adopte, comme les Midrashim tannaïtiques, la forme d’un commentaire suivi mais l’investigation des rabbins a désormais pour but de tirer non plus des lois du texte mais son essence et son esprit. 
L’histoire de Juda et Tamar est traitée verset par verset dans le 85e chapitre de Genèse Rabba outre des commentaires à l’occasion de la naissance de Juda ou de l’arrivée de Jacob à Salem, qui montrent les a priori favorables de nombre de rabbins vis-à-vis du récit. Le Midrash résulte toutefois d’une lecture approfondie des textes interprétés qui prend en compte leurs interactions avec leurs parallèles thématiques et littéraires, et connaît les nombreuses difficultés de la parasha — non content de rappeler l’enseignement de Rabbi Yosse, le Midrash enseigne que Juda devra répondre de ses actes ainsi que de ceux de Ruben, Siméon et Lévi (he) devant le vicaire du roi d’Égypte.
Ces opinions ne représentent qu’une partie des lectures parmi la panoplie qu’étalent pêle-mêle les premiers articles de GnR 85, lesquels se concluent implicitement sur une tendance à minimiser ou sublimer chaque problème rencontré au fil du récit, tout au moins jusqu’à la conception du messie — l’éloignement de Juda, son mariage avec une Cananéenne malgré les avertissements répétés de ses pères, la mort de ses fils (perçue dès l’époque de la Bible comme une châtiment pour leur père), son double langage avec Tamar, l’audace de celle-ci et le manque de scrupules de Juda à fréquenter une prostituée.

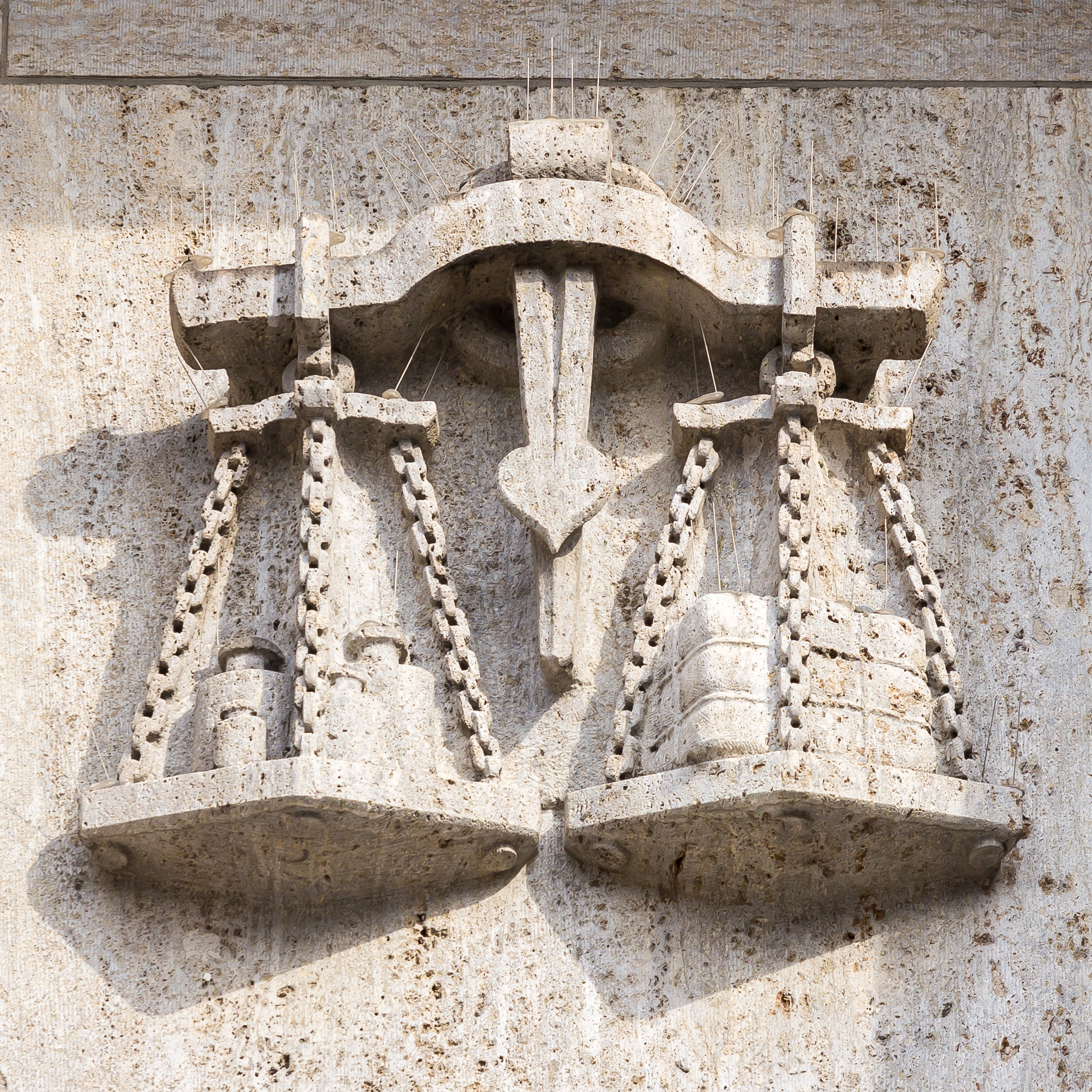
Par la mesure avec laquelle on mesure, on est mesuréCouchée sur papyrus pour la première fois dans le Targoum, cette doctrine est encore plus proéminente dans le Midrash et les Talmudim. Elle permet d’une part d’établir des liens de cause à effet entre diverses sections de la Bible et de voir d’autre part l’intervention immanente et permanente du divin dans le monde des hommes, en fonction de leurs propres actions et, par conséquent, de leur libre-arbitre

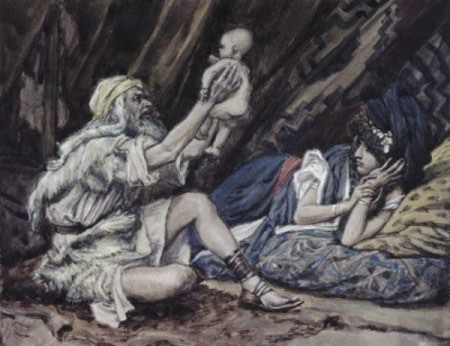
James Tissot, Birth of Noah “Avant son travail, elle a enfanté” (Isaïe 66:7) — avant que ne naisse le Pharaon de l'Exode, premier des asservisseurs, naquit le messie, dernier parmi les rédempteurs, “en ce temps-là” (Genèse 38:1), après que les Médanites vendirent Joseph à l’Égypte (Genèse Rabba 85:2),
Les sages du Midrash expriment à plusieurs reprises leur confiance en Dieu qui, disent-ils, n’enverrait aucune plaie sur le peuple d’Israël sans en avoir préparé le remède auparavant.

L’on passe ainsi progressivement, au prétexte d’aborder la question du placement de l’histoire de Juda au sein de celle de Joseph, de la critique la plus implacable à la défense la plus impeccable : le rabbin galiléen Lazar qui considère Juda comme le seul responsable de la vente-descente de Joseph en vertu de Gn 37:27, pense que Gn 38 a été accolé à Gn 37 « afin d’apposer descente à descente », montrant comment Juda descend, mesure pour mesure, pour avoir fait descendre Joseph car « Juda a trahi » et menti, perpétrant « une abomination … en Israël … oui, Juda a profané ce qui est sacré devant Dieu » (Mal 2:11) lorsqu’il est descendu à Adullam car « ce [serait] une descente pour lui qu’il ait épousé une Gentille [, ce serait une descente pour lui qu’il ait enterré sa femme et ses fils] ». 
Rabbi Yohanan s’appuie quant à lui sur Gn 37:26 pour voir en Juda le meneur et porte-parole de ses frères, et Gn 38 suit Gn 37 « afin d’apposer “Connais donc” à “Connais donc” ». Il y a bien mesure pour mesure mais c’est lorsque Juda qui avait demandé à Jacob de reconnaître la tunique de son fils (Gn 37:32), s’entend formuler, au comble de l’humiliation, la même requête dans les mêmes termes par sa bru (Gn 38:25). Quant aux déboires qu’il a connus avant ce point du récit, ils illustrent, comme le rapportent les rabbins Juda bar Simon (he) et Hanin au nom de Rabbi Yohanan, que « qui n’accomplit pas la mitsva qu’il a entamée, enterre sa femme et ses enfants » : tant qu’à dissuader ses frères de faire mourir Joseph, il aurait dû les convaincre de le ramener à leur père ou s’en charger lui-même mais n’a, pour son malheur, pas jugé utile d’aller au bout de sa responsabilité. 
Cependant, Rabbi Shmouel bar Nahman se garde de blâmer quelque personnage de la Bible que ce soit, et énonce que tout ce qu’il arriva à Jacob et ses fils, fut le résultat de la providence divine qui « préparait la lumière du messie » “car je connais bien, moi, les desseins etc.” (Jrm 29:11). Ce n’est, pour ce rabbin, pas la juxtaposition de Gn 38 à Gn 37 mais à Gn 39 qu’il convient d’interpréter, afin d’enseigner que la femme de Potiphar était mûe, comme Tamar, par l’intention louable de perpétuer la lignée des justes, et sa méprise vint de la confiance qu’elle plaçait dans l’astrologie car les astres lui prédisaient que de sa maison sortirait une engeance pour Joseph sans lui préciser que ce dessein ne serait pas réalisé par elle mais sa fille Asnath,. 
Prolongeant cette ligne, Rav Houna, contemporain babylonien des précédents qui ne porte pour cette raison pas le titre de rabbi car la cérémonie d’imposition ne peut se faire qu’en présence du sanhédrin qui siège à Jérusalem, enseigne au nom de Rabbi A’ha qu’il n’y a rien à tirer de plus de l’accolement de Gn 38 à 37 que du désordre de Daniel 5-8 — tous deux sont des passages divinement inspirés, et il serait vain d’y chercher un ordre ou une organisation comme on le verrait dans des ouvrages composés. Il rapporte d’autre part au nom de Rabbi Eliezer le fils de Rabbi Yosse le Galiléen, que « qui n’accomplit pas la mitsva qu’il a entamée, cède le crédit de la mitsva à qui la parfaira » — le verset Jos 24:32 utilisé comme preuve de ces dires, puisqu’il indique que les enfants d’Israël, et non Moïse, ont rapporté les ossements de Joseph en terre d’Israël alors que Moïse les avait emportés d’Égypte (Ex 13:19), est sollicité pour affirmer d’une part que la responsabilité de la vente de Joseph ne peut retomber sur le seul Juda et, d’autre part, que la seule rétribution attendue par Joseph ou même par Dieu des enfants d’Israël, fut de ramener ses ossements à l’endroit où il avait été enlevé, c’est-à-dire Sichem (cf. Gn 37:13). 
Enfin, « les rabbins », c’est-à-dire l’ensemble du collège rabbinique, rapportent les conclusions de Rav Houna à tout le Livre de Daniel et achèvent d’exonérer Juda en s’appuyant sur Mic 1:15 pour présenter sa descente comme la glorieuse campagne du « saint », « roi » et « élite d’Israël ». S’il est descendu, c’était pour montrer à ses frères comment se débrouiller et prendre femme puisque Jacob, obnubilé par la disparition de Joseph, n’avait plus le cœur à le faire ; le compagnon qu’il se ferait à Adullam, « Hira, c’est Hiram […] ainsi qu’il est dit “Car Hiram avait, de tout temps, aimé David” (1 Rois 5:15) » ; la femme qu’il s’est choisie est la fille d’un « homme du lieu », soit un habitant du pays de Canaan mais non un membre des tribus cananéennes qui le peuplent, et même un « luminaire local » car le midrash lit Shoua comme shoʿa (« notable, » cf. Job 34:19). Quant aux enfants de Juda, leur nom dicterait leur devenir : « elle conçut un fils, et elle (sic) l’appela ʿEr [car il fut] vidé (houʿara) du monde, [...] elle l’appela ʾOnan [car il apporterait] l’affliction (ʾanina) sur lui-même [et] elle l’appela Chêla [car il fut] implanté (nishtal) dans le monde » ou, selon les éditions courantes, « y établit une descendance (nishtalshel) ». Si le texte précise qu’« il — Chêla et non, comme le texte biblique le laisse entendre, Juda — était à Kezib », c’est pour expliquer qu’elle cessa (pasqat), après cette naissance, d’enfanter.

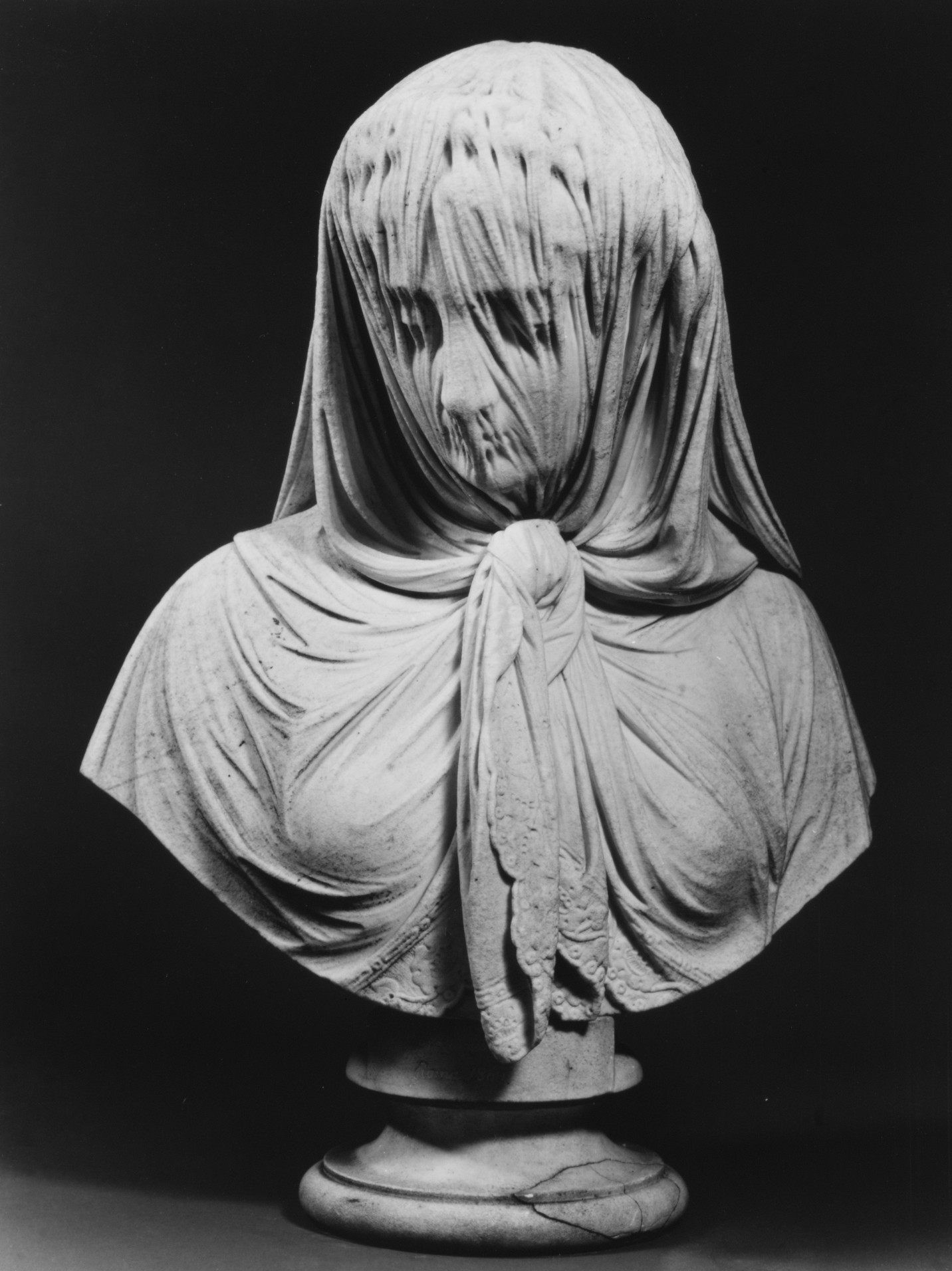
Giovanni Battista Lombardi, Femme voiléeAlors que Genèse 38:15 explique que Juda, l’ayant aperçue, la prit pour une prostituée ; car elle avait voilé son visage, Genèse Rabba 85:8 assure qu’il s’apprêtait à passer son chemin parce qu’elle était voilée, contrairement aux prostituées.
L’apologète a-t-il lu parce qu’elle avait voilé son visage comme « lorsqu’elle voila son visage, [il dévia etc.] » ?
A-t-il substitué au lèzona (comme une prostituée) de Gn 38:15, lo zona (« non-prostituée) » ?
S’est-il basé sur les normes du port du voile qui avaient cours en son temps ?

Le midrash disculpe Juda de la mort de son fils aîné, en jouant une nouvelle fois entre le nom d’Er et la racine ʿ-r-h (« évider »), car il fut mauvais aux yeux de Dieu de son propre fait, pour avoir « labouré dans les jardins » et « dévidé dans les ordures ». Juda est de plus — de nombreuses traditions le rappellent — un juste qui accomplit, à l’instar d’Adam, Noé, les patriarches d’Israël et Joseph ce qui est écrit dans la Torah avant qu’elle ne fût donnée à Moïse lorsqu’il initia, en ordonnant à son fils Onan de venir à la femme de son frère pour donner une semence à celui-ci, un commandement biblique. Cependant, Onan s’y refusa, « batta[n]t au dedans et jeta[n]t en dehors ». Juda est excusé d’avoir présumé que Tamar portait malheur à ses époux — bien que Gn 38 ait eu, entre autres buts, de contester cette croyance — car si la divination est interdite dans le judaïsme, il est tout de même permis de se fier aux « signes » lorsqu’il s’agit d’une femme, d’une maison ou d’un enfant. 
« Longtemps après » (Gn 38:12), c’est-à-dire douze mois selon la chronologie établie par Rabbi Yosse, la femme de Juda meurt et il se rend à la fête de la tonte — le midrash qui rappelle les chamboulements qui se sont produits ou se produiront pour Nabal, Laban et Absalon, souligne que Juda « monte à Timna, » contrairement à Samson car lui y va pour établir une lignée de rois. Quant à Tamar qui se couvre d’un voile lorsqu’elle apprend la venue de son beau-père, le midrash utilise le silence biblique sur son monde intérieur et le précédent de Rebecca pour suggérer qu’elles l’ont toutes deux fait non par dissimulation mais par pudeur, et qu’elles en seront toutes deux récompensées par la naissance de jumeaux. Récusant implicitement la lecture simple — et inconvenante — du texte, Rabbi Ammi propose de lire peta’h Einayim comme le « portail vers lequel tous les yeux sont pendus, » et Tamar prie de ne pas « sortir “vide” de la maison de Juda » ou comme l’« ouverture de l’œil, » et Tamar donne à Juda toutes les garanties que leur commerce n’entraîne aucune impureté menstruelle ou relation extramatrimoniale. 
« Juda la vit, » et Rabbi A’ha (les éditions courantes portent « Rabbi Hiyya bar Zabda »), peut-être gêné par la redondance entre Gn 38:15 et 38:14 puisqu’il y est déjà dit que Tamar avait pris un voile pour s’en recouvrir avant de retrouver son beau-père, conclut à une nouvelle marque de pudeur : elle avait voilé son visage non au moment de leur rencontre mais lorsqu’elle habitait chez lui. Le rabbin conseille toutefois de toujours savoir à quoi ressemblent sa belle-sœur et d’autres proches afin de ne pas commettre, comme Juda, d’inceste par inadvertance. Selon une autre lecture qui va à l’encontre du sens simple du verset, Juda considéra qu’il ne pouvait pas s’agir d’une prostituée puisqu’elle s’était voilée et il s’apprêtait à passer son chemin mais Dieu soi-même le fit dévier de la route contre son gré ou en lui suscitant, selon Rabbi Yohanan, un ange préposé au désir pour lui dire : « Juda, où vas-tu ? D’où les rois se dressent, d’où les grands se dressent ? » Rabbi Hounya ajoute que Tamar était non seulement pudique mais presciente car « l’esprit de sainteté (en) scintilla » en elle lorsqu’elle demanda à Juda des gages qui représentaient, versets bibliques à l’appui, la royauté, les sages du sanhédrin et le roi-messie appelés à descendre d’eux ; le midrash poursuit en tirant de l’expression « de lui », apparemment superfétatoire, que Tamar conçut « des hommes forts comme lui et des justes comme lui ».

La mise en branle de la lignée messianique marque un tournant dans le chapitre : le Midrash s’applique désormais à montrer que Dieu dirige tout, et il revient à une position plus nuancée envers Juda et Tamar, comportant même des opinions mitigeant les mérites de Juda à l’encontre du texte biblique — Juda bar Nahman (he) renoue au nom de Rech Lakich avec la ligne d’interprétation générale de Rabbi Yohanan pour souligner l’ironie divine lorsque Hira revient bredouille avec le chevreau que Juda avait promis en paiement car Juda qui avait trompé son père avec un chevreau, aura été trompé par Tamar avec un chevreau. Au bout de trois mois — mais peut-être plus tôt car Rav Houna objecte au nom de Rav Yossef qu’il est dit « environ trois mois » et un maître anonyme tire d’« et la voilà enceinte de la prostitution » que la grossesse de Tamar fut connue avant même d’être apparente parce qu’elle se caressait le ventre en se félicitant de porter en ses entrailles des rois et des rédempteurs —, on rapporta l’affaire à Juda et comme sa bru était, ainsi que le rapporte Efrayim Meqshaa au nom de Rabbi Meïr, la fille de Sem (identifié par les rabbins à Melchisédek, roi de Salem et prêtre du dieu suprême), il ordonna qu’elle soit sortie pour être brûlée car « la fille d’un prêtre qui se déshonore par la prostitution, c'est son père qu'elle déshonore : elle périra par le feu » (Lv 21:9). 

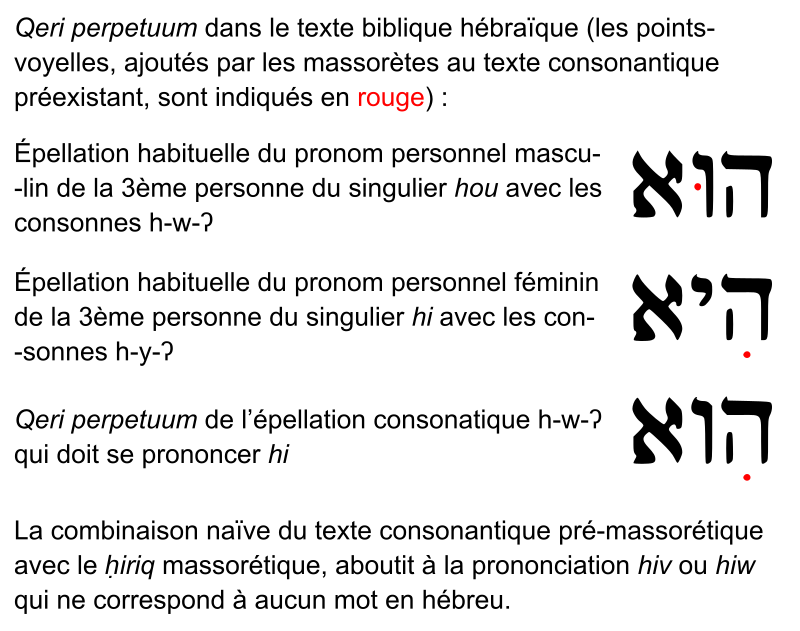
« S’écrit hou (il), se lit hi (elle) », la singularité textuelle sur laquelle Rav Houna fonde son enseignement

 Les premiers mots de Gn 38:25 que l’on traduit par « on l’emmenait » (littéralement : « elle était sortie »), sont écrits h-w-ʾ moutsʾet mais h-w-ʾ qui s’écrit hou (il), doit se lire hi (elle) — Rav Houna en tire qu’« elle et lui doivent sortir » pour être brûlés. Par ailleurs, la suite du verset pose deux problèmes à Rabbi Youdan : il est, d’une part, incommodé par cette forme verbale inhabituelle de la racine y-ṣ-ʾ (qui correspond à l’« Emmenez-la » du verset précédent), et décide qu’il ne faut pas lire hi moutsʾet mais hi motsʾet (« elle trouv[a] »), de la racine m-ṣ-ʾ car il est question ici, comme en Lv 5:22 (« ou si trouvant un objet perdu etc. ») d’objets perdus et retrouvés, d’autant plus que Gn 38:20-23 a utilisé cette racine à trois reprises (« il ne la trouva point … Je ne l'ai pas trouvée …  tu n'as pu la trouver ») ; d’autre part, Tamar marchande avec Juda « ton cordon » en Gn 38:18 mais elle lui demande en Gn 38:25 « à qui appartiennent … ces cordons » — le rabbin résout ces difficultés en enseignant que Dieu a miraculeusement mais discrètement créé d’autres gages pour que Tamar puisse les trouver après que les premiers avaient été perdus. Enfin, Gn 38:25 emploie deux fois le mot « dire » puisque Tamar « envoya dire … pour dire » — le midrash déduit de cette redondance que Juda a d’abord voulu « couvrir » l’affaire et c’est pourquoi sa bru a coupé court à cette tentative en lui intimant « Connais donc ! ». Non seulement s’est-elle faite l’agent de la rétribution divine mesure pour mesure, comme l’enseigne Rabbi Yohanan, en rappelant à Juda ce qu’il avait dit à son père mais elle a sous-entendu « “Reconnais donc” ton créateur [car] ceux-là — « ces gages » ou peut-être « ces enfants » — sont à toi et à ton créateur. » 
Rabbi Yirmeya rapporte lui aussi, au nom d’un autre rabbin, que Juda ne se résolvant pas à avouer, c’est le souffle de sainteté qui fait entendre « c’est de moi » (une autre version de ce midrash modère la critique envers Juda : il ne pouvait pas dire « c’est de moi » car Dieu seul peut témoigner de ce qu’il a caché aux hommes). Pour d’autres, il est évident que c’est Juda qui l’a dit, et il a accompli à ce moment l’essence de son nom, Yehouda, Celui-qui-reconnaît (Dieu). Un autre midrash, glosant sur Prov 28:13, adopte la position mitoyenne en rapportant « celui qui confesse [ses péchés] et y renonce, sera pardonné » à « Juda le juste » — Juda a fauté mais il est gratifié par son repentir d’un qualificatif qui échoit généralement à Joseph.

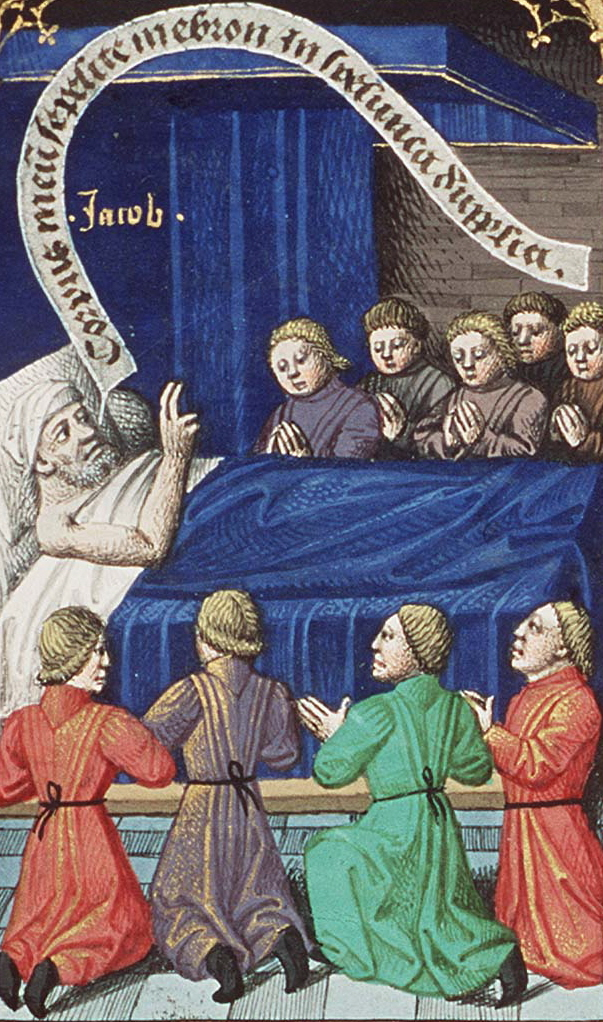
François Maitre, Jacob bénit ses filsJuda est-il juste ? Injuste ? C’est à Jacob, imbu selon la tradition juive de l’esprit de sainteté, qu’il revient de trancher la question lorsqu’il bénit ses fils avant d’expirer (Genèse Rabba 99:8).

La controverse entre ces interprétations de Juda, juste imparfait ou accompli, revient dans deux midrashim, lesquels élaborent autour d’une tradition plus ancienne qui compare Tamar et ses enfants aux compagnons de Daniel sauvés du feu : selon cette ancienne tradition, consignée dans un Midrash sur le Cantique des Cantiques, « cette taille qui te distingue est semblable à un palmier » (Cant 7:8) doit être compris comme « cette grandeur te fait ressembler à Tamar » parce qu’à l’instar de Tamar qui devait brûler et fut sauvée, les compagnons de Daniel se tinrent droits devant la fournaise dans laquelle on voulait les jeter, et « que tes seins soient pour moi comme des grappes de la vigne » (Cant 7:9) suggère qu’il en fut de même pour Peretz et Zera’h qui sont figurés par « tes deux seins sont comme […] les jumeaux de la biche » (Cant 7:4). Dans les deux élaborations qui figurent en deux endroits distincts de Genèse Rabba, Juda a mérité, mesure pour mesure, de sauver Daniel et ses compagnons pour avoir sauvé non pas trois mais quatre âmes justes : selon le midrash plus « critique », cette quatrième âme est la sienne puisque Juda a reconnu, en disant « elle est plus juste que moi, » qu’il aurait dû lui aussi brûler tandis que d’après l’autre, le quatrième juste sauvé par Juda est Joseph (la justice innée des enfants de Tamar, est quant à elle déduite par le Midrash de la forme pleine (en) du mot teomim, « jumeaux, » en Gn 38:27 alors que dans le cas de Rebecca, il était écrit tomim à la forme défective (en) puisque seul Jacob naîtrait juste). 
Le fin mot de l’histoire revient à Jacob, dont les rabbins sollicitent de la répétition de « je savais » en Gn 48:19 qu’il avait une connaissance surnaturelle des aléas de ses fils Juda et Ruben bien qu’il n’en ait pas eu besoin selon d’autres, puisque la confession publique de Juda entraîna celle de Ruben, et la paix revint dans la tente de Jacob. Après qu’Israël a fait rougir Ruben, Simon et Lévi en leur rappelant leurs disgrâces avec les femmes, Juda craint que Jacob ne lui reproche son histoire avec Tamar mais il lui dit : « Juda, tes frères te reconnaîtront » (Gn 49:8), car finalement, Juda a pu raidir sa nuque lorsqu’il a déclaré Tamar plus juste que lui et, mesure pour mesure, « ta main fera ployer le cou de tes ennemis » (Gn 49:8) ; pour avoir fait preuve de justice et non de simple vaillance, il sera appelé à diriger les enfants d’Israël et ceux-ci le reconnaîtront comme leur seul roi, puisqu’ils ne sont plus, comme le fait remarquer Rabbi Shimon bar Yohaï, appelés Rubénites ou Simonites et caetera mais Judéens. 
L’accouchement de Tamar donne l’occasion au Midrash de rappeler l’habilitation d’une sage-femme à témoigner illico de l’ordre des naissances en cas de grossesses multiples ainsi que de l'identité se la mère mais surtout de gloser sur le nom de Peretz, « celui qui brise la clôture [et] monte devant eux » (Mic 2:13). Vient ensuite son frère à la main sertie d’écarlate et il est par conséquent appelé Zera’h — le midrash compte quatre occurrences du mot « main » en Gn 38:28-30, ce qui préfigure selon Rabbi Youdan les quatre fois où Akhan le Zar’hite avancera la main vers les butins consacrés auxquels les Israélites n’avaient pas le droit de toucher (en) ; Rav Houna, ne trouvant pas trace de ces quatre infractions mais d’une seule, enseigne qu’il a pris au cours de celle-ci quatre objets, « un belle armure de Shinaar, deux cents shekalim d'argent [et] un lingot d'or du poids de cinquante shekalim » (Jos 7:21), ce qui n’en fait toutefois que trois.
L’interprétation de Gn 38 par les sages du Midrash s’appuie à l’évidence sur les prémices du messianisme contenus dans le texte, et ils veulent mettre en évidence, en appuyant occasionnellement le trait, la naissance ou la rédemption du futur dirigeant de la nation juive à l’aide d’une dame de grande vertu ; Juda ressort au terme de Genèse Rabba comme un juste accompli ou à tout le moins un repentant qui se tient, selon la tradition juive ultérieure, là où les plus grands justes ne peuvent se tenir. Bien que l’on ne trouve pas de lien convaincant entre le messianisme du Midrash amoraïque et les soulèvements populaires de son temps comme la révolte juive contre Constance Gallus, le but des sages est bien d’enseigner à une nation de plus en plus désespérée que le messie peut encore venir et restaurer la royauté de Juda, même et surtout si les dirigeants du sanhédrin descendant de David, ne semblent plus à la hauteur de la tâche depuis Juda le Prince. 
Les rabbins ont, quoiqu’il en fût, délivré un autre message, plus théologique et moins soumis aux circonstances du moment : si la Bible mentionne seulement que Dieu a mis à mort deux individus qui lui déplaisaient sans que le motif soit forcément évident, les sages montrent la présence immanente et permanente de Dieu dans ce récit sans théophanie apparente, enseignant qu’il guide les évènements vers leur conclusion voulue en rétribuant les actes de l’humanité mesure pour mesure selon leur dû, ce qui garantit dans le même temps le respect du libre-arbitre humain et le savoir absolu du divin.

#### Genèse 38 dans le Talmud de Babylone
Le Talmud de Babylone qui s’élabore parallèlement au Talmud de Jérusalem sur base d’un même matériau mishnaïque, traite comme lui de Gn 38 sous différents points de vue, selon le sujet étudié : les rabbins commentent par exemple Gn 38:6-10 dans le cadre d’une discussion sur les bonnes pratiques conjugales à la page 34, folio b, du traité Yévamot, et le passage est également traité avec Gn 38:12 sous l’angle de rétribution mesure pour mesure à la page 13b du traité Sota, où le corps du récit — Gn 38:13-26, à l’exception du passage où Hira cherche Tamar sans la trouver — a été analysé trois pages plus tôt (Sota 10a-b), au sein d’un long exposé sur cette doctrine. Des éléments du texte apparaissent plus ponctuellement à travers le corpus pour en tirer qui des ordonnances légales qui des leçons édifiantes.
Toutefois, le Talmud babylonien qui partage avec son homologue galiléen les mêmes méthodes et utilise les mêmes traditions, ne parvient pas aux mêmes conclusions : il enseigne, au nom de Rabbi Yosse ben Halafta, que l’« en ce temps-là » de Gn 38:1 est l’un de ces « temps » marqués pour la calamité (cette affirmation a donné lieu à divers commentaires ultérieurs, Rachi pensant que la calamité est à venir car Juda perdra ses fils et Tamar manquera de mourir sur le bûcher tandis que le Ner Heskelim (he) la rapporte à Jacob s’affligeant de la perte de Joseph).

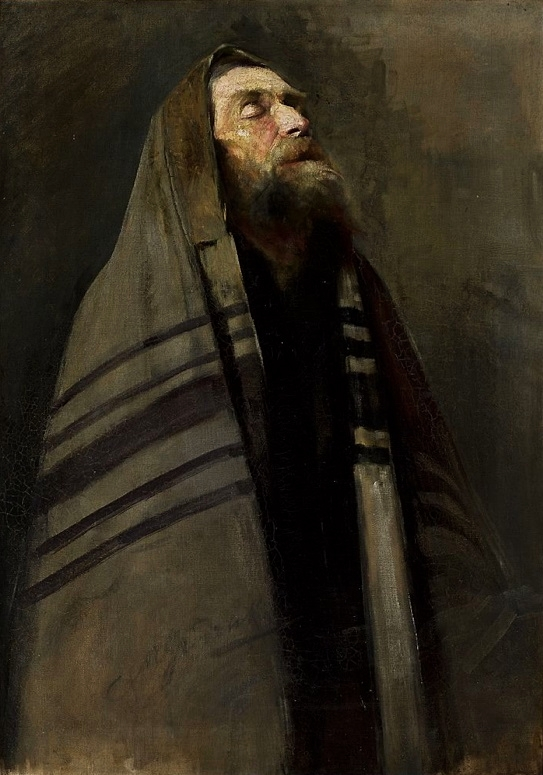
A. Grodzicki, Juif en prièrePour les rabbins dont les ordonnances ont fixé jusqu’à ce jour les rites, prières et vêtements des juifs pratiquants, Juda est un juste fort versé dans les lois divines dont il est, de plus, hautement observant. Or, c’est pour les négligences de ce genre de personnes que Dieu se montre le plus intransigeant (TB Taanit 8a & Baba Metzia 33b)

Pour n’avoir pas mené le sauvetage de Joseph à son terme, Juda en a non seulement perdu le mérite, comme l’enseigne Rabbi Hama le fils de Rabbi Hanina (en) mais il est aussi descendu, selon Rabbi Eléazar, de son statut parmi ses frères < en rétribution mesure pour mesure de sa « descente » du sauvetage de Joseph > et il enterre, selon Rabbi Shmouel bar Nahmani, sa femme et ses enfants, ainsi qu’on le tire de Gn 38:12 et Nb 46:12 < où la mort des fils de Juda est mentionnée sans préciser ce qu’ils firent pour déplaire à Dieu >. 
Cependant, le Talmud de Babylone n’accepte, pas plus que les targoumim et le Midrash, la lecture littérale de Gn 38:2 car Juda n’aurait jamais épousé « la fille d’un Cananéen » alors que les patriarches avaient mis un point d’honneur à se transmettre cet interdit de père en fils, et Rech Lakich en fait la fille d’un homme de commerce, d’après le sens qu’aurait acquis “Cananéen(s)” en Os 12:8 (« Le Cananéen manie des balances frauduleuses ») et Is 23:8 (« Qui donc a conçu ce dessein contre Tyr […] dont […] les marchands [sont] des grands de la terre ? »). Par ailleurs, Rav Nahman bar Itzhak (en) tire de « lui aussi » (Gn 38:10) qu’Onan mourut pour la même faute qu’Er <, et Juda n’y est pour rien> ; le Talmud conjecture qu’Er voulait faire durer la beauté de sa femme, qu’une grossesse aurait gâtée, et lui imposait donc des relations « contre nature » ; alternativement, Rabbi Yohanan en retire que toute émission de sperme en vain, est passible de mort, qu’elle découle d’une manipulation active (et Rabbi Eliézer recommande pour cette raison de ne jamais se tenir la verge, fût-ce pour uriner) ou de ruminations lascives, comme l’enseigne Rabbi Ammi. 
Comme Juda intime à sa bru de « demeurer veuve (almana) dans la maison de [s]on père » (Gn 38:11) et qu’il s’agit de la première occurrence d’almana dans la Bible, les rabbins tiennent à préciser qu’il y a, comme Tamar, des almanot de mari mais aussi de fiancé et de promis quand bien même la promesse d’union ne se serait pas concrétisée, et toutes sont interdites au grand-prêtre d’Israël. Tamar aurait, tant qu’elle est assise dans la maison de son père, le statut de « gardienne du lévirat » (shomeret yabam) en vertu de la loi rabbinique mais Juda semble la considérer comme ce que le Talmud nomme une femme fatale qui fait, d’une manière ou d’une autre, mourir ses maris, bien que les rabbins eux-mêmes n’aient pas inclus Tamar dans leurs discussions sur le sujet. 
Abordant Gn 38:13-15 à partir de la mishna Sota 1:8, le Talmud de Babylone fait remarquer, comme celui de Jérusalem, que Juda monte à Timna alors que Samson y descend — Rabbi Shmouel bar Nahmani en déduit qu’il y a la Timna de Juda et celle de Samson, Rav Papa que c’est une seule et même Timna, sise à mi-chemin entre monts et vaux mais Rabbi Eléazar ne situe pas la solution à ce niveau : « pour Samson qui s’y déprava < car il s’y éprit d’une Philistine qu’il finit par épouser >, il est écrit "descente" ; pour Juda qui s’y éleva < car il y sanctifia le ciel>, il est écrit "montée" » — dans les deux versions du Talmud, jérusalémite comme babylonien, ce sont les sages de la terre d’Israël qui proposent l’interprétation la plus favorable des évènements. 
Cette dichotomie se poursuit dans l’analyse des versets suivants : entre deux interprétations du Peta’h Einaïm de Gn 38:14 par des rabbins syro-palestiniens, Rav Hanin explique au nom de Rav que c’est tout simplement l’entrée d’Einam, une ville qui sera assignée à la tribu de Juda après la conquête de la terre promise (Jos 15:34), et Oula (en) s’en tient lui aussi au sens premier des versets lorsqu’il énonce que « Tamar s’est prostituée [comme] Zimri s’est prostitué » mais lui a amené la pestilence sur Israël tandis qu’elle leur a donné des rois et des prophètes, ce qui montre selon Rav Nahman bar Itzhak qu’

« une transgression réalisée dans le but de sanctifier les cieux (he) vaut mieux qu’une prescription qui n’est pas réalisée dans le but de sanctifier les cieux (gdola ʿaveira lishma mèʾasher mitzva shèlo lishma). »

— Serais-tu une Gentille ?
 
— […] Je suis une convertie

— Serais-tu la femme d’un homme ?

— Je suis libre

— Peut-être ton père a-t-il reçu un douaire < quand tu étais encore en bas âge > ?

— Je suis orpheline

— Peut-être es-tu impure ?

Les rabbins de Galilée s’ingénient par contre à trouver l’explication la plus accommodante pour les protagonistes : Rabbi Alexandri s’appuie sur Gn 18:1-2, où figurent le peta’h de la tente d’Abraham et les « yeux » qu’il lève vers l’horizon pour apercevoir les trois hommes (he) (ainsi que sur la lecture midrashique de ce passage qui situe la tente d’Abraham à la croisée des chemins), pour expliquer que Peta’h Einayim n’est pas un nom de lieu mais bien « l’entrée de la tente d’Abraham c’est-à-dire […] un lieu < d’hospitalité ou de prière > où tous les yeux désirent le voir », et par conséquent, c’est, plutôt que d’adopter une pose suggestive, sa tente que Tamar ouvre à tous les vents. Rabbi Shmouel bar Nahmani lit quant à lui Peta’h Einayim comme pat’ha einayim, « elle a ouvert les yeux, » et enseigne ce faisant qu’un dialogue s’est tenu Juda et Tamar après l’échange préliminaire au commerce de la chair, au cours duquel elle « a ouvert les yeux de Juda » en apaisant une par une ses craintes d’incorrection au regard de la Loi juive. Les soupçons de prostitution entretenus par Juda en Gn 38:15 sont eux-mêmes, d’après Rabbi Eléazar, la preuve de la pudeur de Tamar car « elle avait < toujours > voilé son visage < du temps où elle habitait > dans la maison de son beau-père », et c’est cette pudeur qui lui vaudrait d’engendrer des rois et des prophètes.

Gn 38:18 rapporte que Tamar conçoit de son rapport avec Juda, et Rava fait remarquer à son maître Rav Nahman qu’elle était techniquement vierge puisque ses maris n’avaient jamais fait les choses comme il faut, or les rabbins tiennent pour avéré qu’une vierge ne peut concevoir d’un premier rapport < puisque l’hymen fait barrière >. Rav Nahman (en) lui répond qu’elle s’était manuellement déflorée auparavant, et la guemara qui condamnait la trituration pénienne, rapporte immédiatement au nom de Rabbi Itzhak que « toutes les femmes de la maison de Rabbi qui se déflorent < car elles se séparent souvent de leur mari pour leur permettre d’étudier la Torah, et souhaitent concevoir de leurs rares rapports >, sont < honorifiquement > appelées Tamar. » 
L’insistance de Gn 38:20 à parler d’un « petit des chèvres » et non d’un « petit » sans autre précision, permet à Rabbi Eléazar de déduire que le « chevreau » dont il est dit à trois reprises dans la Torah qu’il ne doit pas être cuit dans le lait de sa mère (Ex 23:19, Ibid. 34:26 et Dt 14:21), est en réalité le petit de toute tête de bétail, et il convient par conséquent d’interdire toute cuisson simultanée de lait et de viande dans un même récipient. De même, le délai d’« environ trois mois après » au terme duquel la grossesse de Tamar devient apparente (Gn 38:24), est un argument employé par Symmaque au nom de Rabbi Meïr pour décréter un délai de trois mois avant d’autoriser le mariage d’une veuve sans enfants à son lévir, car il convient de s’assurer que le mari mort n’a laissé aucun enfant, fût-ce en gestation. Sitôt après avoir appris la grossesse de sa bru, Juda porte l’affaire devant le tribunal de Sem, non pour la prostitution per se mais parce qu’il la présume coupable d’avoir fricoté avec un païen alors qu’elle est israélite, et que les sages de l’époque ont proscrit tout rapport, de mariage ou de prostitution, avec les non-Juifs.

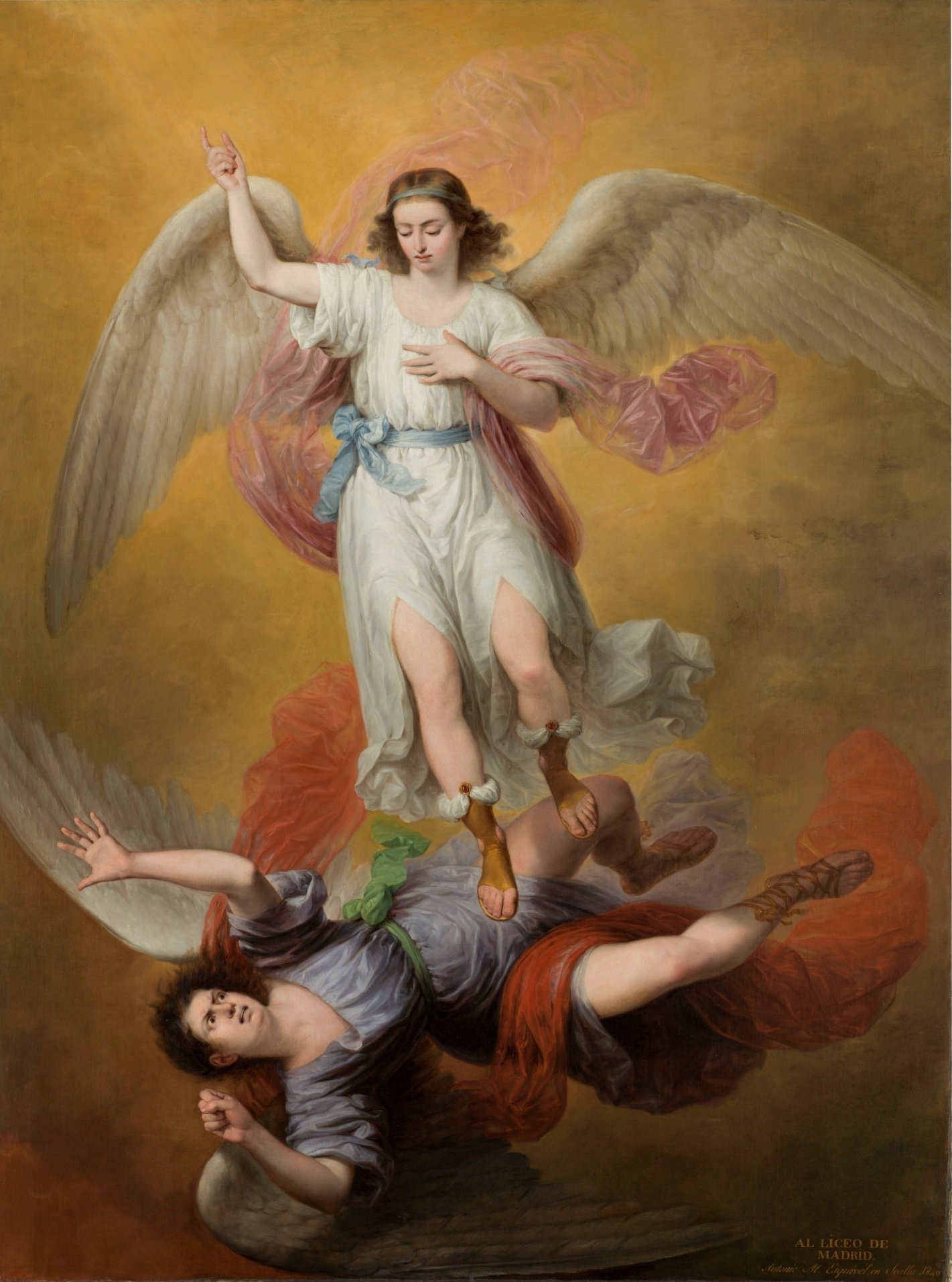
A.M. Esquivel, La Chute de LuciferDans le Talmud de Babylone, la confrontation de Juda et Tamar se double d’un combat entre Gabriel qui a été dépêché par Dieu, et Samaël qui manœuvre dans les coulisses du texte pour empêcher la venue de David au monde.
David et ses ancêtres méritent cependant la faveur divine en raison de leur observance scrupuleuse de la Loi, écrite comme orale.

Estimant que le hi moutsʾet de Gn 38:25 ne traduit pas aussi bien « on la fait sortir » que hi mitoutsʾet, les rabbins enseignent qu’il faut lire hi motsʾet (“elle trouve”), et Rabbi Eléazar relit le verset comme : “après que ses signes furent trouvés”, elle envoya dire etc. — lorsque Tamar avait été informée de la sentence, elle avait cherché les gages laissés par Juda mais Samaël <, l’ange tutélaire d’Edom qui tente d’empêcher la naissance du roi David, futur vainqueur des Édomites > les avait éloignés, et Tamar aurait été perdue si Gabriel ne les avait pas ramenés <, ce qui prouve que l’acte de Tamar n’est immoral qu’en apparence >. 
Cette chaîne d’événements, Rabbi Yohanan la déduit pour sa part de l’entête au Psaume 56, « Au chef des chantres. Sur Yonat Elem Rehokim, Mikhtam de David (Lamʾnatsēa’h, ʿal yonat ʾelem rehokim, lèDavid mikhtam) » — lamʾnatsēa’h devient “pour le vainqueur” par polysémie, ʿal yonat ʾelem rehokim, qui désignait peut-être un air connu sur lequel il fallait chanter le psaume ou un instrument de musique qui devait l’accompagner, devient ʿal yona ʾilemet mishoum rehokim, “en faveur de la colombe [rendue] muette à cause des [objets] lointains,” et lèDavid mikhtam, une musique composée par David, devient “David le Makh-Tam,” car il était « humble et intègre » selon une interprétation, « né sans prépuce » conformément à une autre, et « humble dans son jeune âge comme dans sa maturité pour apprendre la Torah » d’après la troisième — au total, “Pour celui qui a conquis en faveur de la colombe muette les objets éloignés, en faveur de David le Makh-tam” : dès l’instant où les objets furent éloignés, Tamar devint comme une colombe muette car elle ne pouvait plus rien dire pour sa défense mais elle fut sauvée par la grâce de celui qui a triomphé de l’adversaire en dépêchant Gabriel pour ramener les objets, et elle engendra la lignée qui aboutirait à l’humble et honnête roi David. 
Les gages récupérés, « elle envoya dire à son beau-père, » par l’intermédiaire d’un messager dans un souci de discrétion, et elle dit « de l’homme auquel etc. » sans impliquer Juda directement, bien qu’elle risquât, à force de ne pas vouloir lui faire honte, d’être jetée au feu — c’est ce qu’enseignent trois rabbins au nom de trois rabbins (Rav Zoutra bar Touvia au nom de Rav, Rav Hana bar Bizna (he) au nom de Rabbi Shimon Hassida (he) et Rabbi Yohanan au nom de Rabbi Shimon ben Yohaï) en quatre endroits du Talmud : 

« Il est préférable de se précipiter dans une fournaise ardente que de faire pâlir son prochain en public (noa’h lo lèadam sheyapil atsmo lètokh kivshan haʾesh vèʾal yalbin pnei havero). »

 Rabbi Hama berabbi Hanina enseigne toutefois que les mots de Tamar étaient en vérité soigneusement choisis, rappelant d’une part à Juda que tout se règle mesure pour mesure car « Par "Reconnais" il annonça  (Gn 37:32), par "Reconnais" il lui fut annoncé (Gn 38:25) », et exprimant d’autre part une prière : « Reconnais je t’en prie ton créateur et ne détourne pas les yeux de ma personne ». 
L’admission de Juda en Gn 38:26 est pour beaucoup le point d’orgue du récit : sur le plan purement légalistique, c’est parce qu’il a assumé sa responsabilité que l’histoire de Juda et Tamar est lue et traduite en public, et c’est pour cette raison qu’on la raconte-t-on aux femmes soupçonnées par leur mari d’adultère, alors qu’elle relève de ces « choses qu’il vaut mieux ne pas mettre à la portée de toutes les oreilles (litt. faire entendre) » < car on espère les amener à avouer la chose avant de les soumettre à l’épreuve de l’eau amère, dont la préparation implique d’effacer le nom divin écrit sur parchemin >. 
En outre, Rav Hanin (sic) bar Bizna enseigne au nom de Rabbi Shimon Hassida qu’en avouant sa faute, Juda a sanctifié le nom divin en public, alors que la sanctification de Joseph face à la femme de Potiphar s’est faite en privé car il n’y avait pas de témoins alentour, et c’est pourquoi Joseph a obtenu que l’une des lettres du tétragramme soit ajoutée à son nom mais Juda a mérité que toutes les lettres du tétragramme figurent dans le sien. La guemara poursuit qu’un écho de voix céleste retentit au moment où Juda avoua pour annoncer que les compagnons de Daniel, ses descendants, seraient sauvés par son mérite d’avoir sauvé Tamar et ses deux enfants, et Shmouel Sabba rapporte au nom de son gendre Rav Shmouel bar Ammi que la fin du verset, couramment lue « il n’ajouta pas de la connaître », signifie en fait que Juda « ne cessa plus dès lors de la connaître ». 
D’autres rabbins sont cependant plus circonspects face à la déferlante de mérites qui défausse le sens premier du récit : une tradition, qui interrompt brièvement le flot des précédentes, rapporte que l’écho de voix annonce « [c’est] de Moi », c’est-à-dire « C’est par moi que les secrets ont été mis au jour ». Cette tradition, rapportée ailleurs au nom de Rabbi Eléazar, enseigne que l’écho de voix s’est manifesté dans le tribunal de Sem pour confirmer la paternité de Juda car il aurait pu essayer d’arguer que Tamar était enceinte d’un autre homme ; Rava — qui ne réagirait pas seulement au dit de Rabbi Eléazar mais à l’ensemble des traditions qui font découler la prise de conscience de Juda d’une révélation céleste — rétorque que Juda n’avait pas besoin de cet écho et serait arrivé à la conclusion qui s’imposait par calcul des dates car « on peut tirer des présomptions de ce qu’on voit et on ne peut tirer des présomptions de ce qu’on ne voit pas ». 
Enfin, Gn 38:28-29 qui décrit l’accouchement inhabituel des jumeaux où Zera’h passe sa main avant de la retirer, constitue un précédent sur base duquel Rav Houna déclare la parturiente impure dès le moment où le fœtus sort la main, sans attendre la fin du processus.

L’interprétation de Gn 38 par les sages du Talmud de Babylone se base sur la même théologie mesure pour mesure que le Midrash mais ils n’attendent rien des Princes d’Israël en lesquels leurs frères de l’ancienne Judée ont placé leurs espoirs, et mitigent de ce fait le bilan de Juda en ramenant les interprétations des « rabbins de l’Ouest », dont sa confession qui renverse les rapports entre Juda le fauteur repentant et Joseph le juste impeccable, à d’humaines proportions. Dans leur théorie de la rédemption qui viendra de l’observance des prescriptions bibliques et rabbiniques, Juda illustre le sort de ceux qui y manquent et il aura, en dépit de sa grandeur, besoin de l’appui de Moïse pour avoir sa part au monde à venir. 
Tamar — dont les rabbins font une Israélite ou une convertie mais en aucun cas une Araméenne ou fille de Sem puisque Rav a tiré de Mal 2:11 qu’avoir des rapports avec une étrangère équivaut à épouser le culte des idoles, et dès lors, « celui qui a des rapports avec une Araméenne, est frappé par des zélotes » — est en revanche inconditionnellement sublimée : les interprétations paratextuelles soulignent son observance extrême des rites et règles de pudeur — dont l’excès n’est plus, comme dans le Midrash, la cause d’une erreur à éviter mais une marque de candeur à imiter et elle lui vaudra le mérite de faire venir le roi David, lequel bénéficie lui-même de la faveur divine en raison de sa dévotion pour les sages de la Torah — et son abnégation est citée en exemple à travers le corpus talmudique. Quant aux interprétations qui privilégient le sens simple du texte et abordent par conséquent l’acte sexuel sans détour, elles parviennent à la conclusion qu’une différence de taille existe entre Tamar et Zimri car une « transgression pour une bonne raison » vaut mieux qu’une bonne action sans intention— certains ont compris cette formule comme l’équivalent babylonien de “la fin justifie les moyens” si cette fin est la sanctifiation de Dieu, par l’obtention du lévirat pour des maris morts ; d’autres ont réduit le champ des transgressions aux relations sexuelles, et pensent que les rabbins les autoriseraient aux femmes pour peu qu’elles soient réalisées dans le but de construire la nation israélite, alors que les hommes sont toujours guidés par leurs instincts les plus bas, et qu’il vaut mieux pour eux mourir que pécher. 
Ce fait étant établi, les rabbins babyloniens utilisent le texte à des fins éducatives pour les Juifs et polémiques envers les chrétiens : la discussion sur l’auto-défloration de Tamar participe moins d’une entreprise exégétique — c’est l’interprétation de Rabbi Eléazar qui a créé la difficulté, et elle disparaît si l’on admet qu’au moins l’un de ses maris a pratiqué le coïtus interruptus — que d’une critique de l’obsession de la virginité en vogue parmi les chrétiens car ils l’associent à la pureté. 

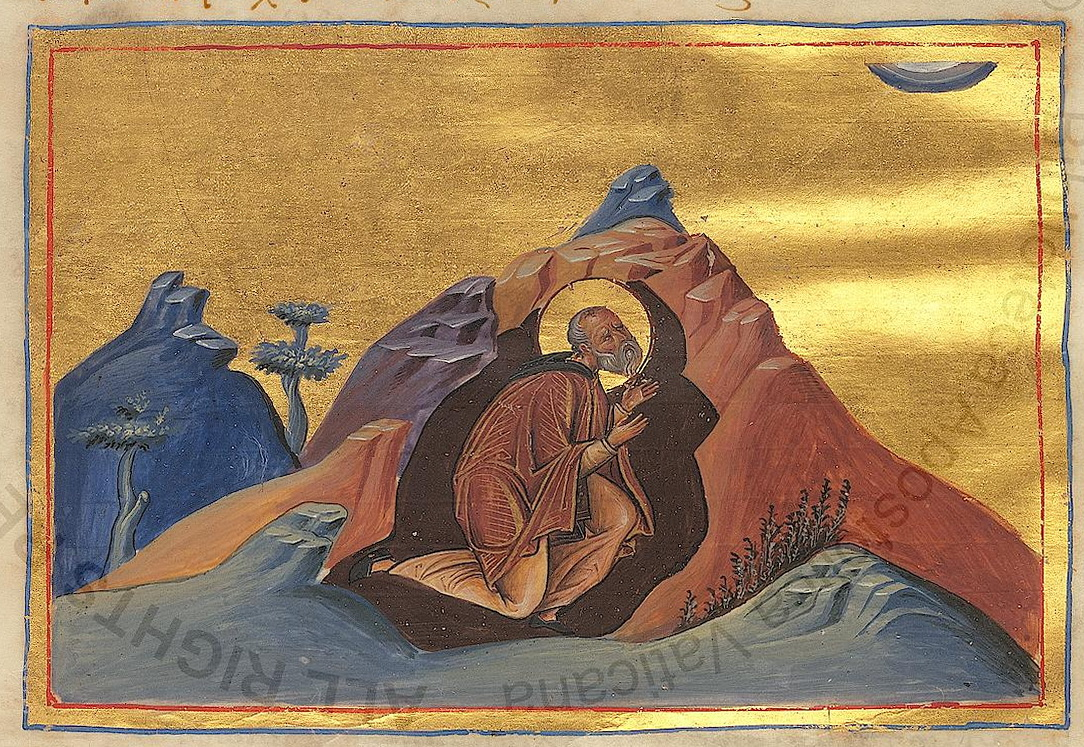
Paul le Simple, icône médiévalePour les pères chrétiens, en particulier les pères du désert, il n’est de sainteté que dans l’ascèse voire l’anachorèse.
Les rabbins, eux, enseignent à travers l’histoire de Rav Hiyya bar Ashi les méfaits de ces pratiques sur l’individu et sa famille.

Un autre récit talmudique, vraisemblablement tardif, combine les ressorts narratifs de Gn 38 — un homme qui prive sa femme des rapports qu’il lui doit, une femme qui prend les choses en main pour tenter de rétablir l’ordre des choses, une scène de marchandage avant sexe et une révélation dramatique — à divers realia chrétiens d’Orient pour produire l’histoire de Rav Hiyya bar Ashi et sa femme qui exalte les relations conjugales en même temps qu’elle critique les positions chrétiennes sur ce point : le rabbin, qui comptait parmi les intimes de Rav, se prosterne quotidiennement (alors que les Juifs ont abandonné cette coutume en raison — précisément — de leur adoption dans le christianisme) pour être préservé de sa « mauvaise nature »  libidineuse dans une prière qui tient davantage du monologistos chrétien que de la liturgie juive, et il se retire du monde pour se consacrer à l’étude dans son jardin au lieu de se mêler aux débats de ses collègues — comme le préconisent les sages d’Israël pour lutter contre la mauvaise nature dont il demande à être débarrassé. Sa femme parade devant lui et se présente comme Harouta (« Liberté »), un terme araméen qui désigne à la fois, dans le lexique syriaque, le libertinage et la libération par l’ascèse de ces pulsions. Le rabbin, qui se croit apparemment face à un daimôn et non à sa femme de chair et d’os, saute littéralement sur l’occasion puis choisit, nonobstant les cris de sa femme, de se « purifier » par le feu, un supplice en vogue parmi les pères du désert pour expier leurs concessions au désir, qu’il soit charnel ou spirituel. L’intervention de la femme n’aura pu rétablir l’unité familiale, l’histoire se finit mal, et les sages du Talmud — qui partagent pourtant les réserves de Rav Hiyya bar Ashi sur la « mauvaise nature » — ont ainsi montré combien il est néfaste de vivre selon les idéaux chrétiens, particulièrement en matière de sexualité.

### Exégèses chrétiennes

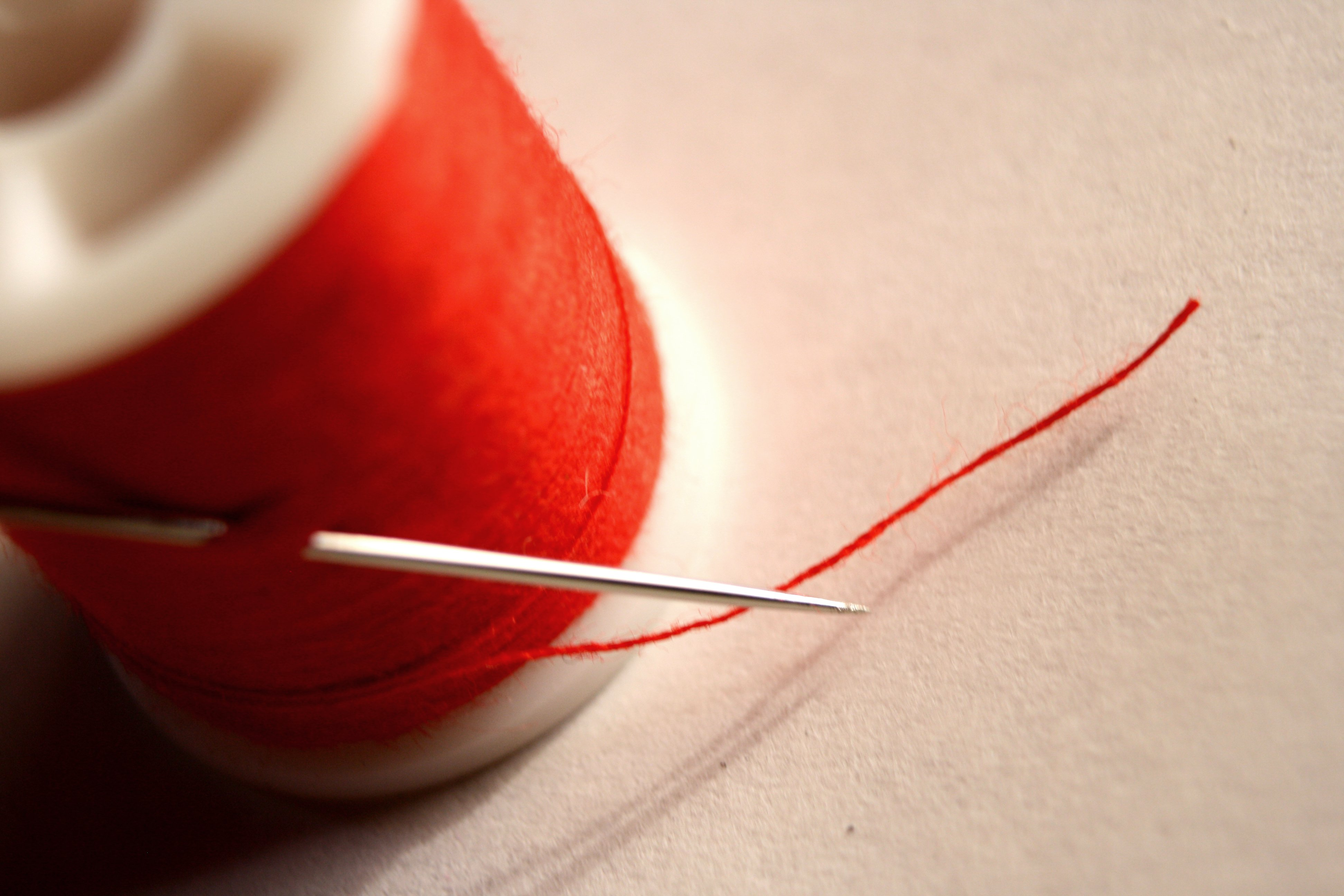
Aiguille et bobine de fil rouge Point de détail dans le récit, le fil noué à la main de Zara devient un puissant symbole de distinction dans la patrologie gréco-latine, figurant le sang de Jésus sur la croix puis le « nouveau peuple » annoncé par divers écrits apostoliques, véritable aîné reparaissant au monde après que Jésus a aboli la loi des Pharisiens.

#### Genèse 38 chez les premiers pères de l’Église
Les premiers pères de l’Église florissent aux côtés des rabbins dont ils fréquentent un temps les académies avant d’ouvrir leurs propres cénacles. Ces missionnaires, moines, précheurs, ermites ou dignitaires qui entendent promouvoir le christianisme comme seul véritable porteur de la révélation du dieu d’Israël tandis que le judaïsme n’en serait plus qu’un moment dorénavant révolu, n’en recourent pas moins, quoiqu’assez peu fidèlement, aux traditions et méthodes d’interprétation juives pour trouver dans la Bible hébraïque de quoi présenter la nouvelle doctrine comme la véritable foi d’Israël.
Le 38e chapitre du Livre de la Genèse apparaît dans les écrits de Justin de Naplouse par le biais du bâton de Juda (Gn 38:18) dont il tire — en remettant une tradition juive au goût du jour — une référence à la croix et à la passion, en vertu d’une inférence analogique entre ce bâton et celui de Ps 23:4 (« ton bâton et ta houlette sont ceux qui me consolent »). Il lie de même les fils écarlates pendus à la main du premier-né et à la fenêtre de Rahab pour figurer « le sang du Christ par lequel sont sauvés les prostitués ou injustes de jadis dans toutes les nations ». Irénée de Lyon y voit quant à lui le sang versé par les justes — c’est-à-dire Abel et tous les personnages de l’Ancien Testament qui annonçaient de prime abord Jésus et sa Passion et, plus généralement, le symbole de la foi sans la circoncision — le christianisme renoue dans cette optique avec la spiritualité des patriarches avant Abraham (qui a, selon Tertullien, cessé d’être le père spirituel des chrétiens après sa circoncision), refermant la parenthèse du judaïsme où l’on a eu besoin de la circoncision comme signe d’alliance, et qui lui avait temporairement laissé la place de même que Zara avait retiré sa main.
Hippolyte de Rome qui s’introduit comme l’exégète du Targoum, propose une lecture plus complète, bien qu’encore fragmentaire, du chapitre où Juda renvoie Thamar comme Jésus qui, arrivé au sommet du Golgotha, prie les femmes qui l’avaient accompagné (en) de s’en aller ; comme elles, Thamar s’exécute en pleurant et Juda lui promet alors qu’il lui donnera Séla afin de la consoler, comme Jésus leur annonce qu’il s’apprête à ressusciter. Thamar qu’on avertit de la venue de Juda et qui se défait de ses habits de veuve pour se draper d’un voile avant d’aller le retrouver, c’est la sainte communauté qui est avertie de l’arrivée de Jésus par les apôtres, et qui se défait de ses habitudes de jadis pour se draper dans les « habits […] de la Nouvelle Alliance » afin d’aller le retrouver. Les trois gages qu’elle reçoit de Juda, sont le sang, le corps et la confession dont Jésus a fait cadeau à la sainte communauté afin de la libérer de la honte liée aux anciennes pratiques, « [de même que] Thamar espérait de la progéniture de la race d’Abraham afin d’être libérée de la honte ».

#### Genèse 38 au cénacle de Césarée

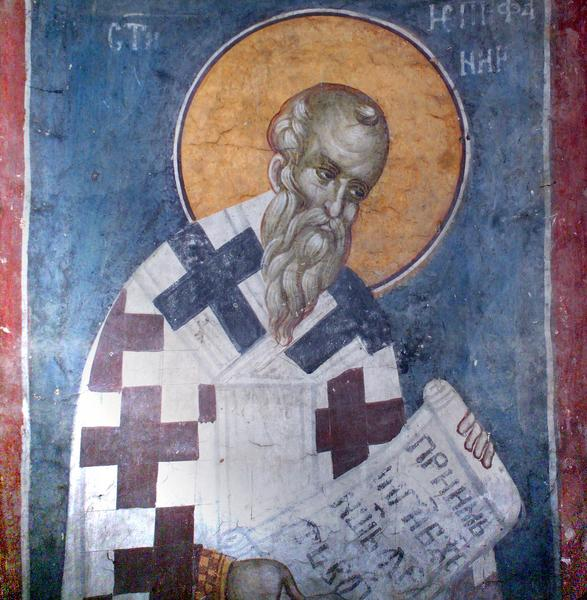
Epiphane, fresque du monastère de Gracanica, au Kosovo Outré par l’audaces intellectuelle d’Origène, et en particulier l’influence de la philosophie grecque qui l’a conduit à subordonner Jésus à Dieu, Épiphane de Salamine se fonde apparemment sur une rumeur infondée pour accuser ses sectateurs « origénistes » de réaliser, pour le dire poliment, l’acte d’Aunan le fils de Judas, en professant un célibat monastique tout en s’adonnant hypocritement au coitus interruptus ou au gaspillage de semence dans la terre (et Selom en ferait de même dans le cadre du mariage).

Le 38e chapitre du Livre de la Genèse est un cas particulier dans l’exégèse d’Origène : figure fondatrice du cénacle de Césarée après qu’il a été formé à la Didascalée auprès de Clément d’Alexandrie, celui qui utilise les écrits de Philon d’Alexandrie pour gagner les jeunes païens aux nouvelles doctrines sous couvert de platonisme et tenter de convertir les sages juifs à sa cause, vulgarise les quatre sens de l’écriture et propose une version comparative et polyglotte de la Bible dans ses Hexaples, sait trouver de nouveaux développements aux anciennes lectures sur les détails du récit — prolongeant l’interprétation philonienne du destin d’Eir et Aunan, il explique que l’aîné de Juda, n’étant que peau, déplaisait à Dieu au même titre que la peau des offrandes en holocaustes (Lv 1:6), et il ne pouvait trouver d’issue que par la mort « car il est mort et c’est pour le péché qu'il est mort une fois pour toutes ; il est revenu à la vie et c’est pour Dieu qu’il vit » (Rom 6:10) ; Aunan avait, lui, choisi de retenir pour lui la semence de la connaissance naturelle et il préférait la répandre au sol que la faire germer dans le monde à l’instar du serviteur de la parabole des talents (Matt 25:18) or « celui qui sème pour sa chair moissonnera de la chair la corruption » (Gal 6:8). Les gages donnés par Juda à Thamar, figurent le rachat de la communauté proto-chrétienne par les cadeaux dont Jésus lui a fait don, en particulier le collier symbolisant les péchés et fausses doctrines de l’Église que Jésus a transformé en autant de dogmes qu’il a ensuite alignés, comme on enfile les perles d’un collier. Le fil rouge à la main de Zara est rattaché à l’étoffe rouge qui purifie les lépreux (Lv 14:4) et au manteau rouge qu’on fait revêtir à Jésus lors de la Passion (Matt 27:28), figurant le sang sacré qui a coulé de son flanc lorsqu’un soldat l’a transpercé de sa lance (Jn 19:34) ; quant à Pharès et la clôture brisée, ils typifient la paroi mitoyenne abattue par Jésus (Eph 2:14-15). 

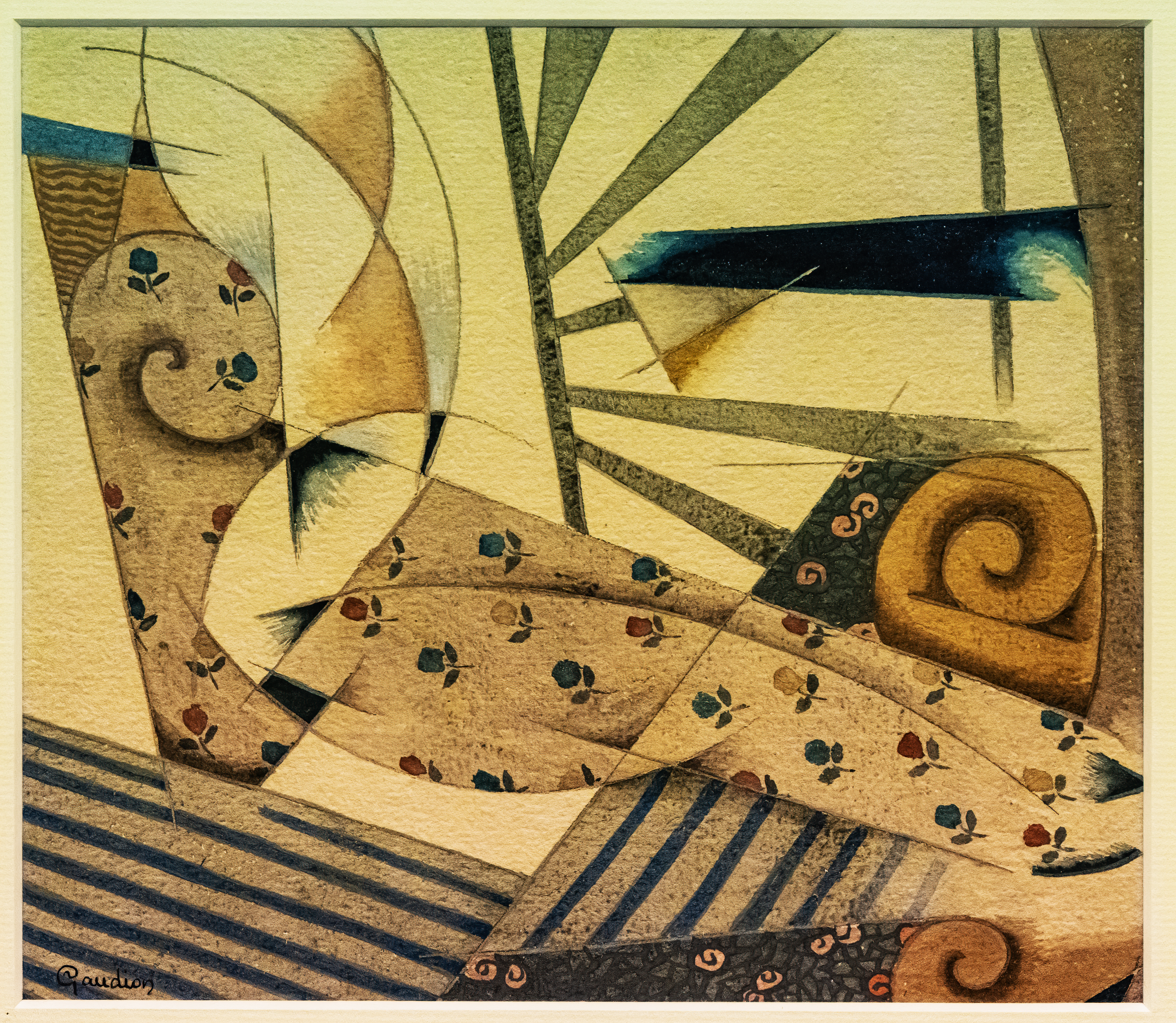
G. Gaudion, Odalisque cubiqueComment présenter les ancêtres picaresques de Jésus depuis que, Matthieu 1:3 oblige, ce n’est plus sur eux mais sur Marie que s’est reportée la vénération dévolue à la mère du messie? En dépit d’interpétations favorables aux premiers temps du christianisme, celui-ci retiendra l’opinion d’Origène qui, estimant que la bonne nouvelle s’adresse au monde entier, jauge les agissements de Juda et surtout Thamar à l’aune des valeurs universelles, c’est-à-dire grecques, et les considère partant comme autant d’offenses inexcusables aux bonnes mœurs.

 Cependant, le prêcheur alexandrin refuse l’apologétique philonienne sur la rencontre entre Juda et Thamar aux portes d’Ainan, contrairement à Clément qui la présente comme celle du « véritable amoureux de la science » avec la science même, sans jamais cesser de confesser Dieu (et ajoute au passage que la prostituée, s’il devait y en avoir une, serait la philosophie sans Dieu), et il omet de ses homélies sur Genèse « l’histoire de Juda et Thamar [et] ce qui se rapporte à elle », estimant qu’il n’y a rien à en tirer au sens « historique, » c’est-à-dire littéral car dès le moment où elle est relue à la lumière des généalogies de Jésus, c’est Marie qui est reconnue comme la mère du messie tandis que Juda et Thamar n’en sont plus que de lointains ancêtres. Or depuis que le christianisme a cessé d’être affaire de Juifs pour essaimer en terres gréco-romaines, il doit se conformer aux idéaux de droiture et de pureté, et Origène estime l’union par fraude de Thamar à son beau-père si incompatible avec le messie Jésus, appelé à racheter l’humanité de ses fautes, qu’il explique, dans son Homélie sur Luc 3, que l’évangéliste a fort judicieusement évité de mentionner Thamar et les autres femmes dans la généalogie du Christ car elles ont fait, à l’exception de Marie, « ce que les écritures répréhendent, » et seul Jésus avait le pouvoir et la mansuétude de les sauver en choisissant leur lignée pour se faire chair.
Eusèbe de Césarée, successeur de Pamphile à la tête de l’académie fondée par Origène près d’un siècle plus tôt, qui a établi que vingt-deux ans séparent la vente de Joseph de ses retrouvailles avec son père et préparé un guide des lieux hébreux pour les pèlerins en Terre sainte, comprenant Odollam, Kasbi et Ainan — laquelle devrait son nom à une source locale où se tiendrait un culte idolâtre jusqu’à son époque malgré les efforts de l’empereur Constantin, ce qui expliquerait que Juda ait pu prendre Thamar pour une hiérodule —, diverge lui aussi d’Origène sur Gn 38 : interrogé par son disciple Stéphane sur l’inclusion de Thamar en Matt 1:3, il répond que l’accuser d’avoir fait ce que les écritures répréhendent, est anachronique puisqu’il n’y avait ni Moïse pour l’avoir donnée ni prophètes pour la vouloir appliquée et qu’il est justifiable d’avoir voulu éviter l’opprobre d’être « sans nom ». La qualifier de prostituée va à l’encontre du sens moral du texte parce qu’elle a fait montre de chasteté dans la maison de son père, de patience en attendant que son beau-père honore les engagements qu’il avait pris pour elle, de décence en n’approchant pas Juda du vivant de son épouse et de continence tout au long de leur échange alors que Juda n’avait aucune intention d’honorer ses engagements depuis le début et a lâché la bride à ses envies sitôt sa femme décédée. Surtout, qu’elle eût pu trouver un autre homme avant ou après ses rapports avec Juda, prouve amplement qu’elle tenait à « faire partie du peuple de ceux qui sont amis de Dieu quoiqu’elle fût étrangère » et c’est, conclut Eusèbe, pour toutes ces raisons que Dieu décida de lui donner assistance : elle aura non seulement été justifiée par Juda mais récompensée par une naissance gémellaire survenue au terme d’un rapport unique. Cependant, la principale leçon de Matt 1:3 ainsi que l’un de ses plus grands mystères, est qu’il signale aussi Zara, l’aîné-puîné marqué de l’écarlate, alors que cet enfant ne participe pas de la généalogie de Jésus. C’est que Zara, « [le soleil se levant à l’]Orient » exemplifié entre autres par Hénoch, Noé, Japhet, Sem ou Melchisédek — le christianisme rejette l’identification rabbinique entre les deux personnages — a brillé sur les peuples avant le don de la loi à Moïse tandis que Pharès, la « division, » représente les Pharisiens qui se sont séparés (littéralement, « divisés ») de ces peuples par leurs statuts, érigeant une paroi mitoyenne qui les en coupait, et que Jésus a abattue lorsqu’il a porté la bonne nouvelle aux Gentils.

#### Genèse 38 à l’école d’Antioche
Le 38e chapitre du Livre de la Genèse est également un cas particulier dans l’œuvre de Jean Chrysostome (« Bouche d’or »), lequel donne probablement sa soixante-deuxième homélie sur la Genèse en 388, deux jours avant la précédente qui traitait de Gn 37. Plus apprécié en son temps pour ses diatribes contre les Juifs qui abuseraient des libertés dont ils disposent pour influencer les chrétiens (et que répéteront encore les Nazis contre les Juifs au XXe siècle), il se montre dans les grandes lignes représentatif de l’exégèse littérale-historique de l’école théologique d’Antioche, reproduisant ou paraphrasant la Septante, et la faute d’Onan est de résister à l’obligation lévirat qu’il lui revient d’accomplir mais lorsqu’il traite de Juda et surtout Thamar, il délaisse le sens littéral prôné par ses maîtres pour suivre les « autres personnes qui ont examiné le texte, » c’est-à-dire Eusèbe de Césarée, et présenter Thamar et son engeance comme autant de preuves avant la lettre de l’universalité du message évangélique, et de sa supériorité sur la loi juive. Il met son auditoire en garde contre une lecture étourdiment superficielle des paroles de l’Écriture qui n’irait pas « au fond [pour découvrir] les richesses qu'elles recèlent [… sans] rechercher le but et le motif de chaque chose » car elle mènerait à juger Thamar pour ses actes, et « on en accuserait Abraham lui-même, comme ayant eu l'intention de tuer son fils, et Phinées comme coupable d'un double homicide » alors que la typologie permet de découvrir le « mystère de l’incarnation du sauveur » puisque « si vous partez de là en suivant l'ordre des temps, vous trouverez que le Christ descend des enfants issus de cette union ».
C’est pourquoi Thamar attend sagement que Juda tienne ses engagements puis se résigne au veuvage plutôt que prendre un autre époux car c’est de son beau-père seul qu’elle tient à engendrer « non par libertinage, à Dieu ne plaise, mais pour ne pas être regardée comme une femme sans nom ». Lorsqu’elle choisit d’agir, « Thamar servait les desseins de la Providence, » fût-ce à son insu, et aucun blâme ne doit retomber sur elle ni Juda : quand les choses sont sues trois plus tard et que Juda condamne sa bru à être brûlée pour son indignité, elle « produit des témoins dignes de foi qui parleront en sa faveur et pourront la mettre à l'abri de toute accusation » ; sans avoir bougé de la maison ni parlé, elle « a remporté la victoire » et Juda reconnaît l’innocence de sa bru, se condamnant sans que personne l'accuse car « ces gages que j'ai donnés ne sont-ils pas contre moi une preuve suffisante ? » La seconde partie de sa confession en dit, comme la première, aussi long que son intitulé est succinct : puisque sa bru est juste, c’est que ses fils ne sont pas morts par sa faute mais en châtiment de leur perversité ; lui-même, « poursuit le texte, […] ne la connut plus, » ce qui prouve qu’il n’avait pas agi par immoralité mais par ignorance, comme l’indique le texte, et la chose connue, il n’y avait qu’une conclusion possible. 
L’apothéose reste néanmoins à venir : « les deux fils qui lui naquirent étaient la figure des deux peuples, et la révélation de la vie judaïque et de la vie spirituelle » — le prédicateur s’éloigne ici tant du texte que de l’enseignement de ses maîtres car ainsi que le rappelle Cyrille de Jérusalem au nom de Diodore de Tarse, ce n’est pas Zara mais Pharès qui a brisé la clôture et c’est de lui que Jésus tire son ascendance messianique. Jean Chrysostome reprend pourtant l’interprétation onomastique d’Eusèbe : Zara, signifiant Orient (« c'est-à-dire l'Eglise »), était le premier, « avançant la main [comme …] Noé, Abel et Enoch, lesquels furent les premiers qui se préoccupèrent spécialement de plaire à Dieu » mais il céda miraculeusement le pas à son frère. Pharès, signifiant séparation ou partition et personnifiant la Loi « qui, sans effacer les péchés, […] les rendait manifestes », naquit le premier, de sorte que le second fut le premier et le premier le dernier. Cependant, comme les hommes continuaient de pécher en dépit de la loi, « le Maître commun descendit ici-bas pour octroyer aux hommes cette spirituelle et parfaite constitution, dont Zara avait été la figure. Voilà pourquoi l'Evangéliste lui-même fait mention de Thamar et de ses enfants, en disant: Et Juda eut Pharès et Zara de Thamar ».

#### Genèse 38 dans la patristique syriaque
Le 38e chapitre du Livre de la Genèse a été commenté par Éphrem de Nisibe dans la trente-quatrième section de son poushāqā en prose puis inséré dans ses hymnes didactiques versifiés (madrāshè). Tributaire d’Eusèbe d’Émèse, lui-même disciple d’Eusèbe de Césarée et Patrophile de Scythopolis (en), Éphrem tente de poursuivre leur œuvre mais il ne comprend cependant pas le grec, et les interprétations qu’il produit démontrent des différences avec la patristique grecque, comblées par des enseignements originaux qui exhibent une familiarité manifeste avec les traditions juives de ses voisins.
 

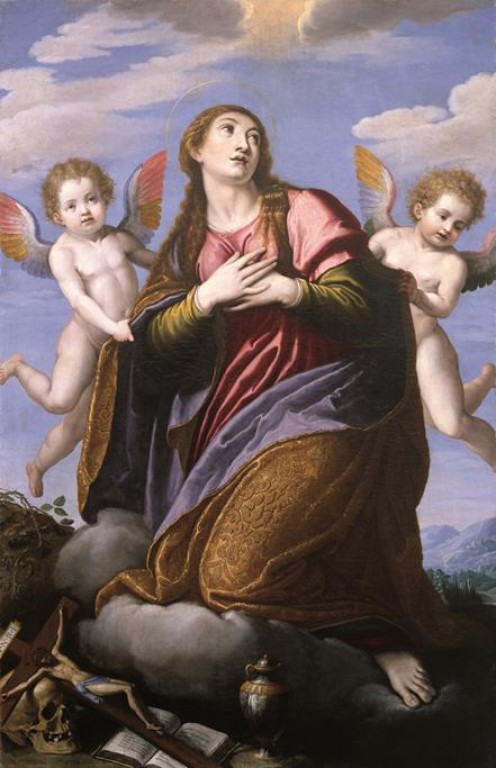
V. Marucelli, Sainte Marie Madeleine en extaseDans le poushāqā d’Ephrem, Tamar se présente à son beau-père parée de ses atours rabbiniques qui ne servent cependant plus à dorer le blason de Juda, relégué à l’arrière-plan, mais à établir l’Église syriaque dans une communauté qu’il juge encore trop soumise aux influences juives et gnostiques.

Cette dualité apparaît lorsque le diacre de Nisibe qui commence son commentaire sur les fils de Juda, en paraphrasant le texte dans un style typique de l’école théologique d’Antioche, remplace le silence biblique sur le monde intérieur de Tamar par un long monologue après que Chêla a grandi mais que Juda n’a pas fait revenir sa bru de la maison de son père où il l’avait envoyée : « Comment puis-je faire connaître aux Hébreux que ce n’est pas le mariage que je désire mais la bénédiction cachée en eux que je désire? Je pourrais montrer avec Chêla que je suis capable mais ma foi ne pourra pas triompher par Chêla ; je montrerai donc avec Juda, et par le trésor que je reçois de lui, j’enrichirai ma pauvreté, et (sic) par le veuvage que je garde, je ferai connaître que ce n’est pas le mariage pour lequel je languis. » Ces interpolations qui changent la lecture de l’histoire, sont sans équivalent dans le monde chrétien car elles sont juives — Éphrem n’en cite pas la provenance, n’indique pas le point du texte qui les a suscitées chez les sages d’Israël ni ne les reproduit verbatim mais c’est bien parce que la Tamar des rabbins se sait enceinte de rois et de prophètes, que celle du diacre de Nisibe devine « la bénédiction cachée dans les Hébreux » dans les reins de Juda. Cependant, la Tamar d’Ephrem est une exaltée qui ne cherche pas à procréer mais à faire triompher sa foi. Elle affirme par deux fois qu’elle ne cherche pas le mariage mais le « veuvage perpétuel », c’est-à-dire la vie dans l’abstinence après avoir été consacrée à son époux par leurs rapports. 

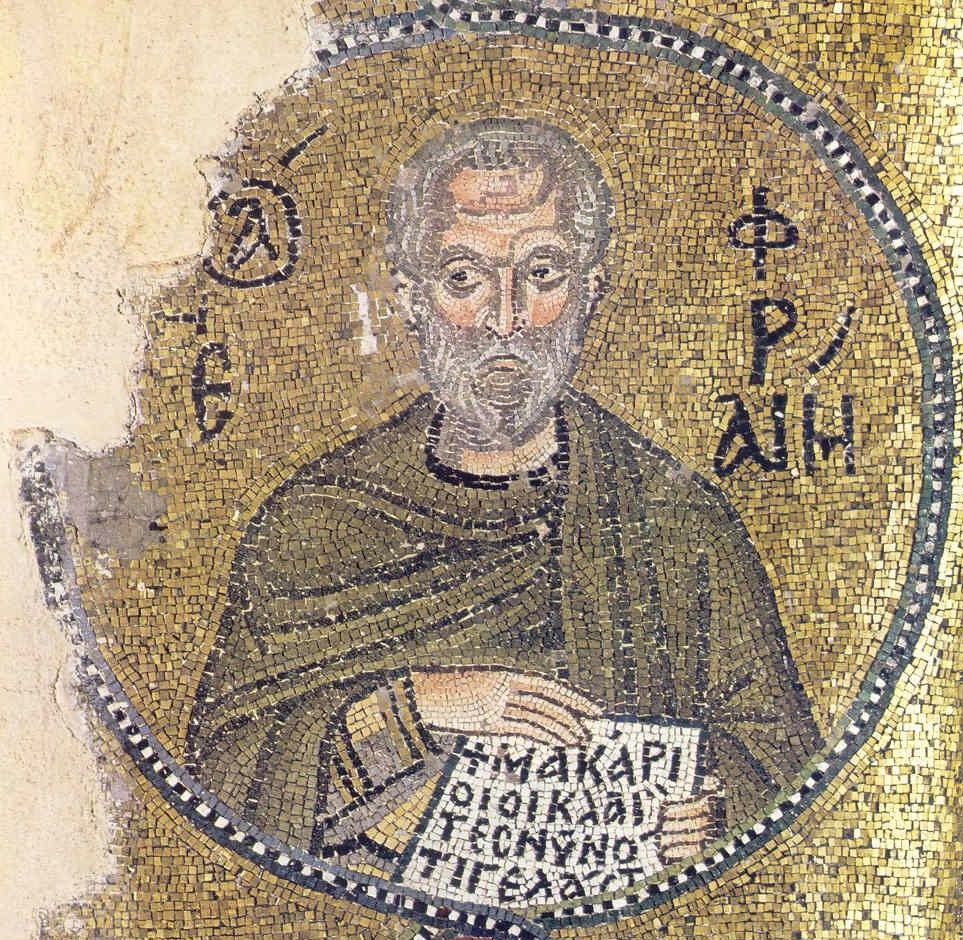
Éphrem le Syriaque, mosaïque de Nea MoniDans ses hymnes, Éphrem proclame la doxa de Nicée en reprenant la forme du madrāshā qu’affectionnent bardesanites et manichéens pour railler la transsubstantiation, et s’attaque à ceux qui nient la consubstantialité de Dieu-père-et-fils ainsi qu’aux Juifs, en détournant leurs traditions au compte du christianisme.

Il élabore encore sur les pensées de Tamar à la croisée des chemins afin de justifier ses actions en rappelant une nouvelle fois que « tu sais que c’est de ce qui est caché dans les Hébreux que je suis assoiffée, » excuser sa dissimulation par la crainte que Juda la tue par vengeance pour ses deux fils, et inventer un signe reproduisant le vœu du serviteur d’Abraham (Gn 24:12) où elle demande à Dieu de faire dire à Juda ce qu’il dira afin de savoir « qu’il t’est acceptable que le trésor qui est caché chez les circoncis, puisse être transmis même par le biais d’une fille d’incirconcis », ; sa supplique a pour effet de détourner Juda de sa voie pour se rendre, contre ses habitudes, vers l’apparente prostituée qui, effrayée, se tient voilée devant lui mais lorsqu’il lui dit ce qu’elle avait escompté, elle se dévoile sans crainte et demande même rémunération au propriétaire du trésor. Après avoir dépouillé l’homme de son bâton, anneau et cordon et pris ces trois témoins pour qu’ils servent de preuve auprès des tiers, elle a des rapports avec lui et retourne vers son père. Après trois mois, l’on rapporte à Juda que Tamar s’est prostituée et en a conçu. Après qu’il l’a convoquée et constaté qu’elle n’a rien à dire pour sa défense, Juda ordonne qu’elle soit brûlée. Lorsque les gens de Hébron s’assemblent pour la voir brûler, elle produit ses témoins et fait savoir à son beau-père par l’intermédiaire de parents qu’elle est enceinte de l’homme auquel ils appartiennent. Voyant ses gages, Juda est ébahi par la foi de cette femme et, alors qu’il tend la main pour les prendre, repense au temps où il les lui a donnés. « Il dit alors: “elle est plus innocente que moi […], elle est innocente de cette méchante suspicion que j’entretenais à son égard [et à cause de laquelle] j’avais éloigné mon fils Chêla d’elle.” Elle qui avait été grugée du mariage, avait été justifiée dans sa fornication et lui qui l’avait renvoyée à cause de ses deux premiers fils, la ramena à cause de ses deux premiers fils. » Juda « n’ajouta plus de la connaître » car il ne pouvait pas la prendre pour épouse « puisqu’elle était la femme de ses deux premiers fils » mais il ne pouvait néanmoins prendre d’autre femme « parce qu’elle était la mère de ses deux derniers fils » » — c’est par une proposition de ce genre, qui n’a pas d’équivalent dans le droit romain ni dans la loi juive, mais qui se trouve dans la lignée de Marc 10:6-9 où Jésus enseigne que l’union des corps crée un lien marital (qui rend le divorce interdit), qu’Ephrem asseoit l’identité propre de son Église.
Ayant ainsi campé le personnage, la « Harpe de l’Esprit » la fait intervenir en divers madrāshè sur la Nativité, la Virginité ou l’Église, dont la christologie est manifeste : c’est pour Jésus que Tamar et d’autres femmes honorables se sont hâtées auprès d’hommes, et se sont faites méprisables (Nat 9:6-7), c’est par et pour lui que Tamar s’est rabaissée à jouer la prostituée aux carrefours (Virg 22:19f), voilant sa sainteté pour apparaître aux yeux du monde comme la pire des sybarites, et cette contradiction est peu de choses devant celle du dieu fait homme. En assumant la disgrâce de son rôle, Tamar a non seulement racheté sa famille de la disgrâce mais elle a contribué à la rédemption de l’ensemble de la famille humaine ; Éphrem égratigne au passage les opposants au symbole de Nicée et en particulier les Juifs, enseignant à l’encontre des rabbins que la destinée messianique ne s’est pas mise en branle lorsque Juda a, accomplissant ce que contenait son nom, reconnu sa responsabilité en même temps que la main de Dieu au tribunal de Sem mais lorsqu’il prit pour son fils une femme dont le nom était Tamar car il faut lire Ta mar (syriaque : ܬܐ ܡܪܝ « Viens, mon seigneur, » le yod final étant muet). Il développe enfin le thème typiquement syriaque du parfum qui embaume Tamar alors que la femme de Potiphar ne peut s’imprégner de l’odeur du vêtement de Joseph (Nat 16:14) car le messie du christianisme qui n’avait été décrit jusque-là qu’en termes de lumière ou de verbe (et les hymnes choraux prolongeaient cette dimension auditive), devient connaissable dans la poésie d’Éphrem par le goût et surtout par l’odeur (cf. Lv 1:9), associée à la vie ascétique.

#### Genèse 38 chez les premiers pères d’Afrique
Le 38e chapitre du Livre de la Genèse fait l’objet de réactions diverses : Tertullien décrie son immoralité comme son contemporain d’Origène mais il en retient surtout la parure par laquelle Thamar a fasciné Juda puisqu’il ne put reconnaître sa bru qui se tenait devant lui, et il en fait le type même de l’artifice féminin trompeur dont il veut prémunir son lectorat évangélisé. L’admission de Juda n’excuse pas Thamar, d’autant plus que la Bible cautionne d’autres atteintes à la morale comme le mariage d’Osée avec une prostituée, le remariage d’Abraham ou la polygamie. Il est suivi par Cyprien de Carthage mais non Zénon de Maurétanie qui donne un sermon à Vérone où l’histoire de Juda et Thamar est relue à la manière de Justin de Naplouse pour clamer le triomphe de l’Église sur le paganisme, les hérésies et les Juifs: 

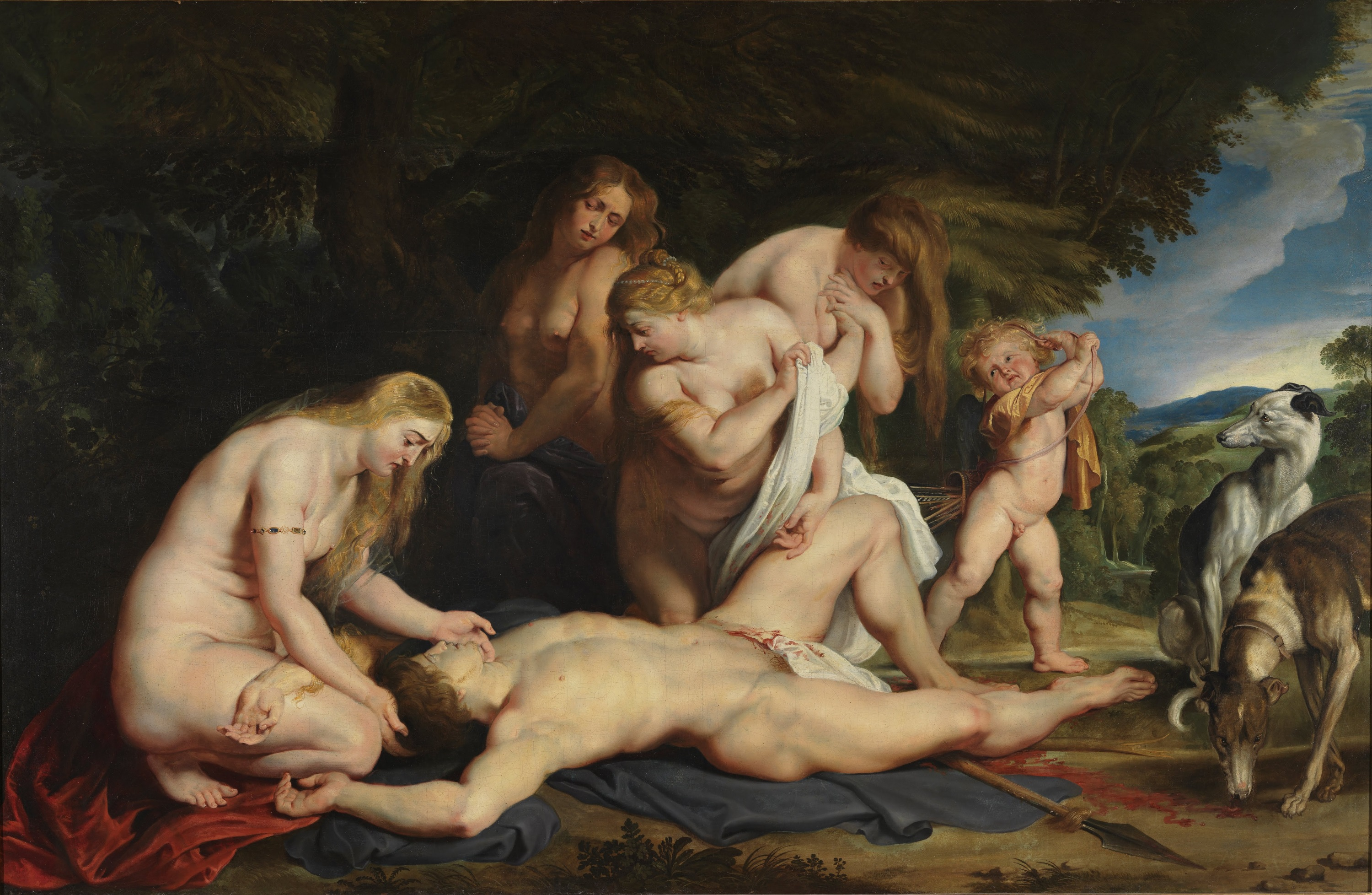
P.P. Rubens, La Mort d'Adonis Zénon de Vérone dissocie, comme Philon, la mort de Her de son contexte, et il répond à la difficulté théologique par une image mythologique qui a dû paraître plus familière à ses catéchumènes que leurs nouvelles croyances, en même temps qu’il les exhortait à renoncer aux anciennes.

 Juda, semblance de Dieu ou Jésus, a trois fils qui représentent trois peuples dans l’histoire de l’humanité : Her qui représente les gens du « premier peuple » de Gn 6:2, demi-dieux portés à l’auto-déification et l’immoralité qui, s’élevant contre Dieu, s’excluent de l’humanité raisonnable et se condamnent à la damnation éternelle; Onam qui personnifie le « deuxième peuple », les Juifs qui ont refusé de suivre Jésus, choisissant de déverser la semence du cœur — or « la semence du cœur, c’est la parole de Dieu » (d’après Luc 8:11) — et de vénérer une divinité qui lui était confortable, et c’est pourquoi ce peuple connaîtra, assure l’évêque de Vérone, le sort du second fils de Juda; Séla, qui figure le peuple des Gentils mais comme il renaît avec la venue du Christ, il est trop jeune pour être l’époux de l’Église, symbolisée par Thamar, et ne peut qu’être son fils. 

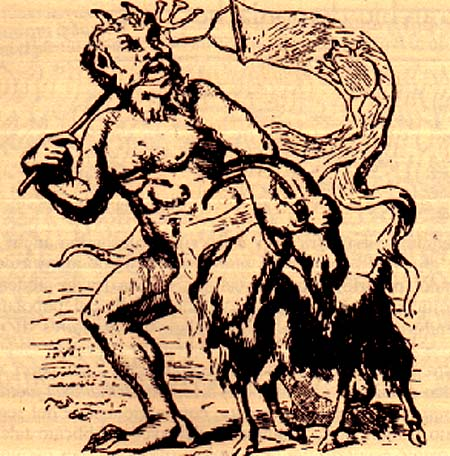
Collin de Plancy, AzazelDans le Tractatus de Iuda, le chevreau promis ne fait qu’un avec le bouc envoyé à Satan lors du jour des propitiations, entraînant avec lui qui le saisit pour le précipiter en enfer en ce monde comme dans l’au-delà

 À la mort de la fille de Sué, assimilée à la Synagogue, Juda, conforté par la promesse de la venue du Christ, va chercher le bien et le fruit de ses œuvres. Thamar, lasse de demeurer au sein des temples païens, retire ses habits de veuvage, « coutumes sordides d’une religion sordide », et revêt un « habit d’été », attrayant comme la vie sans soucis de ceux qui la mènent dans l’Église, pour se hâter à la rencontre de Juda/Jésus. Il ne la reconnaît pas car les prophéties étaient destinées aux Juifs or elle était païenne mais il la considère prostituée car elle les sert, et lui offre de venir à elle car il y eut plus de païens que de Juifs pour croire à la bonne nouvelle, et c’est pourquoi « le Seigneur a dit (Matt 21:31): "en vérité je vous dis, que les péagers et les femmes de mauvaise vie vous devancent au Royaume de Dieu" ». Elle se garde d’accepter le chevreau, salaire du péché d’adultère qui la mènerait directement en enfer mais reçoit les gages, le collier, loi de Dieu-le-Père qui devrait enserrer non seulement le cou mais aussi le cœur des fidèles, le bâton, de bois comme la croix par laquelle Dieu-le-fils a initié la rédemption, et l’anneau à sceau, image du messie gravée dans l’esprit des fidèles par le Saint-Esprit — les trois gages attestent donc de la trinité, à l’encontre de l’arianisme. L’Église s’unit à ses fidèles puis remet ses habits de veuve, non pour revenir à son idolâtrie première mais parce qu’elle prend le deuil de ce qu’elle était avant sa rencontre avec Jésus. Cependant, le berger envoyé par Juda est incapable de la trouver car elle n’est plus une prostituée après qu’elle a été renouvelée par l’eau du baptême et le Saint-Esprit. Trois mois plus tard, l’Église est accusée de s’être prostituée, incriminée d’adultère par les anciens de la loi juive après qu’elle a supprimé le sabbat et rejeté leurs traditions mais elle triomphe sur la Synagogue, et les nouveaux paroissiens sur le diable et les flammes du jugement dernier en se convertissant ; c’est à ce point du récit que s’achève le sermon.

#### Genèse 38 chez les docteurs latins de l’Église

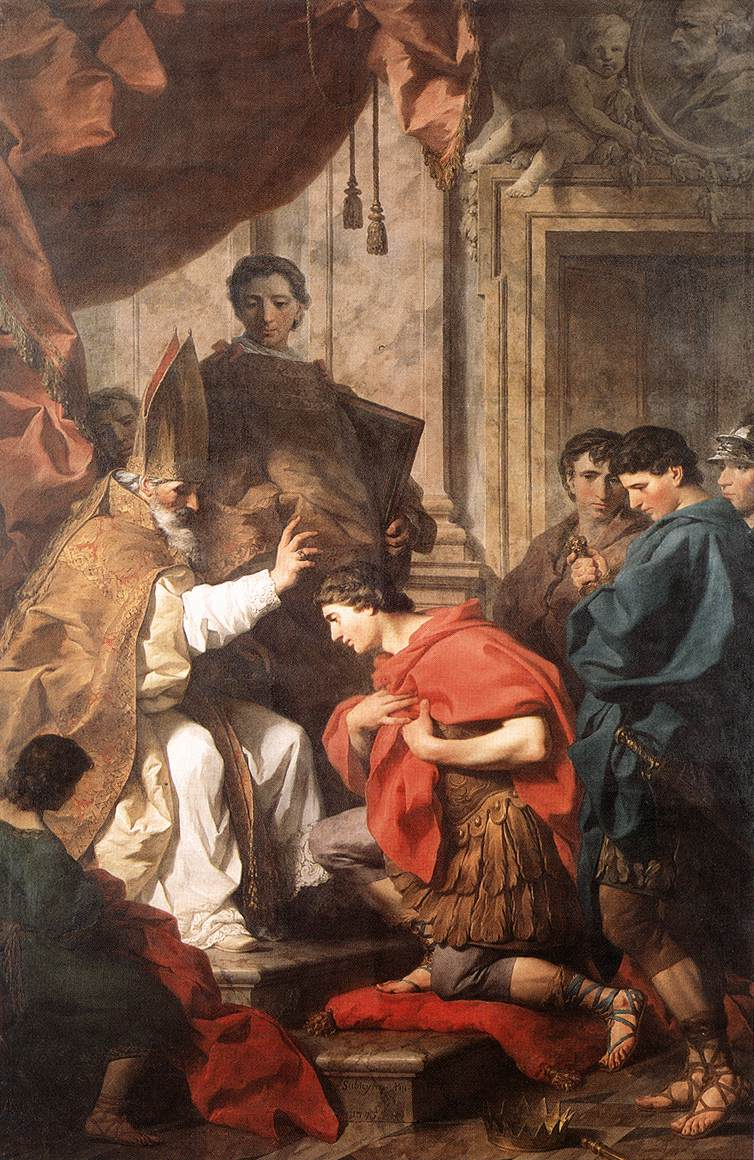
St Ambroise Absolvant ThéodoseSoumettant l’interprétation d’Eusèbe au sens mystique, Ambroise fait de l’anneau, le bijou et le bâton […] le sceau des actes, l'ornement de la poitrine, l'insigne de la liberté royale, et cite l’admission de Juda comme l’un des plus beaux exemples de repentir, estimant qu’en s’accusant plus qu’il n’accusait Thamar, Juda s’est soustrait au châtiment qu’il aurait autrement mérité.

Le 38e chapitre du Livre de la Genèse apparaît, chez Ambroise de Milan, dans son commentaire sur Luc selon les sens historique, moral et mystique, s’étonne comme Origène du choix de Matthieu d’insérer dans la généalogie christique des femmes décriées plutôt que Sarah, Rébecca ou Rachel mais il rejoint rapidement Eusèbe, et Thamar comme Juda doivent être excusés pour « le mystère que traduisit cette union », les jumeaux qui sont deux écoles de sainteté où la grâce et la foi de Zara ont préséance sur la loi et la lettre de Pharès. Zara figure non seulement les chrétiens mais le Christ, dont le retrait permet la venue de Pharès mais celui-ci a brisé l’harmonie préexistante comme les Pharisiens qui se sont séparés de la multitude en n’étant pas capables d’imiter pas la vie de leurs ancêtres, et Jésus s’est incarné pour permettre aux Juifs de retrouver le salut qu’ils ont perdu en rompant la clôture (Eph 2:14), c’est-à-dire en rétablissant la concorde primordiale de la foi et en abolissant les différences entre corps et âme, extérieur et intérieur, Juif et Grec, offrant en un mot le salut pour tous. Ailleurs, la naissance est rapprochée de celle d’Isaac et Ismaël, dont Gal 4:21-31 a fait l’allégorie des deux Testaments: le premier, Pharès, représente la souffrance et la mort du Christ, tandis que Zara figure l’Évangile qui a détruit la clôture érigée par les anciens et dont la main retirée signifie la primauté bien qu’il soit né plus tard. Ambroise affirme, à l’encontre de la lettre et d’Eusèbe que « le Seigneur Jésus fut, dans sa chair, de la tribu et descendance de ce Zara, ayant été engendré non seulement d'une femme mais sous la Loi (Gal 4:4), afin de racheter ceux qui étaient sous la Loi au prix de son sang ».

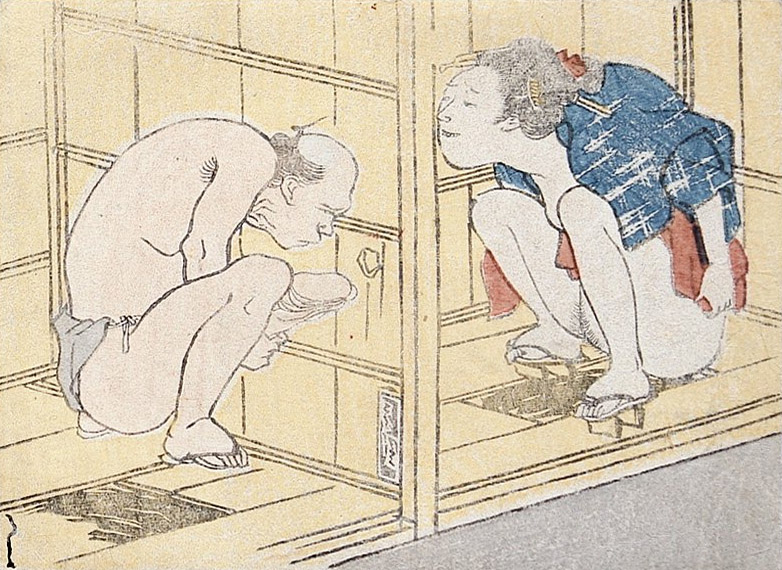
Kawanabe Kyosai, Voyeur dans une latrine publiquePar sa traduction de Gn 38:9, Jérôme a durablement associé la « chose détestable » à Onan.

Jérôme de Stridon, l’un des premiers hébraïstes chrétiens sans ascendance juive — il tient son savoir de Juifs christianisés ou non —, impose  cependant l’opinion d’Origène dans l’Occident chrétien. Actualisant l’onomasticon d’Eusèbe de Césarée et composant un lexique des noms hébreux où Juda signifie « reconnaissance » ou « louange », Hiram « leur citoyenneté », Sua « chantant » ou « parlant, » Her « l’éveillé, » Onam « notre chagrin, » Chasbi « mensonge » et Thamar « palmier » ou « amertume, » en rapprochant la racine t-m-r du vocable hébraïque tamrour, il produit surtout la Vulgate qui remplace la Vetus latina pour les chrétiens latinophones, ajustant le texte hébraïque aux mœurs de Rome et de son temps, associant durablement la mort d’Onam à la masturbation et rapportant l’échange préliminaire entre Juda et Thamar dans un langage cru voire vulgaire car la traduction reflète l’ambivalence de la chrétienté, signalant le caractère exceptionnel de la fécondation au terme d’un rapport unique en reflétant l’étonnement de la tradition juive à ce sujet mais blâmant Thamar, l’une des femmes pécheresses par laquelle l’évangéliste matthéen a voulu enseigner que « celui qui était venu pour les pécheurs veut nous apprendre qu'il venait effacer les péchés de tous les hommes », en la gratifiant d’une série d’épithètes aussi variés qu’injurieux, et en relativisant l’aveu de Juda. Il exprime aussi sa sainte horreur du corps féminin, particulièrement en période de gestation mais ne peut faire impasse sur une naissance si importante pour la théologie de substitution, et Zara « est sorti premier » (et non “en premier” comme dans le texte hébreu) tandis que Pharès n’est plus « son frère » mais « l’autre ». Il ajoute dans sa missive à Geruchia qu’à l’accouchement de Thamar, un mur de division sépara deux peuples, et la main à laquelle le coccinum était lié accusait déjà les Juifs de la souffrance du Christ.

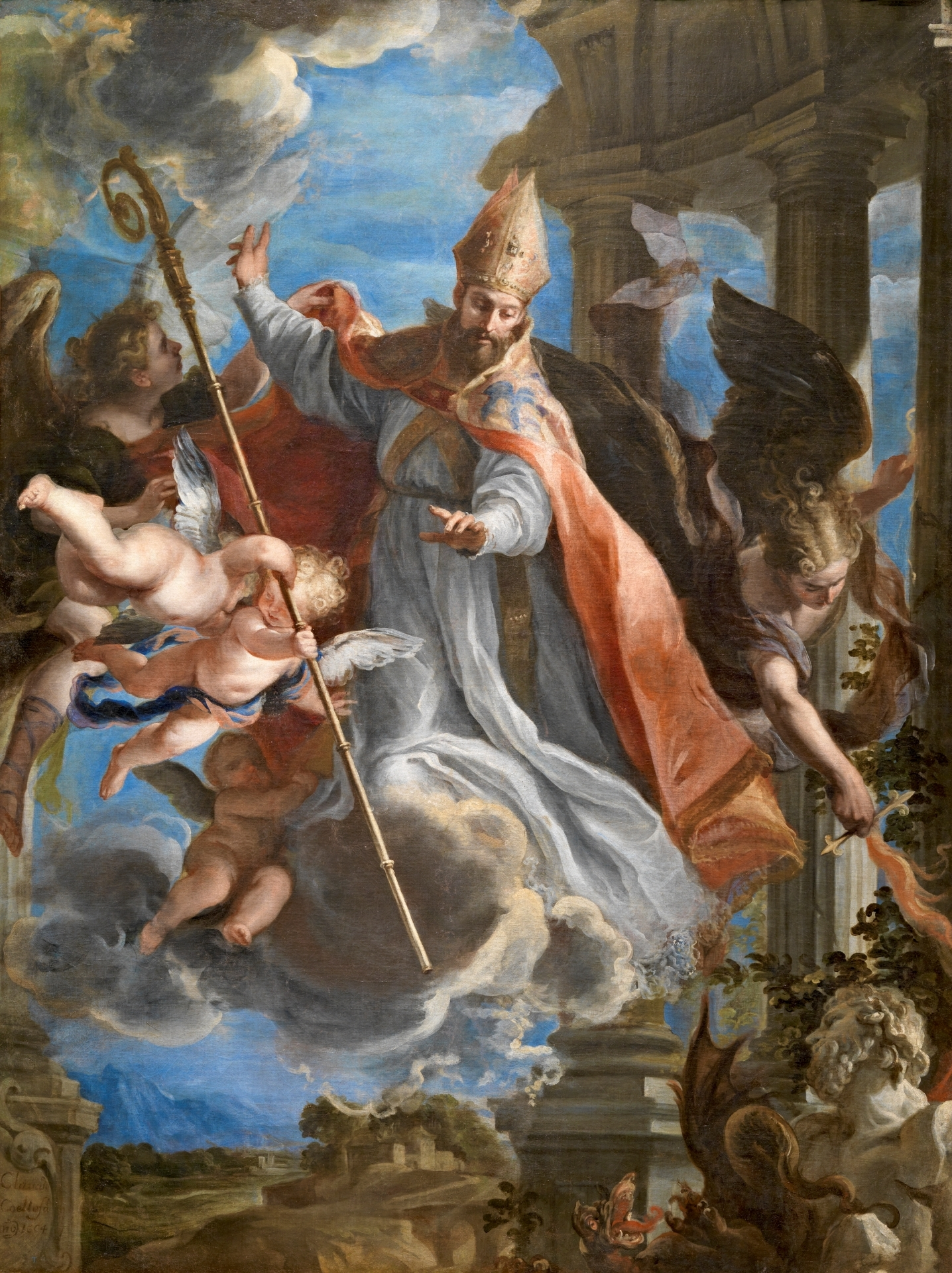
C. Coello, El triunfo de San Agustín Entre christologie, sotériologie et éthique naturelle, Augustin d’Hippone qui semble le premier à avoir soulevé la disparité entre les diverses naissances, morts et unions relatées en Gn 38, et le cadre temporel de vingt-deux ans au sein desquelles elles sont censées s’être tenues, concluant que l’histoire s’est nécessairement produite avant la vente de Joseph établit le distinguo entre lectures allégoriques de Gn 38, où il est permis d’interpréter le récit favorablement, et littérale où le modèle origénien doit prévaloir sous peine de bouleverser les bases éthiques de la société.

Dans sa réfutation de Fauste, Augustin d’Hippone prolonge la veine allégorique d’Origène, faisant de Her un tanneur qui a traité les peaux faites par Dieu pour Adam et Ève après leur expulsion du paradis, et poursuit l’étymon hyéronimien d’Onam, qui cause « notre chagrin » en ne faisant rien de bon et répandant son bien sur la terre ; sur un plan typologique, les frères précocement morts figurent les rois de Juda qui firent le mal aux yeux de Dieu et furent déposés pour avoir été impropres au gouvernement (ailleurs, il retire de la mort d’Onam une condamnation des rapports sans volonté de procréer, illicites et immoraux, même dans le cadre du mariage). Séla, dont le nom signifie « rejet, » représente les Hérodiens qui ne pouvaient s’unir à la tribu de Juda, figurée par Thamar, car ils n’étaient pas d’Israël, et le peuple de Juda continuait à attendre le roi qui viendrait de David, ce qui se produisit lorsque Juda monta à Thamna vers les tondeurs de ses moutons, « les brebis perdues de la maison d'Israël » (Matt 10:6 & 15:24). 

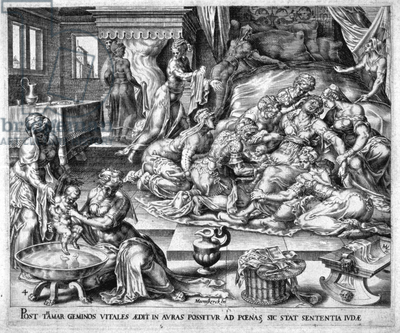
Hermann Muller, L’accouchement de Tamar Item aux Juifs … Lisez l’histoire des jumeaux de Thamar … Apprenez donc par là que les cadets sont aimés du Christ) — Commodien, Instructiones : contrairement à Juda qui n’est plus l’ancêtre du messie mais des Juifs qui s’obstinent à ne pas l’accepter ou Thamar qu’on peut, à la rigueur, excuser pour ses péchés, leurs enfants figurent soit le peuple nouveau soit la primauté de l’Évangile sur la Torah.

On ne peut tirer de l’absence de condamnation biblique de ce qu’il se passa que Thamar a bien agi ni du bien-fondé de ses motifs que sa faute était excusable par les circonstances car il faudrait accepter en ce cas la fornication à laquelle certains — mais non Juda — recourent pour des desseins tout aussi nobles, et l’on justifierait les plus grands crimes et sacrilèges. Le haut rang de Juda parmi les douze fils de Jacob et la bénédiction qu’il a reçue de son père ne prouvent rien, puisqu’on a vu Judas compté parmi les douze apôtres, et la bénédiction visait en vérité le messie relevant de David, apparu lorsque le sceptre quitta les mains de Juda pour celles des Hérodiens. Néanmoins, l’union de Thamar à Juda n’est pas non plus celle d’une tentatrice criminelle avec un être lubrique, et Fauste de Milève ne rejette pas l’immoralité des ancêtres du bon Dieu mais l’idée même qu’il ait pu s’immiscer dans la lignée d’individus si mauvais or la doctrine de l’incarnation enseigne précisément que le messie rédempteur voulut naître du bon et du mauvais pour ouvrir son église à tous. En outre, comme le prophète a rédigé la Bible sous la guidance du Saint-Esprit, le mauvais peut annoncer le bien, et bien que Juda n’eût pas plus l’intention d’amener la rédemption que Judas qui vendit Jésus, elle eut lieu. Thamar qui avait jusque-là figuré l’amertume du vin mêlé de fiel (Matt 27:34), change de caractère en changeant de vêtements (« Thamar » est lu selon la racine hébraïque h-m-r, « changement »), et l’amertume est désormais celle des larmes de Pierre après qu’il eut renié Jésus par trois fois (Matt 26:75). La rencontre entre l’amertume et la confession, typifiée par Juda, suscite la véritable repentance, qui serait prêchée avec le pardon des péchés au nom du Christ « à toutes les nations, à commencer par Jérusalem » (Luc 24:46-47). L’Église court telle une biche vers les sources d’Ænam à la rencontre de l’engeance d’Abraham, se faisant féconder par un homme qui ne la connaît pas, et « un peuple que je ne connaissais pas m’est asservi » (Ps 18:43). Après que Thamar « a reçu en secret l’anneau, le collier et le bâton, elle est marquée de la vocation, ornée de la justification, exaltée par la glorification car "ceux qu’il a prédestinés, il les a appelés, ceux qu’il a appelés, il les a aussi justifiés et ceux qu’il a justifiés, il les a aussi glorifiés" (Rom 8:30), » et lorsque Juda dépêche son berger qui vient témoigner avec son chevreau, symbolisant l’apôtre Jean qui harangue la génération pour ses fautes (Matt 3:7), cela ne concerne plus Thamar, changée par l’amertume de la confession; l’Église étale les gages, l’emportant sur les Juifs qui se voulaient seule engeance d’Abraham, et ils ne peuvent plus que constater la plus grande justification des chrétiens (et, peut-être, se convertir à la nouvelle foi).

## Exégèses du Haut Moyen Âge

Schéma des principales divergences christologiques au cinquième siècle.

Le règne de Justinien, dernier empereur à tenter de restaurer l’empire romain sur toutes ses anciennes possessions, s’accompagne d’importants bouleversements dans l’histoire d’Europe et d’Orient : sur le plan religieux, il se veut le champion du christianisme orthodoxe, défini par les conciles d’Éphèse et de Chalcédoine qui ont été convoqués pour clarifier les ambiguïtés du symbole de Nicée-Constantinople sur la ou les natures du messie chrétien. Or, loin d’unifier les esprits, ces conciles ont mis fin de facto à l’ère patristique, récusant le nestorianisme, dont les adeptes se sont excentrés vers la Perse, puis le monophysisme qui s’épanouit en Arménie, en Égypte et en Syrie, où Jacques de Saroug compose un mimra sur Gn 38 dans la lignée d’Ephrem de Nisibe, intitulé Tamar et le Mystère de l’Église. C’est en accusant les artistes de professer l’une ou l’autre de ces hérésies, que les chrétiens de la communauté byzantine feront la chasse aux icônes qui représentent les ancêtres de l’homme Jésus, dont la mosaïque de Juda et Tamar de la basilique Saint-Laurent de Milan et, probablement, une autre à la basilique Sainte-Marie-Majeure de Rome, construites à une époque où la multiplicité d’interprétations quant au sens correct du message biblique, avait déjà mené Procope de Gaza et d’autres rhéteurs chrétiens à les compiler en chaînes bibliques.
Justinien laisse également sa marque sur les Juifs et le judaïsme byzantins : bien que mieux traités que les chrétiens hétérodoxes, ils n’en sont pas moins discrédités comme membres d’une « secte » suspecte, et Justinien promulgue la novelle 146 qui prescrit la lecture synagogale de la Bible en grec et proscrit le recours à la deuterosis, c’est-à-dire la tradition orale juive — cette mesure favorise assurément la diffusion du christianisme car les Juifs qui prenaient pour base la Septante, étaient pratiquement désarmés face aux prédicateurs chrétiens ; elle freine dans le même temps l’usage de l’hébreu, adopté par nationalisme face aux Romées, dont les Juifs ont par ailleurs tenté de contenir voire contrarier l’expansion, de Naples à Babylone. Elle a eu pour principales conséquences de stimuler la production de nouvelles traductions par ceux des Juifs qui pratiquaient la Bible en grec — elles se retrouvent notamment dans les scholies du Codex Ambrosianus — et la reformulation des Midrashim par la poïetika hébraïque des Juifs demeurés sur la terre ancestrale — on compte d’abord des pièces pour accompagner les offices de prière mais les thèmes de l’histoire de Juda et Tamar sont ensuite exploités dans des prières pénitentielles ou des chants de mariage — tandis que les Juifs migrant vers l’Orient ou l’Italie afin d’échapper au zèle convertisseur des Byzantins, emportent avec eux leurs homélies midrashiques et donnent naissance au corpus Tanhouma-Yelamdenou ; la conscience de l’exil pourrait avoir influencé les attentes eschatologiques de leurs auteurs, et toutes les versions du corpus s’accordent pour inverser les rapports de valeur entre Joseph et Juda, et juger le protagoniste de l’histoire de Juda et Tamar plus sévèrement qu’aux époques précédentes.
Les intempéries, épidémies et avanies (en) du sixième siècle — qui marquent le déclin de la culture classique en Occident, et le début du Moyen Âge, où Isidore de Séville et Bède assoient les enseignements des pères —, donnent en effet lieu à une intense activité messianique en Orient : les chrétiens y voient les signes de la fin des temps annoncée par Hippolyte de Rome et Jules l’Africain, prélude à l’apocalypse et au retour du Christ, tandis que les Juifs spéculent sur la venue d’un messie issu du Joseph qui mourra en terrassant l’Adversaire chrétien, après quoi le messie issu de David consacrera le retour de Dieu dans son temple à Jérusalem. L’affaiblissement des grands empires, byzantins comme sassanides, facilite les conquêtes des nomades arabes fédérés sous l’islam. L’histoire de Juda et Tamar ne semble pas avoir occupé les docteurs de la nouvelle foi — Juda y est hissé au rang de prophète, et est par conséquent impeccable — mais la conquête n’en chamboule pas mois l’histoire de son interprétation : l’établissement des Abbassides à Bagdad favorise le devenir des communautés juives de Babylone, où le Talmud vient d’être achevé, et ses scholarques militent pour l’imposer à tout Israël. Le soin porté par les Arabes à leur langue entraîne par ailleurs l’apparition de la philologie hébraïque, précédée de peu par la mise au propre des différentes traditions de la massore, c’est-à-dire la transmission du texte biblique hébraïque. De surcroît, l’apparition de factions au sein de l’islam qui se divisent sur le rapport à la loi orale, et les débats philosophico-théologiques, encourage des Juifs à n’accepter comme autoritaire que le « texte donné à lire » (Miqra, d’où leur nom de qaraïtes) et non ses commentaires par les rabbins, surtout s’ils sont perçus comme contraires au sens littéral, à la grammaire ou à la raison. C’est en réponse aux défis posés par ces derniers et par l’assimilation dans la culture arabe, ainsi qu’au mépris professé par les musulmans envers les Juifs qui seraient incapables de comprendre leur propre texte, que Saadia Gaon compose le Tafsir (« explication »), une traduction assistée et par conséquent interprétative de la Bible en judéo-arabe. Ancrée dans son environnement, elle suit généralement le sens simple des versets mais se conforme au style littéraire arabe et fait usage de termes musulmans.

### Genèse 38 dans l’art byzantin

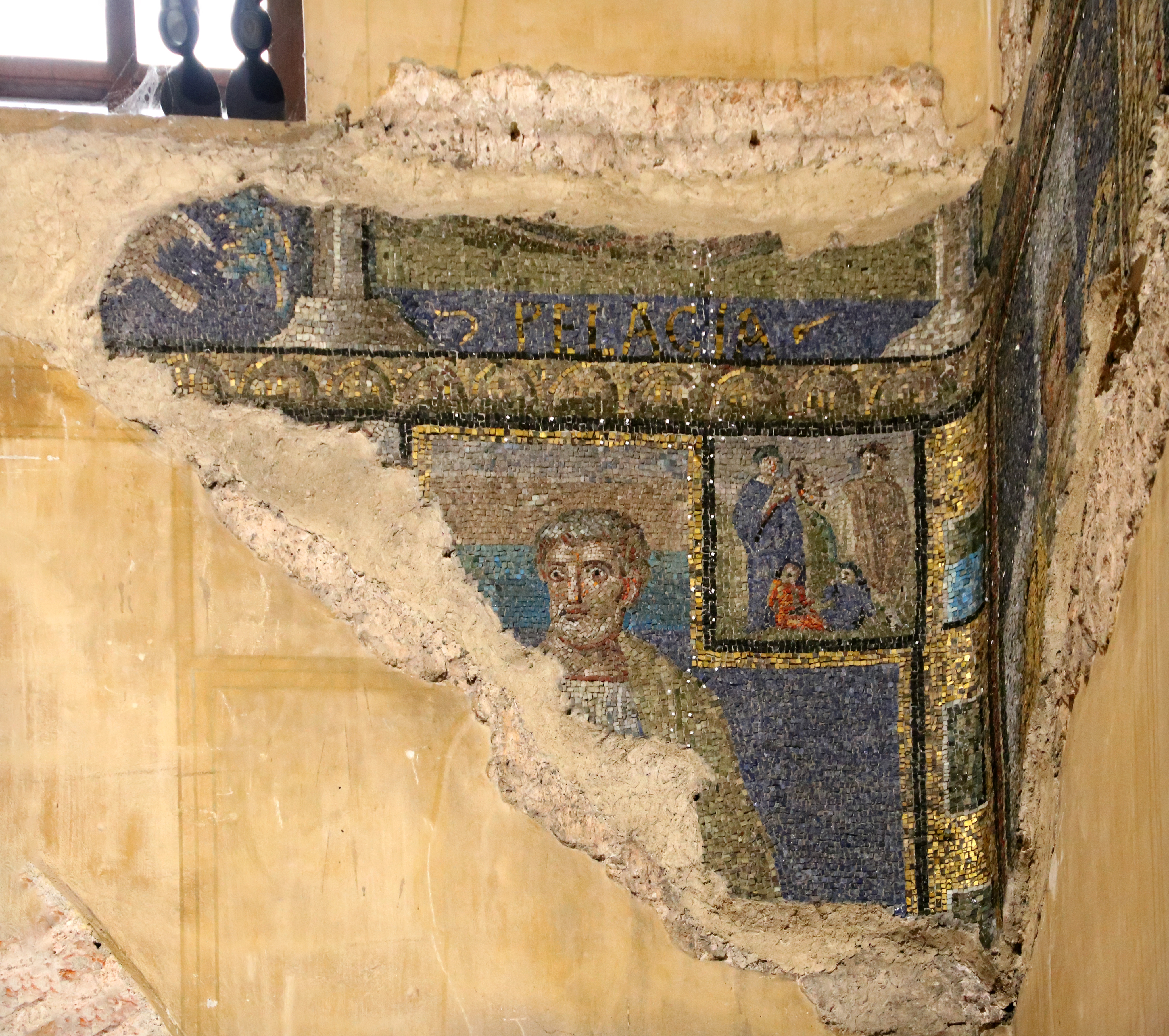
Juda, Thamar et leurs jumeaux Cette mosaïque qui se trouve dans l’atrium de la chapelle Saint Aquilin attenant à la basilique Saint-Laurent de Milan, est probablement l’une des premières représentations graphiques de l’histoire de Juda et Tamar (Ve siècle)

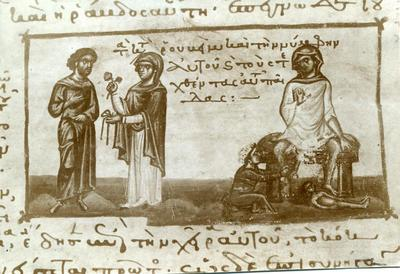
Deux épisodes de Genèse 38 dans un octateuque (XIIe siècle) Les miniaturistes chrétiens de Byzance, dont les images veulent prouver le triomphe du christianisme, se représentent Thamar comme une figure chaste et morale, contrairement aux artistes d’Occident qui mettent en avant son érotisme et sa promiscuité.

L’image joue un rôle majeur dans l’art byzantin qui reprend les canons de l’art grec antique, et l’on trouve des mosaïques à travers les empires romain puis byzantin dans les lieux communautaires juifs comme chrétiens. 
Cependant, hormis de possibles représentations imagées de lions et de palmiers, les figures de Juda et Tamar sont absentes de l’art synagogal et la mise en image de leur histoire semble être le fait des seuls chrétiens jusqu’à l’ère moderne : une femme voilée tendant un bâton à un homme, figure dans les fioritures du cubicule A des catacombes sur la via Latina (bien que l’image soit trop dégradée pour permettre une identification sans équivoque), une mosaïque dans l’atrium de la chapelle Saint Aquilin attenant à la basilique Saint-Laurent de Milan, figure Juda et un encart le montre aux côtés de Tamar et leurs jumeaux (la mosaïque complète devait vraisemblablement figurer d’autres personnages vétérotestamentaires, remplissant un rôle similaire aux mosaïques sixtines dans la nef de la basilique Sainte-Marie-Majeure de Rome). Neuf miniatures dépeignent en outre leur histoire dans la Genèse de Cotton, et des Bibles illustrées plus tardives comme la Bible d’Amiens ou la Genèse d’Egerton.
Les mosaïques monumentales datent vraisemblablement de la période entre les conciles d’Éphèse et de Chalcédoine.
Visant à établir le triomphe du christianisme sur le judaïsme, les miniatures des Octateuques exploitent le motif de la naissance gémellaire car Zara qui représente l’Église aura, comme Jacob, préséance sur Pharès qui figure, avec Esaü, la Synagogue ; le lecteur byzantin aura en outre les interprétations christologiques d’Origène et d’Eusèbe, voire d’Ephrem à l’esprit.

### Genèse 38 dans les chaînes grecques
Directeur d’une académie rhétorique, Procope de Gaza signe l’une des plus anciennes exegetikaï eklogaï (« compilations exégétiques ») sur le Livre de la Genèse : constatant la prolifération de commentaires, il en rédige une compilation à partir des enseignements de divers auteurs — dont beaucoup ne sont connus que par son commentaire, assemblant des opinions parfois contradictoires et s’appliquant alors à les concilier. Il délaisse cependant la collation pure d’extraits complets pour la paraphrase, abrégeant ses sources et les remaniant pour présenter un commentaire continu qui s’écarte parfois de l’ordre des versets.

### Tamar et Juda dans l’hymnodie versifiée de Jacques de Saroug
Considéré dans son Église comme le digne successeur d’Ephrem de Nisibe et exerçant comme lui son ministère aux confins de l’empire roméen, Jacques (Yaqoub) de Saroug a composé une longue série d’homélies versifiées à réciter plutôt qu’à chanter devant un public de moines ou de fidèles ; l’un de ces mimre, composé dans un vers à douze pieds que l’évêque de Batnan aurait inventé à l’âge de douze ans, est consacré au mystère de Tamar.

Informant son public du sujet dès l’incipit car il s’adresse au Seigneur en reprenant le jeu de mots ephrémien sur le nom de Tamar, Mor Yaqoub commence par louer longuement le créateur divin et humain du christianisme, le prie de lui donner l’inspiration pour composer son mimrā puis évoque sa promesse à Abraham et les extrémités auxquelles se sont prêtées les femmes depuis Rachel et Léa jusqu’à Ruth pour avoir le privilège de le faire venir au monde. Cependant, nulle n’est allée aussi loin que Tamar, « emplie de mystères » car elle est devenue de plein gré une prostituée au cœur libertin, s’asseyant sur le bord des routes pour piéger un homme, renonçant à sa noblesse et ses bonnes manières afin de faire venir son seigneur car elle avait compris qu’elle n’y parviendrait pas autrement. C’est avec discernement et amour des mystères que l’hymnographe enjoint son auditoire à écouter son histoire, sans faire de reproches car chaque mot placé par le Saint-Esprit dans les Écritures en est riche, et si « le scribe Moïse a placé l’histoire de Tamar dans son livre comme un bijou, de façon que sa beauté puisse briller parmi ses sections, » c’est qu’il devait y avoir un mystère — comment Moïse exalterait-il sinon une prostituée alors qu’il condamnait la prostitution, comment bénirait-il, ainsi que Jacob, un homme qu’ils qualifient d’intègre alors que Juda savait parfaitement qu’il se détournait vers une prostituée, quand bien même ignorât-il qu’elle était sa bru, comment Dieu soi-même permettrait donc que ce stratagème aboutisse s’il lui eût été haïssable ? C’est qu’elle était belle, la foi de Tamar en son seigneur, si bien qu’elle a rendu beaux des actes qui sont laids.
Ayant ainsi mis en garde son public contre la tentation de juger mal à propos, le poète relate l’histoire de la jeune bru qui entre dans la maison de Juda, radieuse de foi en la maison d’Abraham, prête à faire venir au monde le messie mais elle déchante une première fois lorsque son premier mari meurt après avoir semé sans la moindre récolte, puis lorsque son faquin de frère qui regimbe à la prendre et frustre ses attentes, est lui aussi mis à mort par Dieu. La famille de Juda traite alors cette bru qui a enterré ses deux premiers maris, comme un champ de ronces qui étouffe les graines — ils l’humilient et la condamnent à être un sol sauvage et inculte que personne n’ose approcher.
Guidée par la lumière des mystères qui brille en son âme et consciente que demeurer dans son attitude pudique ne lui apportera pas le mari qu’elle attend, elle décide de voler la sainte semence afin d’être confortée par elle, et de prendre Juda dans ses filets afin d’extraire le trésor qui enrichira le monde à même son écrin. Après avoir prié Dieu de faire réussir son entreprise, elle prépare ses pièges et retire sa chasteté et sa noblesse en même temps que ses habits de deuil pour s’asseoir sur la route, vêtue des apparats des filles de joie, scrutant des yeux la route pour apercevoir le marchand à piller. Le poète souligne tout le contraste entre la beauté du cœur, de l’âme et des yeux de Tamar qui les lève vers Dieu en prière et son apparence ignoble. 
Juda la voit et passe sans intention de s’attarder auprès de cette prostituée mais Dieu a décidé d’intervenir en faveur de la femme qui est si désireuse et digne de faire venir son fils au monde, et décide qu’il lui donnera deux enfants en échange de ces deux maris qu’il lui a fort justement pris. Dieu l’ayant ainsi décrété, le « jeune lion » ne peut que s’arrêter, intrigué par ce curieux mélange de licence et de chasteté car il prend le voile qui dissimule son identité pour une marque de pudeur. Le cœur de la femme s’emplit de joie lorsqu’elle arrache sa richesse au marchand, et elle lui demande son salaire insolemment, comme il sied à une prostituée, prenant son anneau, son bâton et un voile qui lui serviront lors d’un grand péril, tandis qu’il donne ce qu’il croit être de simples gages, inconscient d’avoir fourni des témoins pour s’accuser alors qu’il vient d’être dépouillé. Il s’en va alors, après que le champ a reçu la sainte semence tant attendue, et elle s’en retourne avec Dieu pour seul témoin, remettant sa tenue de deuil tandis qu’il façonne mystérieusement deux belles formes qui grandissent discrètement. Le fermier ignore avoir perdu sa graine et que celle-ci a pris dans le champ tandis que Tamar, qui a repris le deuil, chérit l’anneau, le bâton et le voile comme des enfants et héritiers. 
Cependant, la graine est devenue gerbe et ses voisins pourraient bien témoigner de sa moralité, de sa retenue, de son humilité, son ventre arrondi raconte une autre histoire. Les accusations se répandent contre la tribu, et la maison de Juda bruit de délations et suspicions tandis que redoublent les insinuations envers l’exclue, qui n’en a cure. Après avoir eu confirmation des faits, Juda ordonne « qu’on la prenne pour être brûlée, au vu de l’adultère qu’elle a méprisablement commis ». Il a, dit le poète, été mis au fait par la Providence du stratagème de sa bru et, ne pouvant accepter l’adultère, rend la sentence que rendra Moïse envers l’adultère alors que la Loi n’a pas encore été donnée. 
On se hâte d’appliquer le décret, et l’affligée se précipite vers ses secrets, qu’elle exhibe maintenant au juge en disant : 

« Mon seigneur juge, j’ai des témoins, convoque-les et qu’ils témoignent : examine-les et s’ils sont vrais, accepte-les. Interroge le bâton et le voile sur l’histoire, regarde l’anneau, de qui est le cachet: il ne mentira pas. 
Que tu es droit et juste, tous le savent. Enquête sur l’affaire, regarde les témoins et rends ta sentence [car] pourquoi brûlerais-je alors que j’ai des témoins qui prouveront mon innocence ? Fils d’Israël, juge avec justice une femme affligée. »

 Juda, voyant les objets, réalise qu’ils sont à lui, et 

« l’homme droit trembla car la culpabilité l’avait saisi. Le bâton lui indiquait “je suis à toi, délaisse le jugement”, le voile criait “Retiens le feu de cette misérable” tandis que l’anneau disait: “Je suis inscrit et ai été gardé intact, mon maître me connaît et si je suis perdu, son nom témoignera pour moi. Arrête-là la conflagration, retires le feu de cette femme née libre, prends les gages, délaisses l’affaire et prononces-la innocente”. »

 Voyant « ses propres témoins … de sa propre maison », le juste juge se hâte d’innocenter Tamar et, redevenu calme, il énonce : « Elle est plus innocente que moi, ne la laissez pas être maltraitée ». Tamar, « veuve, catin et femme de haut lignage tout à la fois », reçoit maintenant la couronne comme un athlète qui a vaincu dans l’arène ainsi que les félicitations de l’hymnographe qui clôt son hymne sur une récapitulation suivie de deux appels — l’histoire, c’est la recontre entre l’Église et le « Sauveur des Âges » qu’elle a quêtée aux carrefours lorsque Jésus allait s’occuper de l’humanité de même que Juda rencontra Tamar lorsqu’il se rendait auprès de son troupeau, et elle se doit de lui demander trois gages, « la Foi, le Baptême et la Croix de Lumière », qu’elle devra ensuite conserver pour prouver son innocence lors du jugement dernier et être sauvée de la Géhenne : le bâton, c’est la croix qui fera honte au feu et le baptême qui éteint les flammes ; l’anneau, c’est la foi de Tamar, la fille des peuples (i.e. Gentils), qui étouffe la flamme au sein du feu, et le voile, c’est la Fiancée de Lumière, i.e. l’Église même. 
Le poète prie alors l’Église de conserver ces trois gages, et à l’âme qui aime le monde comme une prostituée, il demande de supplier le Christ sur le bord de la route et de se couvrir de ses gages une fois qu’elle l’aura trouvé afin de n’être pas léchée par le feu. Enfin, 

« que Tamar serve de miroir au monde entier, que chacun préserve sa foi et son baptême, et lorsque le feu du jugement est révélé en cette vie, que soit béni celui qui sauve de cette flamme la personne qui l’aime »

La « Flûte de l’Esprit » a composé ce mimrā pour enseigner à l’assemblée à voir au-delà des apparences : si Moïse n’a pas condamné Juda ni Tamar, ce n’est, à plus forte raison, pas au lecteur de le faire. Ceci précisé, Mor Yaqoub lui livre la lecture appropriée, fondée sur celle d’Ephrem et sa finalité christologique qu’il annonce tout de go. Comme de nombreux poètes syriaques, l’évêque de Batnan attise l’intérêt de ses ouailles en les prenant plusieurs fois à partie, interjetant ses appréciations dans le récit et donnant littéralement la parole à ses personnages voire ses objets qui prennent le rôle de la voix divine des traditions juives. Cependant, si l’orateur prend à cœur de dévoiler à son public le monde intérieur de Tamar — tout entier tendu vers l’accomplissement de la promesse faite par Dieu à Abraham que tous les peuples de la terre seraient bénis par sa semence (Gn 22:18), laquelle a été identifiée à Jésus de Nazareth par Paul de Tarse (Gal 3:16) —, ce n’est qu’en fin de récit qu’il la laisse s’exprimer, amplifiant de la sorte Gn 38:25. La récapitulation du poète est en vérité une seconde interprétation qui fait de Juda et Tamar les types de Jésus et son Église tandis que les gages sont des cadeaux, à la manière d’Hippolyte de Rome.
Le mimrā aura peut-être produit un écho, comme dans un hymne récité lors des mariages mais Gn 38 demeure absent de tous les lectionnaires de rite syriaque.

### Juda et Tamar dans le corpus Tanhouma-Yelamdenou
Fondé sur les enseignements de docteurs galiléens de la seconde moitié du IVe siècle, le corpus Tanhouma-Yelamdenou s’élabore au cours des siècles suivants et au gré des migrations juives à travers l’espace byzantin. L’édition courante du Midrash, imprimée pour la première fois à Constantinople en 1520, semble avoir desservi les communautés orientales tandis qu’une autre version, éditée par Solomon Buber, apparaît en Italie du Sud vers le IXe siècle et se répand dans les communautés rhénanes — cette version comporte un commentaire multipartite mais presque complet de l’histoire de Juda et Tamar, virtuellement ignorée du Tanhouma imprimé ; d’autres traditions se retrouvent un ou deux siècles plus tard dans des Midrashim du même corpus, ultérieurement connus comme Exode Rabba et Deutéronome Rabba, ainsi que de nombreuses citations dans des ouvrages ultérieurs au nom de Tanhouma ou Yelamdenou.
Le corpus Tanhouma délaisse le commentaire suivi de la Bible qui veillait à lier chaque enseignement au verset qui l’avait suscité, pour produire des suites d’homélies plus ou moins rattachées à un verset dont la ressemblance formelle avec les chaînes de Procope de Gaza a été maintes fois soulignée (ce procédé littéraire trouve son aboutissement avec le Pirkei deRabbi Eliezer qui prend la forme d’une Bible réinventée, et dont Gn 38 est absent).

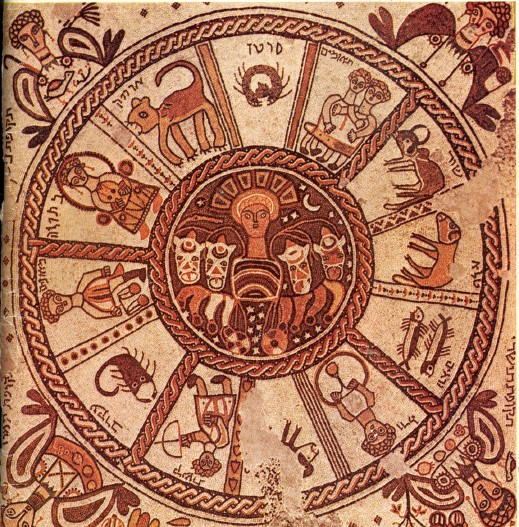
Mosaïque du Ve siècle de la synagogue de Beth Alpha représentant les signes du zodiaque.

Une première suite apparaît sur « Ce fut en ce temps, et Juda descendit » (Gn 38:1), aux chapitres 8 à 13 de la section Vayeshev : examinant s’il est licite d’évacuer les décombres d’une ruine qui s’écroule à shabbat lorsqu’on n’est pas sûr que des Israélites y sont ensevelis, le Midrash tisse une série d’enseignements pour conclure que Dieu rétribuera celui qui agit ainsi par la résurrection, et Jacob ne devrait pas demeurer inconsolable lorsque ses fils lui rapportent la tunique de Joseph — c’est qu’il pressent son fils vivant ou qu’il a conscience de la résonance cosmique du drame par-delà sa dimension personnelle car les tribus ne sont plus au nombre de douze, or c’est sur douze constellations que tient le zodiaque, sur douze mois l’année, sur douze heures le jour, sur douze heures la nuit etc. Gn 38 est donc de ces histoires qui commencent mal dès leur incipit car vayehi, « il arriva [en ce temps-là etc.], » doit être lu vay-hi, « malheur et lamentation » ! Or toutes les traditions du Tanhouma, nonobstant une tentative isolée de détacher la descente de Juda de celle de Joseph car elle lui serait antérieure (elle est d'ailleurs immédiatement contredite par l’enseignement, rapporté au nom de Rabbi Yohanan, qui appose, mesure pour mesure, la descente de Juda à celle de Joseph, de même que le Livre de Daniel appose Darius à Balthasar pour enchaîner destructeur à destructeur, démolisseur à démolisseur et fin de royauté à fin de royauté), appuient sur la responsabilité de Juda dans ces pleurs — une interprétation, relativement indulgente, les fait commencer lorsque Ruben revient au puits sans y trouver Joseph mais la plus sévère, qui est aussi la plus souvent répétée, les fait éclater lorsque les fils de Jacob lui présentent la tunique de son fils ; mûs par le remords ou la crainte du courroux, ils accusent Juda de n’avoir pas pris la bonne décision, et « le descend[ent] de sa grandeur » puisqu’il est dit « Juda descendit » (Gn 38:1) — « descendre » est lu « déchoir, » et fait suite à une réprimande comme en Ex 32:7, où Dieu congédie brutalement Moïse par ce même “Descends” lorsque le peuple se fait un veau d’or. 
Le Midrash Tanhouma fait découler de cette faute capitale la suite des évènements, c’est-à-dire la mort des enfants — qu’il choisit de présenter d’après Gn 46:12, sans indication de la moindre faute de leur part, alors que les auteurs d’Exode Rabba soulignent que l’acte d’Onan avait pour but et fonction de le rendre inapte à procréer — dans la section Vayeshev, il est rapporté par Rabbi Hiyya bar Abba au nom de Rabbi Yohanan, que qui a commencé une prescription sans la terminer, s’expose à la déchéance et à enterrer ses enfants tandis qu’un enseignement, consigné dans la section Vayigash des deux éditions, figure Dieu soi-même condamnant Juda à connaître la « peine des fils » pour avoir « frit les entrailles » de son père. Le châtiment commence par la prise d’une femme, dont ce n’est plus seulement Mal 2:11 (« Juda a trahi » etc.) mais Mic 1:15 (« Jusqu’Adoullam viendra — c’est-à-dire descendra — l’honneur d’Israël ») qui fustigent Juda de son union scandaleuse avec une Cananéenne. Prov 28:13 (« Qui confesse et renonce, sera pardonné ») devient une preuve à charge contre Juda qui n’a, pas plus que les habitants de Jérusalem, accepté d’endosser la responsabilité de la vente de Joseph alors que ses frères l’avaient fait roi sur eux.

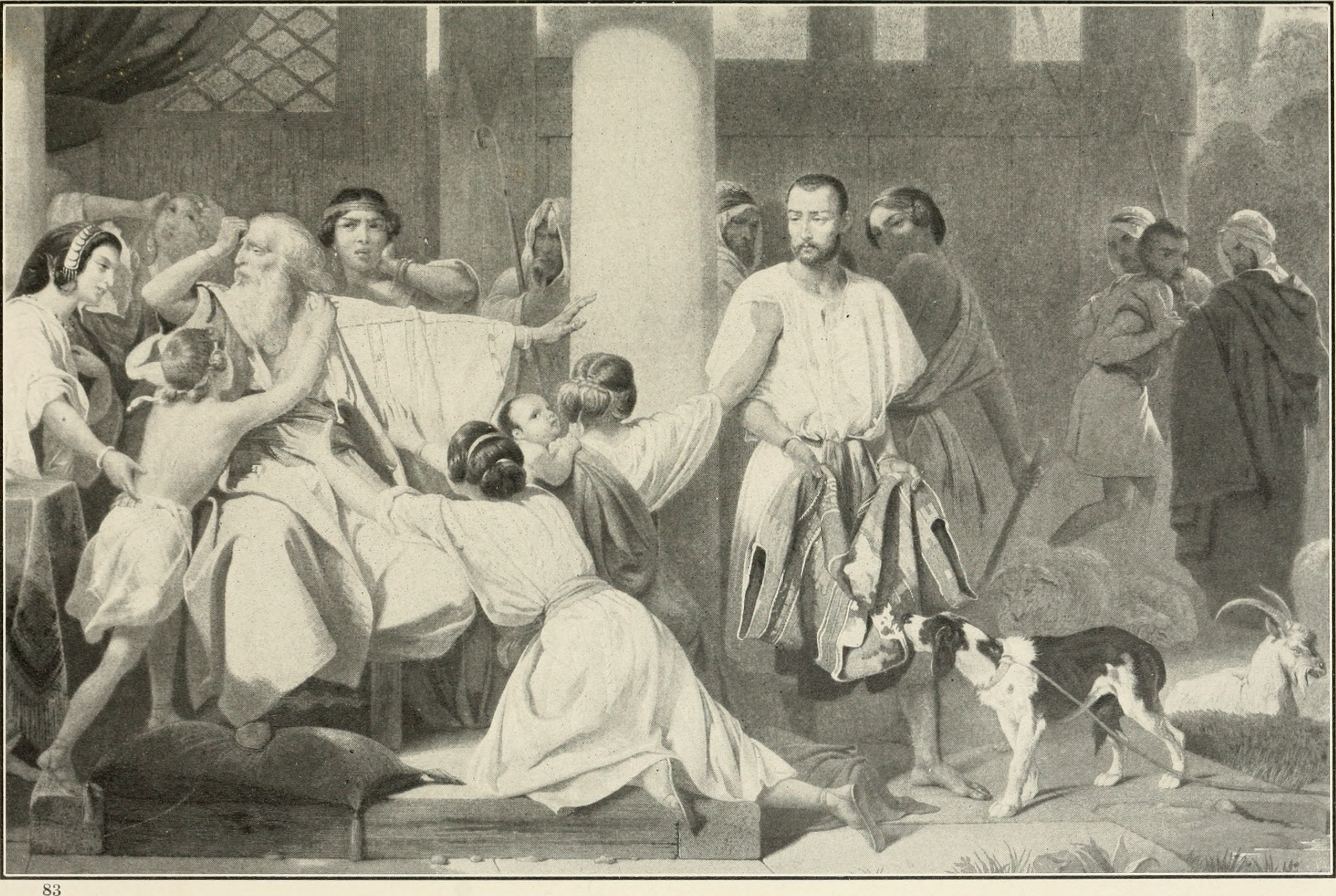
Parce que [Joseph] fut vendu, tous se mirent à crier vay ! ainsi qu’il est dit “ce fut [vayehi] en ce temps où Juda descendit.” - Midrash Tanhouma (édition Buber), Vayeshev 13Le Midrash comporte plusieurs suggestions pour expliquer la descente de Juda mais la réaction de Jacob lorsqu’il apprend la mort supposée de Joseph, est un fil conducteur entre beaucoup d’elles. Dans cette illustration de la Bible, Juda (à droite) file en catimini tandis que les frères tentent de soutenir Jacob, auquel Ruben a montré la tunique de Joseph

Le chapitre 17 comprend une seconde suite pour l’« acte de Tamar, » vaguement relié à Gn 38:13-26 : Tamar a, comme Rebecca, pris le voile et en a été récompensée par la naissance de jumeaux ; elle était pudique dans la maison de son beau-père, et s’est rendue au Peta’h Einayim qui est un lieu de prière ; elle a d’ailleurs adressé une supplique à Dieu lorsque Juda, la prenant pour une prostituée, a voulu passer sans regarder en arrière — selon le Midrash, Dieu y répond en dépêchant Michaël pour faire dévier Juda de sa route, et une tradition plus tardive, notée dans les marges du manuscrit Oxford dont Buber s’est servi, remplace l’archange par un ange préposé au désir ; l’exégète peut ainsi mettre l’attitude de Juda face à Tamar sur le compte d’un appétit aiguisé, et affirmer que son caractère est si exemplaire d’ordinaire, que Michaël se compare à lui. Une autre tradition satellite, incluse par Buber en préface à son édition, ajoute que les gages demandés par Tamar représentent la pension alimentaire, l’habit et les devoirs conjugaux qu’un mari est tenu de fournir à son épouse — les rapports de Juda et Tamar n’ont donc rien à voir avec la prostitution et sont une forme d’union matrimoniale légitime et correcte au possible. Cependant, et bien que le Midrash Tanhouma explique qu’« elle conçut de lui » signifie qu’elle enfanterait des hommes nobles comme lui, il indique, au chapitre 13, que Juda est un pécheur qui a eu la chance d'avoir la providence de son côté : 

« […] Il y en a un qui a forniqué et a perdu, c’est Zimri, il y en a un qui a forniqué et a été récompensé, c’est Juda car de lui sont issus Peretz et Hetzron qui engendreraient David et le Roi Messie qui devra racheter Israël. Vois combien de péripéties le Saint, béni soit-il, a suscitées pour faire venir le roi messie de Juda — Tanhouma (édition Buber) Vayeshev 13:13 »

Après trois mois, l’affaire est sue, soit que la grossesse de Tamar devient manifeste, soit qu’elle entre au bain en demandant à ses amies de lui faire place car elle porte des rois ; un tribunal de trois membres où siègent Isaac, Jacob et Juda, se tient pour délibérer de la chose, et Juda qui est le plus jeune des juges — car l’on préfère, lorsqu’on juge d’un crime capital, que la responsabilité des décisions du plus jeune, souvent moins réfléchies que celles de juges plus avertis, ne retombe pas sur eux ordonne qu’elle soit brûlée car elle était, aux dires d’Efraïm Meqshaa au nom de Rabbi Meïr, la fille de Sem (c’est-à-dire Melchisédek, prêtre du Dieu suprême à Salem). Le Midrash Tanhouma se frotte ensuite au jeu de lectures sur moutsʾet/motsʾet (« elle était sortie/elle trouva »), qu’il récuse : soit on lit moutsʾet — et Tamar, qui était traînée de force, leva les yeux aux cieux car elle ne trouvait plus les gages, après quoi d’autres gages furent miraculeusement créés pour la sauver — soit on lit motsʾet, comme Rabbi Juda berabbi Shalom le Lévite — et Dieu dessilla les yeux de Tamar pour qu’elle trouve les gages qu’elle avait perdus — car Lv 5:22 indique clairement que l’on ne peut « trouver » que ce qui a été auparavant « perdu. » Un midrash marginal lit moutsʾet comme moutset (« elle brûle »), ajoutant à la poignance du moment : Tamar qui ne trouve pas les gages, se consume déjà sur le bûcher lorsqu’elle adresse sa supplique à Dieu, et Dieu dépêche l’ange Gabriel — peut-être sous l’influence de la tradition talmudique babylonienne — pour les lui transmettre. 
Le moment qui suit a été abondamment commenté en plusieurs endroits, et la tradition de la section Vayeshev compte parmi les moins clémentes envers Juda : la requête d’examen, si délicatement formulée par Tamar, est en fait une injonction à reconnaître son créateur, et la voix céleste qui se fait entendre, ne lui laisse pas d’autre option que de proclamer publiquement sa paternité — dans ce qui semble être une version passablement corrompue des traditions antérieures, « [Juda] admit ensuite : C’est de moi qu’est sortie l’affaire. » Après l’aveu cependant, Dieu assure Juda qu’il sauvera Daniel et ses trois compagnons en échange de Joseph et Tamar qui porte deux justes, et Ruben se lève après avoir entendu Juda pour confesser lui aussi ce qu’il a fait avec Bilha, ainsi qu’il est dit en Job 15:17-19 : 

« Je veux t’instruire, écoute-moi ; je veux t’exposer ce que j’ai vu, ce que racontent les sages — ce sont Ruben et Juda — et c’est pourquoi ils furent, seuls, maîtres de ce pays — Quand ? Lorsque nul étranger ne s’est mêlé. — Et lorsque Moïse vint les bénir, que dit-il ? Que Ruben vive et ne meure pas etc. et voici pour Juda (Dt 33:6-7) »

 Les traditions consignées par les deux versions dans la section Vayehi, se concentrent sur la force de l’aveu : c’est parce qu’elle avait vu que Juda reconnaîtrait ses torts, contrairement à Ruben, Simon et Lévi, et contrairement à leurs descendants Dothan, Aviram, Zimri et Koré, que Léa remercia Dieu, et nomma son quatrième fils Juda (compris comme « il reconnaîtra »), et c’est pour récompenser le fils et la mère que Jacob, bénissant Juda, lui promit : « tes frères te reconnaîtront. » Exode Rabba et Deutéronome Rabba sont, quant à eux, dithyrambiques — pour le premier, les frères de Juda, présents dans l’audience, tentent d’innocenter Juda mais celui-ci tient à ce que la vérité soit faite, fût-ce à son détriment, et c’est pour avoir rendu un jugement véritable (où l’accusateur biblique devient au passage le défenseur midrashique de Tamar) qu’il est fait prince à l’origine d’une lignée de rois ; pour le second, « tout ce qu’a fait Juda […], c’est pour [Dieu] qu’il l’a fait, » y compris ses transgressions. 
Le chapitre 21 de la section Vayeshev comprend un dernier développement sur la naissance des jumeaux — Peretz est le meneur, d’après Ruth 4:18, et Zera’h le prêtre, tous deux préfigurant Moïse et Aaron qui feraient sortir les Hébreux d’Égypte et les dirigeraient pendant leur période d’Israël, avant même que Joseph y descende.
Les deux principales moutures du Midrash Tanhouma se caractérisent par leur sévérité vis-à-vis de Juda, laquelle contraste avec le traitement de Genèse Rabba, et est adoucie par les traditions satellites avant d’être oubliée dans Exode Rabba et Deutéronome Rabba, plus tardives d’un siècle que le reste du corpus. Il n’est cependant pas question de puritanisme puisque la critique ne touche pas Tamar, ni de rétribution pour la négligence de Juda, bien que la section Vayeshev en ait repris l’idée (peut-être inspirée par le Talmud de Babylone), mais de désunion familiale : le corpus Tanhouma-Yelamdenou et les poèmes qui en dérivent, vivent la vente de Joseph comme une tache indélébile sur les consciences juives, et la section Vayigash est la plus crue dans son contraste entre Joseph, épitome d’amour filial, et Juda, accusé d’avoir fait frire les entrailles de Jacob. L’inversion des rapports de force entre les frères qui se produit de Genèse Rabba aux Midrashim Tanhouma, a peut-être pour origine celle qui se produit parallèlement dans leurs milieux d’élaboration, entre maison d’étude et synagogue, mais peut-être est-ce aussi un changement d’attente eschatologique — les homélistes juifs tirent d’Obadia 1:18 (« La maison de Jacob sera un feu, et la maison de Joseph une flamme, et la maison d'Esaü un amas de chaume ») que seul Joseph est capable de tenir tête à l’ange tutélaire d’Esaü-Edom, qui désigne dans la littérature juive Rome puis Byzance et la chrétienté en général, alors que l’affaire de Tamar est un passif honteux pour Juda, et la raison pour laquelle il n’a pu l’emporter sur l’ange,.

### Juda et Tamar dans le piyout classique

#### Juda et Tamar dans le cycle des qedoushtot
La qedoushta composée par Yannaï pour agrémenter les trois premières bénédictions de la prière du chabbat au cours duquel l’histoire de Juda et Tamar était lue dans le cycle triennal (en), comportait neuf parties dont seules les cinquième (Ish Yehouda he’hel bemitsva velo gamra), sixième (Ish asher makhar Porat lamidyanim), septième (E’hav niqreou yehoudim leshem Yehouda) et une bribe de la huitième ont pu être reconstituées. Construites en acrostiche alphabétique simple et veillant à l’allitération au prix de nombreux néologismes et au détriment du bon usage grammatical, les compositions demeurent aisément compréhensibles et leurs allusions à la littérature extra-biblique faciles à élucider. Chacune de ces parties développe un aspect de l’histoire et se combine pour la rendre dans toute sa complexité : le cinquième membre rapporte schématiquement et dans les termes de Yannaï, comment la « mesure pour mesure » a fait perdre à Juda puis retrouver la royauté sur ses frères, la section suivante revient plus globalement sur l’ensemble de l’histoire mais toujours dans la même optique, la septième et ce qui demeure de la suivante sont des hymnes à la gloire de Juda après qu’il se révélât dans toute sa noblesse, ainsi qu’une supplique à Dieu de restaurer Juda (c’est-à-dire la Judée) dans son ancienne splendeur.
Ce fut en ce temps où « l’homme Juda initia une mitzva et ne la termina pas » lorsqu’il convainquit ses frères de vendre Joseph. La « gloire de Jacob diminua » avant même la descente de Joseph en Égypte, et l’« homme qui avait vendu Porat aux Midianites, tomba dans les mains des frères » pour être jugé. Juda qui avait trahi par des marchands (kinʿanim), descendit et convola avec des Cananéens (knaʿanim) car celui qui avait été jusque-là le chef, voyant ce qu’il avait causé lorsque son père clama « ma voie a été dissimulée », craignit son courroux. « Le lion leva alors les jambes », et « s’éloigna, et dévia jusqu’à Hira ». La descente du vendu deviendrait son ascension jusqu’au trône, tandis que le vendeur qui avait été roi choirait de sa grandeur parmi ses frères. Il épousa une femme vaillante, et fut fait maître du tribunal. 
« Sa vigne donna trois pampres, deux d’entre eux furent faits scories, pécheurs et reculant, débauchés dans tous leurs actes. » Il revendiqua pour Er son aîné une épouse, « Tamar, ma sœur-fiancée » mais « Yah vit sa méchanceté destructrice, et pour sa méchanceté l’annihila ». Juda attendit alors d’Onan de réaliser ses obligations en tant que frère du mort sans enfants, et celui-ci « fut forcé de venir et s’unir à elle » mais il ne voulait pas l’ensemencer ni la prendre en pitié, et il corrompit sa semence pour ne pas l’engrosser. Voyant d’en-haut qu’il corrompait comme les « effacés » (la génération du Déluge), Dieu en conclut à sa méchanceté et « comme la mort de son frère il le fit mourir lui aussi ». Juda, « l’homme de certitudes », parla à sa bru des [fragment manquant] de vérité: après avoir vu que « la faute a causé la perte de deux portions », il lui demande de retourner s’asseoir en veuve car ayant compris que c’est un signe, le lion veut préserver son troisième fils « jusqu’à ce qu’il grandisse car c’est un enfant, car il disait “afin qu’il ne meure pas lui aussi” ». 
Dans la cinquième qedoushta qui présente les faits du seul point de vue de Juda, ce qu’il arriva ensuite découlait de sa descente consécutive à la vente de Joseph car il « trébuch[erait] dans les rets de la femme de ses enfants » tandis que Joseph fuirait la femme de son maître, et celui qui avait dit “Reconnais donc” à son père, s’entendrait lui-même dire “Reconnais donc”. Cependant, la sixième qedoushta affirme que « la sainte Tamar sanctifia le nom car elle se languissait de la semence de sainteté. Elle tricha et fit la qeidesha, et Lui fit réussir sa sainte voie. Elle conserva son veuvage devant YY [fragment manquant] YY ne la renvoya pas vide, elle désirait faire souche dans le peuple de YY car ils sont la semence qu’a bénie YY ». Quant à Juda, la main de Dieu est « ouverte à tout pénitent, et Il agréa son repentir lorsqu’il était assis en jugement » : parce qu’il avait dit « “elle a eu raison”, juste il fut lui aussi, et en échange de n’avoir pas eu peur de reconnaître » ses fautes, ses frères le reconnaîtraient. 
Alors, ses frères furent appelés « juifs » de son nom, il fut plus puissant qu’eux, c’est par lui que le nom divin se répandit, et Dieu dit de Juda qu’il était son sceptre (cf. Ps 60:9) et qu’elle (sic) était son sanctuaire (cf. Ps 114:2), de ses princes qu’ils étaient ses frondeurs (cf. Ps 68:28). Yannaï poursuit par une supplique à celui qui a conféré la royauté à Juda, de défaire ses ennemis, d’enterrer ses péchés, et « que tous soient bénis par Juda comme Tamar qui a enfanté de Juda », qu’il fasse revenir l’engeance dans les villes de Juda, et restaure la royauté de Juda car c’est à un lion que fut comparé Juda. La huitième qedoushta, dont il ne reste que des fragments, suit apparemment la même voie mais en jouant sur le nom de Juda et la racine h-d-h.
Rédigée dans un hébreu qui n’est plus celui de la Bible ou de la Mishna, la poésie de Yannaï démontre une profonde connaissance de ces dernières, ainsi qu’une maîtrise consommée du Targoum et du Midrash. Cependant, si le poète reconnaît la stature de Juda dès le début de l’histoire, il refuse de verser dans le panégyrisme des docteurs qui avaient tenté de minimiser sa part dans la vente de Joseph : plutôt que « commencer une prescription sans la terminer, » Juda revint sur son propos et ne sauva les sangs (damim) de Joseph que pour en tirer des émoluments (également damim), et la « gloire de Jacob s’amoindrit » (d’après Is 17:4 ; Yannaï invective à la fois Juda en tant que lui-même, et en tant que représentant de tous les fils d’Israël, qui traîneront des générations durant le poids de la vente de Joseph). Ce n’est pas non plus à la demande des frères d’être instruits de leurs moyens subsistances qu’il s’en alla mais bien après avoir été jugé par eux ou pour fuir le courroux de son père et Yannaï, suivant le Targoum, ajoute qu’il « s’éloigna et dévia (wayet wayest) jusqu’à Hira ». En outre, comme des sages avaient fait du Cananéen un marchand, Yannaï construit sa strophe sur les paronymes kinʿanim et knaʿanim, en prenant soin de les employer dans leur sens propre afin de mieux les dissocier. Son épouse peut bien être une « femme vaillante » (qui donne sa ceinture au Cananéen/marchand selon Prov 31:24) puisque les mêmes rabbins avaient dit que son père faisait le lustre du lieu, elle n’en est pas moins une vigne, ostensiblement parce qu’« à cette vigne étaient trois pampres » (Gn 40:10) mais aussi parce que « tu as oublié ton Dieu, ton sauveur … c’est pourquoi tu cultives des vignes étrangères » (Is 17:10), alors que Tamar est, selon l’épithète de Cant 4:12 & 7:8, « ma sœur-fiancée » afin de mieux souligner sa parenté avec Juda et son innocence,. Les deux premiers fils de Juda sont, comme dans le Midrash, des débauchés sexuels qui reproduisent les dépravations de la génération du Déluge, et sont supprimés à ce titre ; Onan est de plus insensible à la détresse de sa belle-sœur qu’il refuse d’engrosser (le poète joue sur la paronymie inhérente à la racine r-ḥ-m). Alors Juda, « homme de certitudes » car les rabbins affirment en GnR 93:8 qu’il ne prenait jamais la parole avant d’être sûr de son fait, prend acte de la faute de ses fils et prie sa bru d’attendre que son fils grandisse pour éviter qu’il ne faute lui aussi (le vers est incomplet, et ne permet pas de savoir si Juda comptait honorer sa parole). Languissant de la « semence de sainteté, » c’est-à-dire « le peuple de YY », Tamar se travestit et parvint à son but avec l’aide de Dieu (« Dieu ne la renvoya pas vide » fait référence à la supplique formulée selon GnR 85:7 par Tamar en ce sens) tandis que Juda, qui poursuivrait sa descente jusqu’à ce qu’il s’entende dire les mots qu’il avait lui-même proférés, trébuchait dans les rets de la femme de ses enfants. C’est cependant à ce moment qu’il retrouva Dieu, et pour avoir reconnu qu’elle était juste, il fut lui aussi reconnu juste, de sorte qu’il retrouva son emprise sur ses frères par l’intermédiaire de Tamar (le dernier vers de la cinquième qedoushta, « temour lo vosh lehodot etc. » est un jeu de mots sur le nom de Tamar), et devint ce patriarche vénéré par la tradition juive, sur le mérite personnel duquel Yannaï implore Dieu de restaurer sur leur terre les enfants Israël, qui sont d’ailleurs devenus sous son calame la terre et les enfants de Juda.

##### Tamar dans les hoshaʿanot
Eléazar Hakalir n’a pas consacré de poème à l’histoire de Juda et Tamar mais il pourrait y avoir glissé une allusion dans la hoshaʿana ʾOm ʾani ’homa.

##### Juda et Tamar dans le cycle des shabtaot
La shabtaʾa vayered Yehouda était insérée lors des mêmes sabbats dans l’un des offices de prière à sept bénédictions où l’on ne récitait pas de qedousha. Rien n’indique qu’elle était la seule mais elle seule a été conservée qui traite spécifiquement de l’histoire de Juda et Tamar. Elle a été composée après Yannaï par un poète qui vivait comme lui dans l’antique terre d’Israël passée sous domination byzantine. Son style est plus alambiqué, et ses allusions moins transparentes.
Les sept strophes du piyyout commencent par le même incipit que la section de lecture, « il descendit » et se conforment aux contraintes des bénédictions qu’elles embellissent : dans la première strophe, un homme fort d’entre ses frères (cf. I Chr 5:2), se sépara de ses frères lorsque fut vendu en esclave l’aimé par les frères, déchu et ternissant l’honneur de tous les frères mais c’est une manœuvre de celui qui protège les amis et les frères (cf. Ps 122:8), « b<éni es-tu Seigneur qui protège les pères> ». 
Dans la seconde, il descendit en ce temps, celui qui attristait son père de morfonte et d’abaissement, mais celui qui trace les cours [des intrigues] l’empêcha de vaciller car son dessein se réaliserait et s’accomplirait, lui qui multiplie pour ceux qui s’abritent en lui les rosées de vivacité, « b<éni es-tu Seigneur qui fais tomber la rosée> ». 
Dans la troisième, le lionceau descendit et vaqua jusqu’Adoullam, alors le monde erra car l’honneur de la stèle éternelle fut foulé et mené jusqu’Adoullam (cf. Mic 1:15) mais la grâce du Saint dure d’éternité en éternité (cf. Ps 103:17), « b<éni es-tu Seigneur le dieu saint> ». 
Dans la quatrième, il descendit, celui qui s’accola à Bat Choua et le pauvre ne fut pas reconnu devant le riche (i.e. le « riche » Juda s’abaissa tant, en se mariant avec une Cananéenne, qu’il devint indiscernable du « pauvre », cf. Job 34:19), « b<éni es-tu Seigneur le dieu saint> », il conçut un trio de plaisir mais deux moururent pour leur mal et leur méchanceté, et le rescapé qui survécut de Juda, connut le repos et la sauvegarde (cf. 2 Rois 19:30=Isaïe 37:31), « b<éni es-tu Seigneur qui sanctifie le sabbat> ». 
Dans la cinquième, il descendit, celui qui dit “Reconnais donc”, pour être mesuré à la mesure de “Reconnais donc”. Dans le jugement, il ne fit pas de faveur à la veuve (qu’il condamna au feu). Juda, comme son nom, reconnut la vérité et son témoignage de vérité (cf. Ps 19:8) fut agréé (par Dieu qui dévoila sa présence au tribunal de Sem), « b<éni es-tu Seigneur qui fait revenir sa présence à Sion> ». 
Dans l’avant-dernière strophe, il descendit, le juste qui s’abaissa car il fut séparé de ce qui faisait sa grandeur mais lorsqu’il siégea en jugement et s’abstint de pécher, il fut glorifié et magnifié de tous, « b<éni es-tu Seigneur dont le nom est bon et qu’il est agréable de reconnaître> ». 
Dans la dernière, il descendit, celui qui semait la justice dans le jugement, assis sur le chemin et sur le jugement (d’après Juges 5:10), qui ne faisait pas rougir le visage lors du jugement, et dont n’arrêterait pas, jusqu’à la venue du jugement [dernier], le sceptre entre ses jambes de paix, justice et équité, « b<éni es-tu Seigneur qui bénit son peuple par la paix> ».
Dans la première strophe, l’auteur met l’accent sur la séparation de Juda avec ses frères, la mettant sur le compte de la vente de Joseph et la présentant comme un évènement négatif. Il revient sur ce motif dans la seconde, signalant cette fois que Dieu veille à préserver Juda de l’égarement, la troisième insiste sur l’endroit où il s’établit.

### Entre patristique et scolastique: exégèse chrétienne en Occident
Passeur des enseignements patristiques, l’érudit anglo-saxon Bède poursuit leur œuvre et développe la Bible selon les quatre sens de l’écriture mais il n’a pu achever son commentaire sur le Livre de la Genèse au-delà du 21e chapitre, et tout ce qui est transmis en son nom au-delà, y compris le commentaire sur Gn 38, est l’œuvre d’un commentateur ultérieur anonyme. Il se base pour l’ensemble du récit sur le 29e chapitre des Quæstiones in Vetus Testamentum d’Isidore de Séville, lequel reprend à peu de chose près le Contra Faustum 22:84-86 d’Augustin d’Hippone, et sur les Hebraicæ Quæstiones de Jérôme pour les explications terminologiques mais interprète erronément Séla comme divisio (« division ») au lieu de dimissio (« abandon »), et provoque ainsi une confusion avec Pharès.
Les enseignements de Bède parviennent à la cour de Charlemagne par l’entremise d’Alcuin et jouent un rôle capital dans la renaissance carolingienne. Outre sa préparation de l’une des premières « corrections » de la Vulgate (c. 801), Alcuin produit son propre commentaire biblique, la section sur Gn 38 se présentant sous forme d’« Interrogations » (257-260), lesquelles sont essentiellement un condensé des Hebraicae quaestiones in libro Geneseos de Jérôme et Quaestiones in Heptateuchum d’Augustin. Réalisé à la demande de l’empereur, le Quaestionum super Genesis ex dictis patrum dialogus est une autre anthologie compilée par Wigbald. Gn 38 y est abordé en réponse à la « Question » sur le retard d’Esaü ; là aussi, l’auteur cite extensivement Jérôme et Isidore de Séville qui s’est lui-même inspiré d’Augustin.

### Autres midrashim médiévaux
La marche des siècles et les bouleversements qu’elle entraîne, n’ont pas interrompu l’activité midrashique qui migre progressivement au cours de cette période de la Palestine à l’Italie byzantines. Témoins de leur temps, les midrashim de cette époque ajoutent moins aux enseignements précédents qu’ils ne les remanient en réaction aux tentatives de récupération par le christianisme et l’islam.
Aux midrashim classiques sur les Livres de la Genèse et du Lévitique s’ajoutent des compositions sur les autres livres du Pentateuque qui formeront avec eux le Midrash Rabba ou des recueils indépendants comme l’Aggadat Bereshit : Gn 38 y apparaît occasionnellement à titre de témoin, comme lorsque les rabbins s’entretiennent sur la plaie des grenouilles, et déduisent du récit parallèle en Ps 78:45 que les batraciens ont stérilisé les Égyptiens puisqu’« il lança […] des grenouilles pour les ruiner (vatash’hitem) » de même qu’Onan ruinait (vesha’hat) sa semence en Gn 38:9, afin de se rendre inapte à procréer.
Cependant, ce sont plus souvent les traditions des anciens sur Gn 38, que les rabbins byzantins reprennent pour les adapter à leur temps: on enseignait dans l’une des versions du Tanhouma que Juda avait perdu femme et enfants pour avoir frit les entrailles de son père en le trompant sur le destin de Joseph, l’Aggadat Bereshit précise que c’était le cas à l’époque mais non à l’avenir, où « le fils ne portera pas la faute du père, et le père ne portera pas la faute du fils » (Éz 18:20) ; de même, le Midrash antique avait masqué l’objurgation de Michée 1:15 pour la descente de Juda jusqu’à Adoullam en faisant ressortir le parfum messianique de l’histoire, l’Aggadat Bereshit établit au contraire le parallèle entre la descente de Juda et celle des Judéens lorsqu’ils furent déportés en Babylonie — il leur restait un quelque chose d’honneur jusqu’à Adoullam, et ils en furent dépossédés, qui pour s’être allié à moindre que lui, qui pour avoir été dépossédés de leurs habits ; il est cependant dit (Osée 12:1): « Juda demeure soumis à Dieu » — compris « Juda descend encore avec Dieu » — car même dans sa déchéance, le peuple de Juda appelle Dieu et Dieu choisit par conséquent de demeurer avec lui, dans sa descente comme dans sa montée. Le midrash affirme en outre que Dieu avait de toute éternité promulgué que le messie descendrait de Juda, et son mariage à Bat Choua a provoqué les évènements qui ont suivi jusqu’à la rencontre de Juda avec Tamar, prêtresse et fille de Sem, afin de ramener l’histoire dans les voies que Dieu avait tracées. Juda n’en aura pas moins à rendre compte de ses actes devant les juges ; là aussi, on avait enseigné dans Genèse Rabba et diverses versions du Midrash Tanhouma que Jacob et Isaac siégeaient au tribunal, Exode Rabba y ajoute cette fois les frères de Juda, et annonce qu’ils tentent d’innocenter leur frère avec la même fougue que lui s’accuse publiquement mais il repousse cependant leurs plaidoiries avec d’autant plus d’énergie que la probité dans le jugement lui importe plus que sa fierté voire sa vie ; or, c’est cet amour des jugements équitables, prescrits par la Bible lorsqu’on juge la veuve et l’orphelin, qui a valu la royauté à Juda (et non sa vaillance car ses frères n’étaient pas moins vaillants que lui), ainsi que le mérite d’engendrer la lignée du messie. D’autres rabbins adaptent un vieux motif à leur lecture de « Juda est mon sceptre » (Ps 60:9): comme Guilad, Manassé et Ephraïm, c’est-à-dire Élie, Gédéon et Josué, tout ce qu’a fait Juda y compris la prostitution avec sa bru dont il s’accuse, a été fait pour Dieu et selon son plan puisque « Juda reconnut et dit: “elle a été juste, c’est de moi” », “c’est de moi qu’est sortie l’affaire”. Enfin, l’Aggadat Bereshit enseigne, en élaborant sur Gn 38:18, qu’il reçut en salaire de son aveu trois couronnes équivalant aux trois gages qu’il avait laissés — “ton sceau”, c’est Zorobabel ainsi qu’il est dit (Ag 2:23): « En ce jour, dit YHWH-Cebaot, je te prendrai, ô Zorobabel … et je te considérerai comme un sceau … », “ton cordon”, c’est le temple ainsi qu’il est dit (Éz 40:3): « … avec un cordeau de lin dans la main et une canne à mesurer … », et “ton bâton”, c’est le messie issu des fils de ses fils ainsi qu’il est dit (Ps 110:2): « Le bâton de ta puissance, YHWH l’étendra de Sion … ». Un auteur contemporain applique cependant Ps 101:5 (« des yeux hautains et un cœur enflé d’orgueil, je ne puis les supporter ») à Juda pour expliquer qu’il a démérité le sacerdoce du dieu d’Israël lorsqu’il a posé les yeux sur sa bru et l’a considérée comme une prostituée, partageant le point de vue d’un autre midrash qui cite Gn 38:26 comme le premier des sept endroits où la présence divine s’est manifestée sur Israël, mais inverse les rôles car c’est l’esprit de sainteté qui dit « Elle est juste » tandis que Juda reconnaît que « c’est de moi » — c’est que Tamar est absolument et non pas relativement juste, d’autant plus que Dieu s’est manifesté soi-même pour le proclamer. Quoi qu’il en soit, nul ne conteste que Juda mérita en ce jour que trois de ses descendants soient sauvés car, comme l’avait déjà dit Genèse Rabba, Juda a surmonté la « proie de Tamar » puisque celle-ci et ses deux fils étaient sur le point d’être mis en pièces. Les jumeaux sont en effet des justes, ainsi que l’avaient déduit Genèse Rabba de l’écriture pleine de jumeaux, et un article d’Esther Rabba enseigne que c’est par leur mérite que le massacre des Juifs planifié par Haman n’aura pas pu avoir lieu au mois de sivan car il est placé sous le signe des Gémeaux. Le midrash précise tout de même que lorsque Zerah voulut sortir le premier, Dieu soi-même décida que Peretz sortirait le premier, puisque le messie sortirait de lui.

### Tibériade, Jérusalem et Bagdad: l’exégèse juive en Orient

#### Genèse 38 dans la Massore
C’est à Tibériade, aux alentours de 920, qu’est produit et révisé le codex d’Alep, considéré comme le joyau du scriptorium des Ben Asher, lesquels font figure d’autorité suprême en matière de massore. Dans le texte fixé par ce codex, « ce fut en ce temps » est séparé des versets précédents par une section de lecture dite ouverte car elle s’accompagne d’un retour à la ligne et marque le début d’un nouveau sujet ; « il l’appela Zera’h » est séparé d’« Or Joseph fut descendu » par un blanc équivalent à quelques lettres, soit une section fermée.
La massore établit ensuite la forme correcte de chaque terme, c’est-à-dire avec ou sans matres lectionis, ainsi que le nombre de leurs occurrences à travers la Miqra — une note massorétique fait remarquer à l’occasion de Gn 38:3 que la forme « il appela – son nom » apparaît en dix endroits de la Bible, énumérés dans les notes sur Gn 35:10, et que « trois induisent en erreur », c’est-à-dire que la lecture « elle appela », apparemment plus logique en Gn 38:3 ainsi qu’en Ex 2:22 & 1 Chr 7:23, est fausse. La prononciation, qui suit les inflexions du système tibérien, ne marque plus la différence entre le ḥet uvulaire (/χ/) et le ħet pharyngal (/ħ/), dont le son se situe entre le 'Hira hébreu, l’Iras grec et le Hiram latin. Elle est notée au moyen de diacritiques et marques de vocalisation qui permettent aux massorètes d’effectuer des choix interprétatifs discrets mais décisifs car le texte consonantique de Gn 38:14, whwʾ lʾ ntnh lw lʾšh, est vocalisé vèhi lo־nitna lo lèisha (« et elle ne lui avait été donnée pour femme ») alors que la Septante avait lu vèhou lo natna lo lèisha (« et il ne la lui avait pas donnée pour femme »), et c’est sur l’autorité de la massore que s’appuient les commentateurs ultérieurs pour expliquer qu’einayim n’est pas un nom de lieu, puisque le bet de baʿeinayim (Gn 38:21) est ponctué par un qamaẓ et non un schwa comme il siérait aux toponymes. Elle ajoute enfin les marques de cantillation qui renseignent le lecteur sur la prosodie du texte, ses accents toniques et ses temps forts.

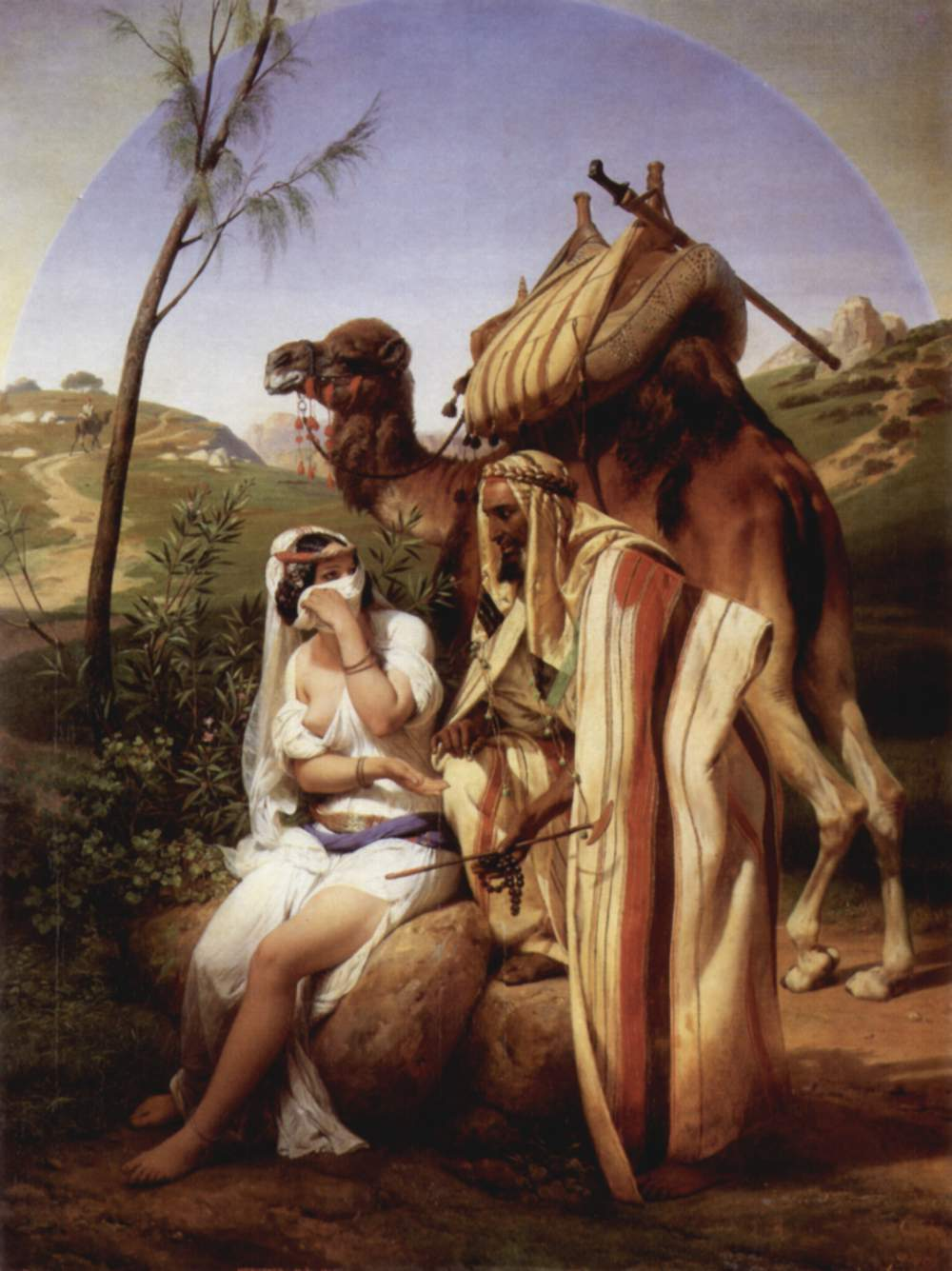
H. Vernet, Juda et ThamarComme Vernet, qui fait de Juda un bédouin et Thamar une odalisque tandis qu’un chameau assiste à leur échange, Saadia Gaon transpose Genèse 38 dans un contexte arabo-musulman, présentant l’union de Juda et Tamar comme un « mariage de plaisir », dont les enfants sont, contrairement aux fruits de la prostitution, considérés comme des héritiers légitimes de leurs parents. Cette union sera toutefois interdite après le don de la Torah sur le mont Sinaï

#### Genèse 38 dans le Tafsir
Les différentes interprétations du Tafsir sur Gn 38 répondent généralement au besoin de clarification qui qualifie l’œuvre dans son ensemble, et transposent le plus souvent les leçons du Targoum à l’arabe, jusques et y compris dans son rendu de Gn 38:3 qui va à l’encontre de la leçon massorétique. Saadia Gaon innove cependant dans son traitement de termes difficiles comme yabem qu’il décide de lire yaben, « fais-lui des fils », et des différents vocables de prostitution qu’il rend par le même almoumta’a. Il choisit aussi de lire différemment Gn 38:23, et fait dire à Juda qu’il faut continuer à chercher la femme afin de n’être pas la risée du voisinage,.
Le Tafsir veut donc replacer chaque terme dans son contexte, et faire pièce aux railleries des auteurs musulmans mais l’apologétique va au-delà de la défense du texte: l’almoumta’a, assimilable à la zona hébraïque, n’est cependant pas une zaniya ou fajira comme Saadia le traduit ailleurs mais « une femme qui contracte un nika’h al-mout’a » (litt. mariage de plaisir), c’est-à-dire un mariage temporaire sanctionné par la jurisprudence chiite ; cette institution n’est pas inconnue du Talmud de Babylone qui exige cependant une lettre de répudiation pour acter la fin de cette union, et pourrait provenir comme son homologue chiite d’une coutume persane. Le chiisme entend établir par ce moyen un cadre plus respectable pour la prostitution que proscrit le Coran, bien que la distinction soit essentiellement sémantique, tandis que le sunnisme le condamne, à tout le moins sur le plan théorique — Juda et Tamar sont donc préservés, à ce point du récit biblique, d’une fâcheuse accusation d’immoralité mais le gaon expliquera dans son commentaire sur le septième commandement du Décalogue, où Tamar est explicitement citée en exemple, que ce mariage temporaire constitue la première des sept catégories d’adultère, et qu’il est à ce titre proscrit aux enfants d’Israël après le don de la Torah sur le mont Sinaï (Saadia Gaon compte, outre ces sept degrés, le coïtus interruptus qui est interdit en soi, et passible de mort ainsi qu’on l’apprend du destin d’Onan). De même, la pire atteinte à sa réputation que peut craindre un Juif dont la moralité ne peut être mise en doute, est l’accusation de cautèle, et l’attitude de Juda montre au contraire toute sa probité.

#### Genèse 38 dans l’âge d’or du qaraïsme
Les commentateurs de « l’âge d’or du qaraïsme » (entre les ixe et xie siècles) sont contemporains de Saadia Gaon, comme Daniel al-Qoumissi et Jacob al-Qirqissani ou postérieurs comme Joseph ben Noah dit le Grammairien qui compose un Tafsir pour concurrencer celui de Saadia Gaon, et Yefet ben Ali Halevi qui produit une traduction dans le même but.
Selon le Talkhis (« Abrégé ») d’Aaron de Jérusalem qui condense le Tafsir du Grammairien, le positionnement de Gn 38 s’explique par la brièveté de l’histoire de Juda alors que celle de Joseph est plus longue. Yefet ben Ali explique que l’homme dont Juda prend la fille, est dit cananéen non car il descendrait des tribus de Canaan mais parce qu’il habite la terre qu’ils peuplent ; « cananéen » ne peut en effet pas signifier « marchand » en raison de 1 Chr 2:3 mais s’il était véritablement issu de Canaan, Juda aurait péché comme Esaü, et serait indigne de régir ses frères. Les mots « afin qu’il ne meure pas comme ses frères » démontrent qu’il n’a pas l’intention de tenir sa promesse mais il ne veut pas le dire franchement à sa bru car il craint qu’elle n’épouse un autre homme, alors qu’il a l’intention de le faire lui-même après la mort de son épouse. Cependant, Tamar voit Chelâ grandir sans qu’elle ne lui soit donnée et elle décide de duper son beau-père comme lui-même l’a flouée. Cette opinion est propre à l’interprète: l’un de ces devanciers, Jacob al-Qirqissani, fait dire à Juda qu’il sait que Tamar joue des tours aux hommes, et qu’il a voulu préserver son troisième fils de ce sort ; quant à Yeshoua ben Yehouda, considéré comme l’un des plus éminents Qaraïtes un siècle après Yefet ben Ali, il affirme que Juda a tout simplement été distrait par ses nombreuses occupations.
Après avoir affirmé plutôt que Juda ne vient pas à Tamar comme il se ferait avec une prostituée, Jacob al-Qirqissani et Yefet ben Ali Halevi expliquent qu’il y avait à l’époque deux façons de prendre une femme, la première permanente et la seconde pour une période fixée d’avance mais cette union a été définitivement interdite avec la promulgation de Dt 23:18. Cependant, si Gn 38:16 précise que Juda ignorât se tenir devant sa bru, c’est que ce genre d’union était déjà interdit avant le don de la Torah — Tamar a peut-être fauté par ignorance de cette prohibition, et Juda parce qu’il ne l’a pas reconnue, soit parce qu’il ne l’avait pas connue lorsqu’elle était l’épouse de son fils, soit parce qu’elle avait couvert son visage lors de leur rencontre. Jacob al-Qirqissani va plus loin dans la condamnation de Tamar: il est possible que Juda, ignorant tout des péchés de ses fils, l’ait mal jugée mais il n’est pas moins possible qu’il ait eu raison, et que Tamar dont le subterfuge prouverait la malignité, soit responsable de la mort de ses premiers maris en les dévoyant ou en les y aidant, « bien que le Texte ne le formule pas explicitement ». Concluant le récit, Yefet ben Ali enseigne qu’il ne la connut plus car elle lui était interdite, sans quoi il n’aurait pu choisir de ne pas dormir avec elle car elle était devenue la mère de ses enfants, et le serait jusqu’à la mort.
Par-delà leurs interprétations propres et indépendantes les unes des autres, les exégètes qaraïtes partagent entre eux et avec leurs opposants rabbanites une même vénération à l’égard de Juda, au-delà de leur attachement professé à la lettre. Les commentaires de Jacob al-Qirqissani et Yefet Halevi sur Gn 38 comprennent par conséquent un florilège d’interprétations non-littérales issues du Midrash ou de l’arsenal syriaque — qui leur est connu directement par leur pratique de l’araméen ou indirectement par l’intermédiaire de David al-Mukkamis, un auteur juif du siècle précédent qui s’est fait disciple de Nonnos de Nisibe — voire du Tafsir de Saadia Gaon malgré toute leur abhorration pour l’adversaire honni des Qaraïtes. Transposant en milieu juif les méthodes du Kalam arabo-musulman, les auteurs qaraïtes font de ces interprétations un usage libre et inconséquent, particulièrement lorsque Jacob al-Qirqissani reprend les traditions syriaques car la critique de Tamar, si importante pour ses sources, n’a d’autre finalité que l’apologie de Juda.

#### Les successeurs de Saadia Gaon
L’œuvre de Saadia Gaon connaît un retentissement considérable et provoque un foisonnement intellectuel à travers le monde musulman. La plupart de ces écrits ne survivent cependant au-delà de leur époque que par les citations d’auteurs ultérieurs — tel est le cas de Samuel ben Hophni ou de Hananel ben Houshiel. Adonim Halevi, un disciple marocain de Saadia Gaon s’établit par ailleurs à la cour du vizir officieux du calife de Cordoue, et a tôt fait de railler le dictionnaire du secrétaire de celui-ci, Menahem ben Sarouq, citant parmi ses nombreux défauts sa définition unidimensionnelle de la racine ʿ-l-f d’après son sens en Gn 38:14 (l’« enveloppement ») sans prendre en compte l’« évanouissement, » évident en Isaïe 51:20.

## Exégèses du Moyen Âge central
Le Moyen Âge central s’accompagne d’un renouveau intellectuel et se marque par une volonté d’élucidation des textes anciens : hormis Genèse Rabbati qui entend encore rectifier les messages chrétiens du Testament de Juda, le midrash du rabbin romaniote Touvia ben Eliezer entend retrouver le sens simple des versets bibliques de même que le commentaire du rabbin champenois Salomon ben Isaac dit Rachi qui explique aussi le Talmud de Babylone tandis qu’un lettré grec ou italien erronément pris pour Rachi, en fait de même avec le Midrash Rabba. L’école française qui poursuit l’œuvre de Rachi et se marque par un littéralisme de plus en plus strict, est contemporaine des savants de l’abbaye Saint-Victor tandis que l’œuvre de Rachi se propage au-delà des Pyrénées, non sans rencontrer une certaine résistance de la part des lettrés juifs andalous, héritiers d’une tradition philologique autrement solide.

### À la recherche du sens simple

#### Pourquoi ce récit figure-t-il ici?
Rachi interroge d’emblée le positionnement de cette histoire qui occasionne une césure dans l’histoire de Joseph, et explique qu’il a pour fonction d’enseigner que les fils de Jacob déchurent leur frère de sa grandeur après avoir vu le chagrin de leur père à la suite de la vente de Joseph qu’il aurait pu aisément empêcher  — c’est, ainsi que le rappellent les auteurs du Daat Zqenim, un midrash des « rabbins de mémoire bénie » mais Rachi, qui ne mentionne pas explicitement la doctrine mesure pour mesure qui le sous-tend, le rattache, comme l’explique le Hizqouni, à la descente « de ses frères », comprise « par rapport à ses frères ». Cependant, le rabbin espagnol Abraham ibn Ezra réfute cette interprétation et sa chronologie, fondées sur des calculs et identifications sanctionnés par le Midrash mais irrecevables pour un esprit rationnel car l’intervalle de vingt-deux ans est trop court pour que les petits-fils de Juda, Hetsron et Hamoul fils de Perets, puissent compter au nombre des Israélites descendus en Égypte à l’invitation de Joseph. Les récits ont, selon lui, été juxtaposés pour comparer Joseph et Juda face aux avances de femmes qu’il ne leur convient pas d’approcher mais les aléas de Juda ont précédé la vente de Joseph. L’interprétation des sages d’Israël sur la descente de Juda est quant à elle pure homélie sur ce qui n’est que le passage des montagnes aux plaines de Canaan. Un siècle auparavant, l’auteur romaniote du Midrash Leqah Tov énonçait que le mariage de Juda avait eu lieu avant la vente de Joseph — son commentateur italien, le Sekhel Tov, précise que Joseph était à ce moment âgé de quinze ans — mais que la mort de sa femme et de ses enfants en a été la conséquence mesure pour mesure. 
Passages talmudiques à l’appui, les auteurs du Daat Zqenim et le Hizqouni arguent contre Ibn Ezra qu’on était, à cette époque, capable de procréer à l’âge de sept ans. Le Hizqouni se range cependant à l’avis de son maître, Joseph Bekhor Shor qui postule, sans entrer dans ces considérations, que Juda a décidé de partir après avoir vu son père inconsolable. Un autre rabbin formé à cette école, Eliezer bar Itzhaq, émet la même opinion mais en évoquant une nouvelle fois la règle mesure pour mesure : si Juda décide de descendre, c’est qu’il a entendu son père dire : « je descendrai vers mon fils, endeuillé au sheol ». Le rabbin provençal David Kimhi, qui interprète au demeurant la descente comme Ibn Ezra, indique simplement que le temps où Juda descendit se produisit après la vente de Joseph, sans autre explication et comme une évidence.
Du reste, Rachi ne suit pas entièrement le Midrash : Juda « s’éloigna » seulement de ses frères (et non de sa voie). S’il rejoint un Adullamite, c’est pour en faire un associé en affaires ainsi qu’il appert en Gn 38:12. La femme qu’il épouse est en revanche la fille d’un marchand, et son son petit-fils Samuël suit, malgré son littéralisme proclamé, la même ligne. Rachi ne glose pas sur le nom des trois enfants mais le nom du lieu où naît le troisième, Kezib, indique qu’elle cessa d’enfanter « car sinon, que viendrait-il nous apprendre? ».

#### Il la repoussait avec un brin de paille
Er est mauvais aux yeux de Dieu car il agit comme Onan afin de ne pas gâter la beauté de sa femme par une grossesse. Juda demande à ce dernier d’établir une descendance à son frère en lui donnant un enfant qui portera son nom mais Onan refuse, et corrompt sa semence en battant à l’intérieur pour vanner à l’extérieur. Rachi ne commente pas la mort des fils de Juda in loco mais indique dans son commentaire sur TB Sanhédrin 52b que décrétée par le ciel, elle est apparue comme naturelle car elle n’a pas laissé de marque. Juda renvoie alors Tamar chez son père en « la repoussa[n]t avec un brin de paille car il n’avait pas réellement l’intention de la faire épouser par son fils, » craignant qu’elle ne soit ce que le Talmud définit comme une femme fatale car ses deux maris sont morts (les rabbins semblent toutefois avoir considéré Tamar comme une exception plutôt qu’un exemple en la matière)

#### Il la prit pour une prostituée — parce qu’elle se trouvait au carrefour des routes
Rachi précise ensuite que Juda monta « à Timna » vers les tondeurs de son troupeau, et que la localité se situait à flanc de montagne. Se couvrant le visage pour n’être pas reconnue, Tamar parvient à l’« Ouverture des yeux, » que Rachi comprend comme un point d’observation aisée pour mieux apercevoir le carrefour, bien qu’il signale aussi l’interprétation des sages, « la porte de la tente d’Abraham, » car elle voyait que Chêla avait grandi et, ne lui ayant pas été donné pour femme, s’abandonna à Juda car elle désirait concevoir des fils de lui. Il la prit pour une prostituée car elle se tenait au carrefour des routes et elle avait voilé son visage, ce qui empêchait le patriarche d’identifier sa belle-fille, bien qu’il faille peut-être comprendre selon le Midrash qu’étant toujours voilée dans la maison de son beau-père, Juda savait Tamar pudique et ne la soupçonnait pas. Il se « destorna (en laaz) du chemin sur lequel il se trouvait pour aller vers celui où elle était » et lui dit « prépare-toi donc[, je viendrai à toi etc.] » Ils s’accordèrent sur l’affaire et elle demanda un gage, c’est-à-dire « une garantie » en attendant qu’elle soit conclue.

#### L’anneau avec lequel tu scelles et la veste avec laquelle tu te couvres
Rachi suit le Targoum Onkelos sur les gages et le Midrash sur la conclusion de Gn 38:18. Il explique le terme qdesha comme « consacrée […] à la prostitution », et la phrase de Juda lorsque son compagnon rentre sans les gages comme « Qu’elle garde ce qu’elle a, de peur que nous ne soyons méprisés [car] si tu continues de la chercher, cela finira par se savoir, et ce sera une honte. Que puis-je en effet faire de plus pour tenir parole ? » ; il note au passage l’enseignement du Midrash sur le chevreau par lequel Juda avait égaré son père et par lequel il est maintenant égaré lui-même.

#### Et elle envoya à son beau-père — elle ne voulait pas lui faire honte
« Environ lorsque les mois se triplèrent, » comme l’a compris le Midrash et traduit Onkelos, on rapporta à Juda que sa bru Tamar (litt.) avait prostitué et était maintenant enceinte de ses prostitutions — hara est, dit Rachi, un adjectif et non un verbe. La sentence de Juda est expliquée selon l’opinion d’Ephraïm Meqshaa au nom de Rabbi Meïr, telle qu’enregistrée dans le Midrash. Elle fut alors sortie « pour être brûlée » et envoya à son beau-père [les gages ainsi que le message « de l’homme auquel etc. »] pour ne pas lui faire honte, car elle préférait se laisser jeter dans la fournaise que l’humilier en public. Na n’indique en effet que la supplication, et Tamar disait : « Reconnais, je te prie, ton créateur, et ne sois pas la cause de la perte de trois vies ! » Comme ses devanciers, Rachi décompose la réponse de Juda : « Elle est plus juste dans ses paroles, c’est de moi qu’elle est enceinte », et ajoute l’interprétation des sages, à laquelle il surajoute : « C’est parce qu’elle était pudique dans la maison de son beau-père que j’ai décrété que c’est d’elle que serait issue la lignée des rois et de la tribu de Juda que sortiraient les rois d’Israël » ; elle avait en effet le droit d’agir de la sorte puisqu’il ne l’avait pas donnée à Chêla, et il n’ajouta plus ou ne cessa plus de la connaître, de même qu’« [Eldad et Médad] n’ajoutèrent pas de prophétiser » a été traduit « ils n’arrêtèrent pas de prophétiser ».

#### Au moment de son engendrement — avant terme
Comparant les deux naissances gémellaires de Genèse, Rachi déduit que Tamar accoucha avant terme de ce qu’il n’est pas dit, comme pour Rebecca, que ses jours furent remplis. Cependant, c’étaient des temim (jumeaux) pleins et non des tomim défectifs, signe que tous deux seraient justes. « L’un d’eux donna, » c’est-à-dire sortit sa main à l’extérieur, et après que la sage-femme y eut attaché un fil écarlate, la réintroduisit. Rachi interprète l’exclamation de l’accoucheuse comme « Avec quelle force tu t’es fait un passage ! » Quant à Zera’h, après avoir réitéré l’interprétation du Midrash sur les quatre occurrences de sa « main, » Rachi explique qu’il fut appelé de ce nom du fait de l’éclat du fil d’écarlate.

### Exégèse juive
Le Sforno comprend Peta’h Einayim comme l’ouverture, c’est-à-dire la croisée des chemins.

## Exégèses de l’ère moderne

### Commentateurs juifs ultérieurs
Le Tzemah Tzedek, le troisième rabbin de la Dynastie hassidique Habad-Loubavitch, Menachem Mendel Schneersohn (1789-1866), dans son journal personnel discute de la question de Juda et Tamar, et comment la traiter, en particulier vis-à-vis des tenants de la Haskalah.
Il discute de la proposition d'enseigner des extraits du Tanakh pour des jeunes, en omettant des portions jugées superflues ou inappropriées pour des jeunes étudiants. Des exemples, les récits de Bilhah et Ruben (Genèse 35:22) et de Juda et Tamar (Genèse 38), comme des questions ont été posées sur leur interprétation, même à l'époque talmudique.
Il répond:"Comment peut-on oser omettre des portions de la Torah de Moïse, le serviteur de Dieu, et déclarer avec une compréhension de mortels qu'elles ne sont pas 'vitales' ou ne sont pas 'appropriées' pour les jeunes? Toutes les portions, phrases, et mots ont été prononcés par la bouche de Dieu à Moïse, qui les a réitérées et transmis, comme affirmé dans Bava Batra (15a) (Talmud)."

### Exégèse critique
Le récit de Juda et Tamar, introduisant une rupture littéraire entre le récit de la vente de Joseph et son ascension dans la maison de Potiphar reconnaissable à sa Wiederaufnahme (« reprise ») en Genèse 37:36 et 39:1, indiquerait qu’il s’agit d’un ajout tardif à l'histoire de Joseph. L'analyse des motifs terminologiques du texte démontrerait tant son unité que son inclusion harmonieuse dans le Livre de la Genèse, « quelle qu’ait pu être la préhistoire de ces textes ». Pour Shinan et Zakovitch, la présence de nombreux liens intertextuels de Genèse 38 avec son contexte indiquerait également l’unité de Genèse 37-50 qui aurait été écrit à la cour d’Ephraïm.

#### Analyse littéraire
Gary Rendsburg décèle de nombreuses correspondances entre les entourages de Juda en Gn 38 et de David en 2Sam : outre les compagnons Hira/Hiram, Juda et David prennent pour femme Bat Choua/Bat Cheva, ont deux fils qui meurent, Er/un fils (naʿar) innommé et Onan/Amnon qui se conduisent mal qui vis-à-vis de sa femme et vis-à-vis de sa sœur Tamar, tandis que Chêla et Chêlomo perpétuent la lignée de leur père. Ces parallèles sont plus ou moins avalisés par Shinan et Zakovitch, Craig Ho, Graeme Auld et Fokkelien van Dijk-Hemmes, bien que chaque auteur en tire des conclusions différentes : pour Rendsburg qui pense que le Livre de la Genèse a été composé dans son intégralité par un courtisan du roi David, Gn 38 est une satire à moindre risque des inconduites royales ; Zakovitch y voit l’attaque à peine voilée contre une famille de débauchés mais pour Ho, elle vise à établir la judéité d’un roi dont on rappelle trop souvent les origines moabites et van Dijk-Hemmes voit en Gn 38 un midrash de 2Sam où la victime des hommes prend sa revanche sur ses tourmenteurs. Paul R. Noble émet cependant des réserves sur les parallélismes proposés par Rendsburg, lesquels résultent selon lui de critères de ressemblance trop peu rigoureux et mènent à des correspondances inacceptables (YHWH/Absalom), trop diffuses (Tamar=Bethsabée mais aussi Urie, Nathan…) ou confuses (Tamar=Bethsabée mais Bethsabée=Bat Choua).

#### Exégèse féministe
Le récit de Juda et Tamar illustre la lutte d’une femme dans une société patriarcale qui ne lui reconnaît aucun statut.
Comme Tamar ne demande rien avant que Juda ne la possède, il se pourrait qu’elle n’avait pas l’intention de se conduire en prostituée.
Élaborant sur l’image botanique du palmier-dattier telle qu’exploitée dans l’Apocryphe à Genèse et sur les travaux de Susan Niditch, Jacqueline Vayntrub conclut que les deux Tamar de la Bible partagent cet aspect disruptif, la première entourant Juda de ses racines pour perpétuer dans la transgression la lignée du patriarche, la seconde se retrouvant au centre d’un acte qui mènera à la rupture de la famille davidique.

## Tamar et Juda dans l’art

### Représentations picturales

#### Juda et Tamar

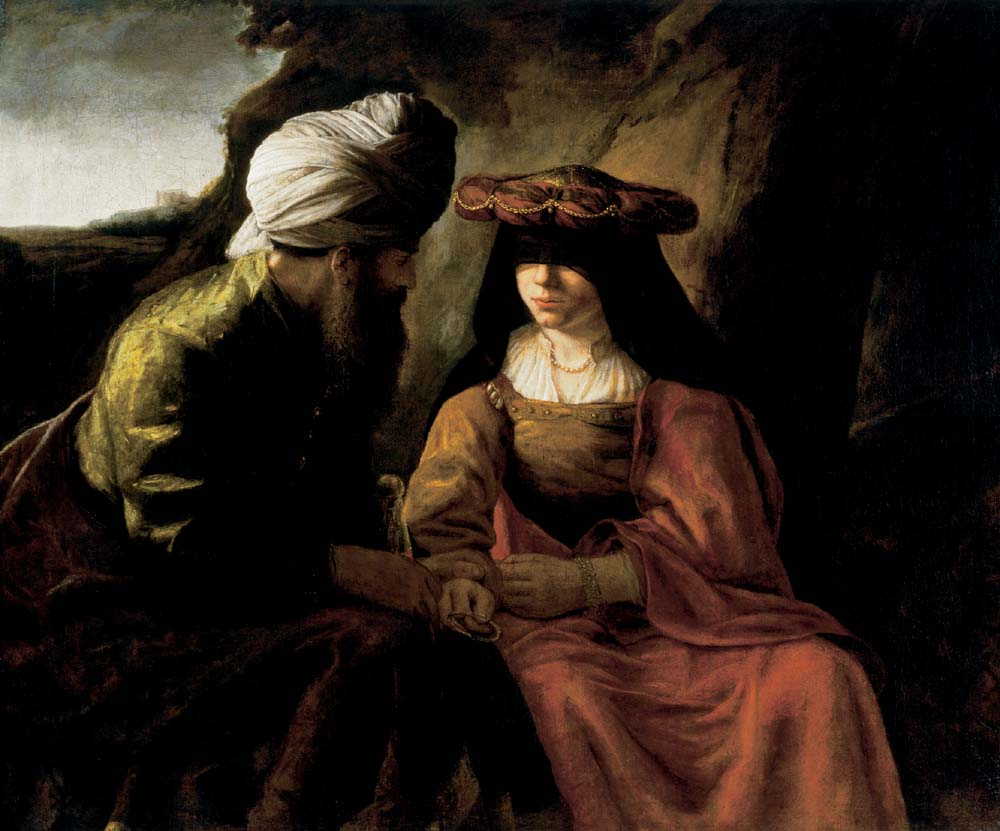
Gerbrand van den Eeckhout, huile sur toile, 1650-60.
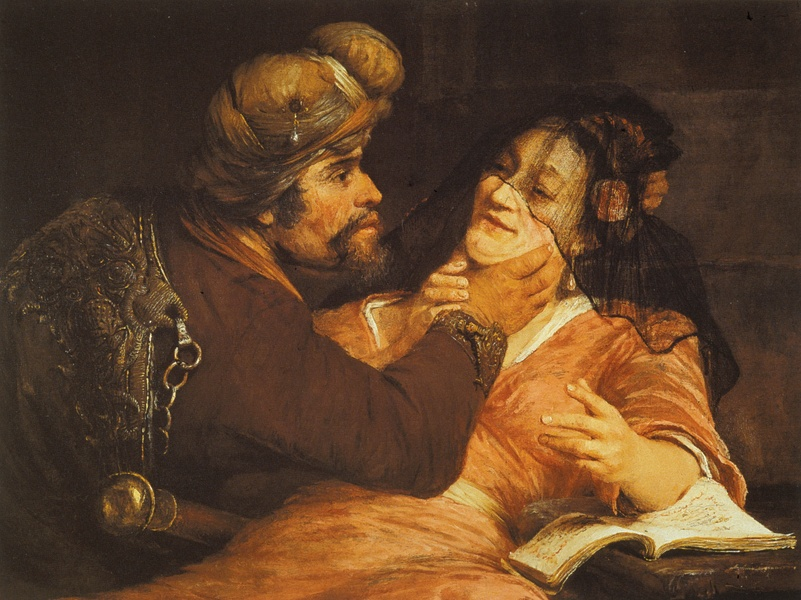
Arent de Gelder, huile sur toile, 1667.
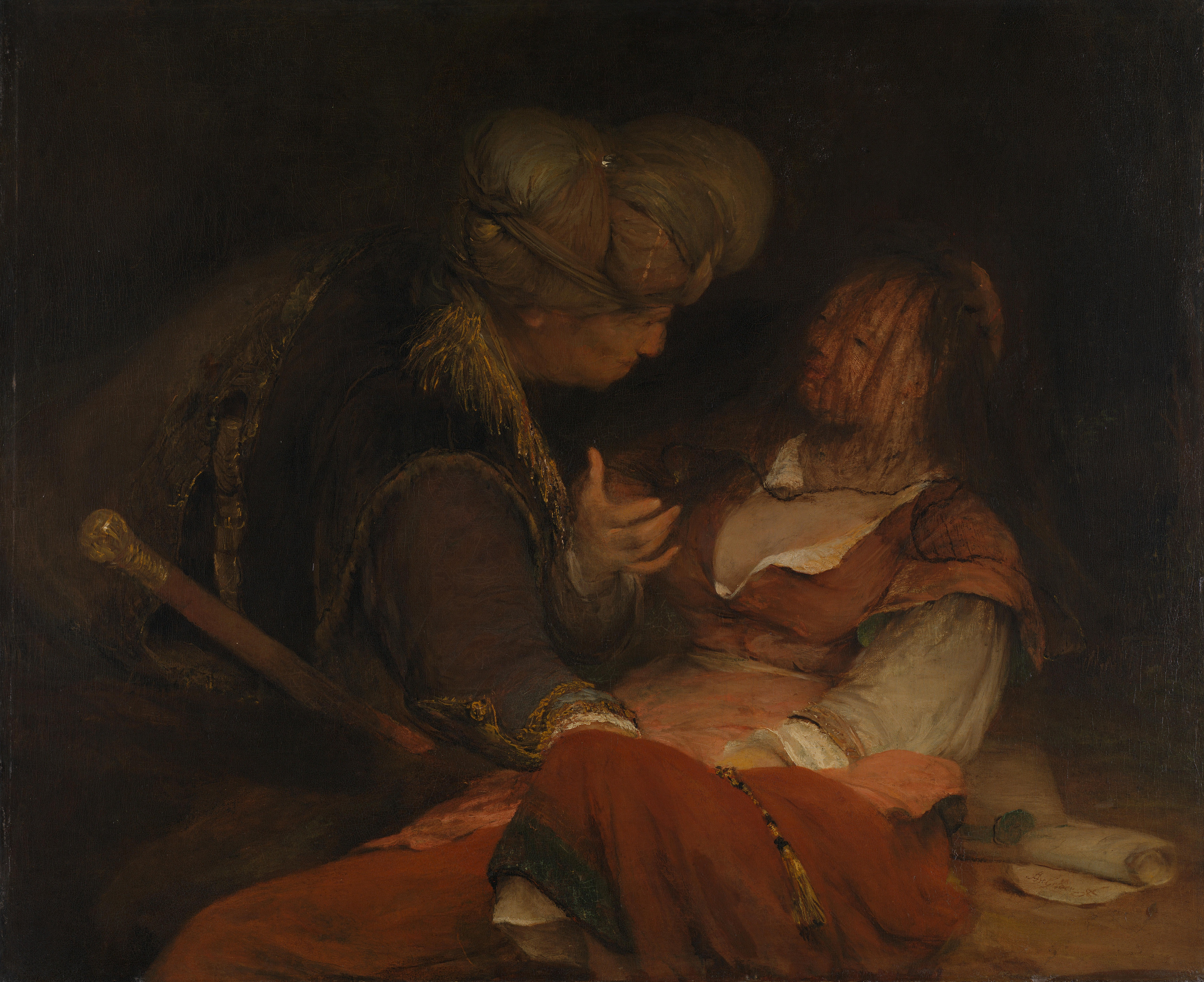
idem, huile sur toile, 1681.

#### Tamar menée au bûcher

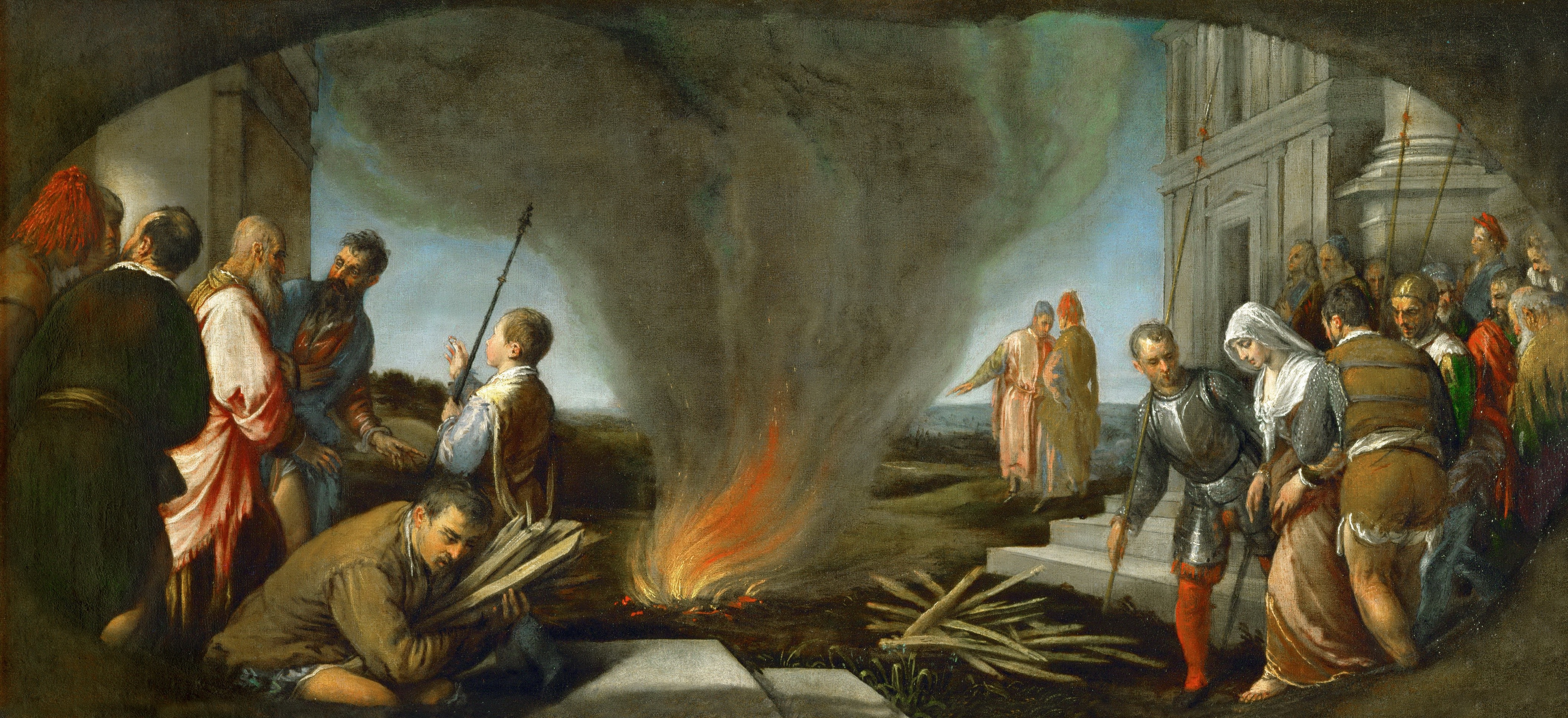
Jacopo da Ponte, 1566.
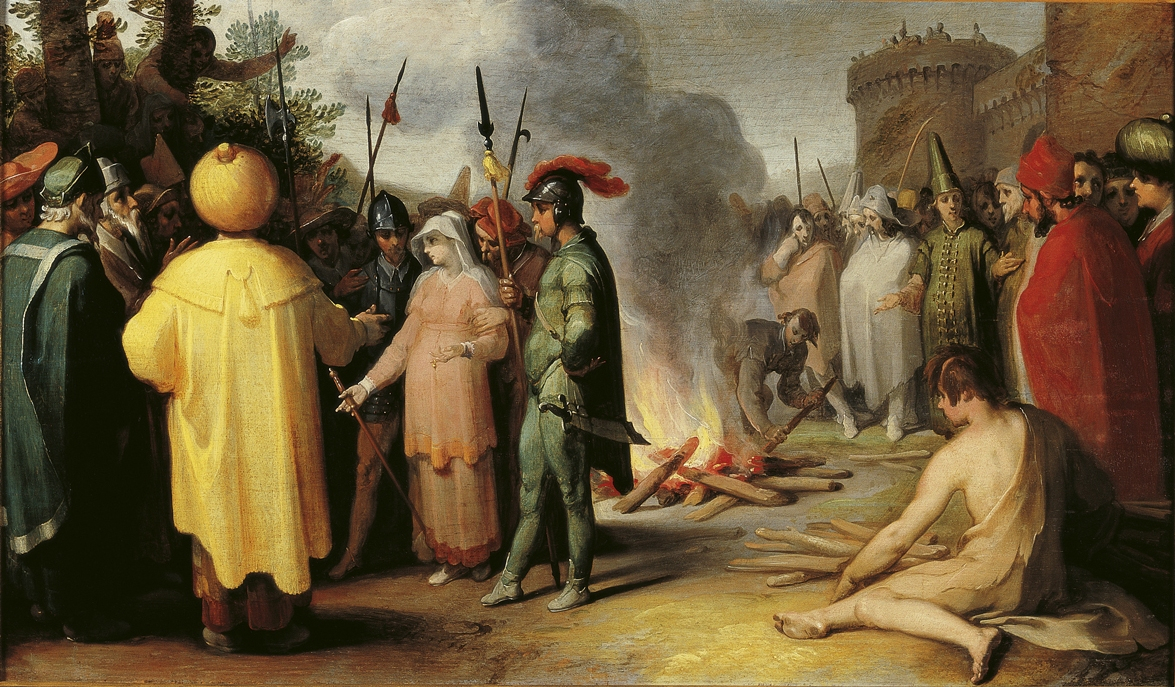
Cornelis Cornelisz van Haarlem, 1596.